# トヨタ・スープラ
スープラ（SUPRA）は、トヨタ自動車が製造・販売している中型の中級スポーツカー（登場当初はソアラの一つ下の比較的上級に位置するスペシャルティカー）である。

## 概要
1970年代に北米で人気を博していたダットサン・280Zの対抗馬として、現地のトヨタディーラーから直列6気筒を搭載したクーペ型車種を求める要望を受けて開発された。当初はスペシャルティカーやグランツーリスモの位置づけであったが、代を重ねるごとにスポーティ路線へと舵を切り、トヨタブランドのフラッグシップスポーツカーにまで成長した。
初代および2代目はセリカを直列6気筒エンジンに対応させた派生車種のような存在で、北米では「セリカ・スープラ」を名乗っていた。日本国内においてはスープラを名乗らず、「セリカXX（ダブルエックス）」という名称でトヨタカローラ店から販売されていたが、3代目以降は日本国内においてもスープラの名称で統一された。
2002年の4代目の販売終了をもってラインナップから消滅していたが、2019年にGRブランドの専用車種「GRスープラ」として復活した（通算5代目）。
3代目および4代目はソアラ、5代目はBMW・Z4とプラットフォームを共有している。エンジンは初代から一貫して直列6気筒のみが搭載されていたが、5代目では直列4気筒も設定されている。
2025年4月4日、2026年春にA90型の生産を終了することが発表された。

## 初代 A40型/50型（1978年-1981年）
セリカXX/北米スープラの初代モデル。

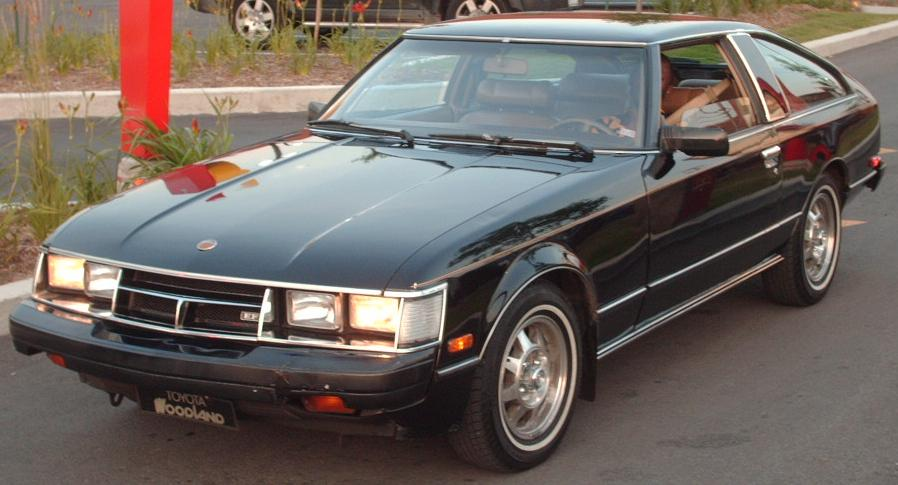
北米仕様

当時のアメリカでは「Xの列記」が映画の成人指定度合いを示すため、北米を含めた全ての輸出車は「Xの列記」を避けスープラと命名し発売された。

## 2代目 A60型（1981年-1986年）
セリカXX/北米スープラの2代目モデル。

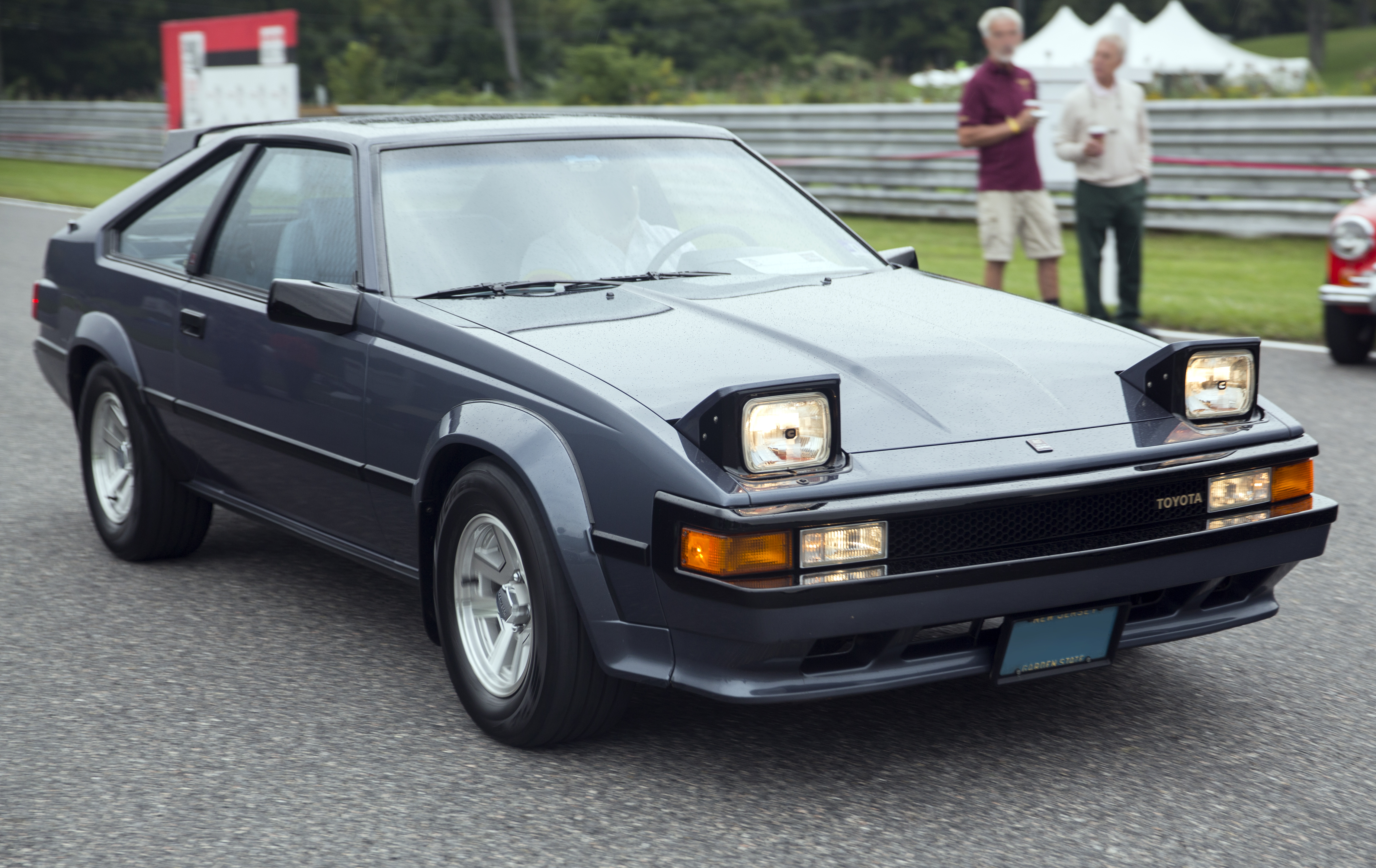
北米仕様

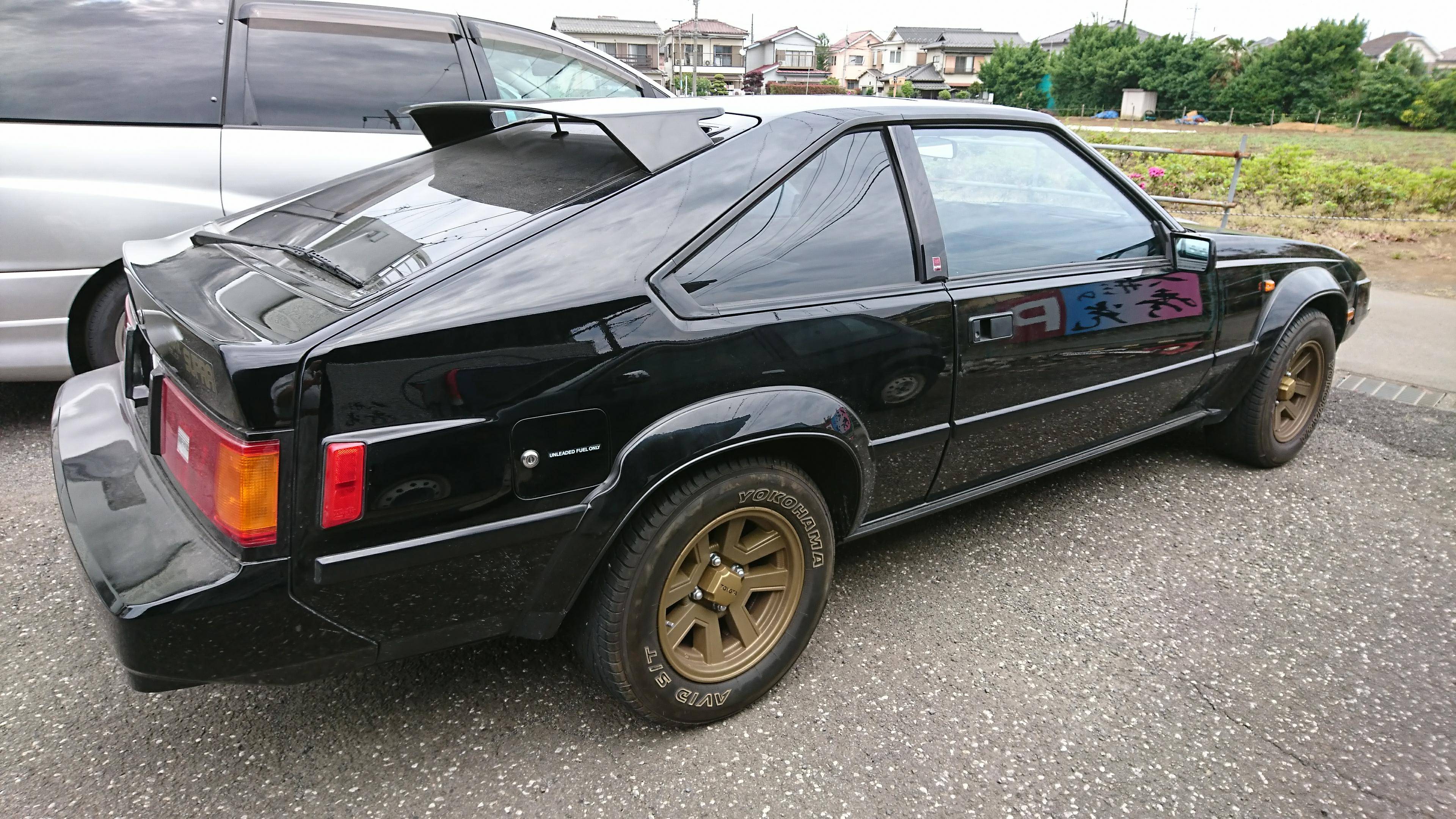
セリカスープラ　初期型　北米仕様

日本国内仕様も1983年からドアミラーが認可された。

## 3代目 A70型（1986年-1993年）
この代から日本国内でも北米仕様と同じ「スープラ」の車名に変更され、セリカから独立した。発売当時のキャッチコピーは「TOYOTA 3000GT」であり、1960年代の名車「2000GT」をイメージしていた。ソアラと共通のプラットフォーム（ただし補強は少ない）を使用した兄弟車で、当初の主なエンジンは、2Lは1G-EU、1G-GEU、そのツインターボ版1G-GTEU、3Lターボの7M-GTEUであった。
1986年6月にはエアロトップが発売された。1987年1月にはソアラと同時に7M-GTEUにも5速MTが設定され、それまで輸出仕様のみに採用されていたブリスターフェンダーの3ナンバー仕様ボディを持つ「3.0GTターボ リミテッド」が追加された。
1988年8月にはマイナーチェンジが行われ、フロントマスクおよびテールランプのデザインが変更された。1G-GTEU、7M-GTEUはハイオク仕様に改良されパワーアップした。また、排気量問わず輸出仕様車と同様のワイドボディとなったが、廉価グレードとして従来のナローボディ(5ナンバー)も2.0Ｌツインターボとしてモデルの最後まで残された。
同時に全日本ツーリングカー選手権（グループA）のホモロゲーション取得用モデルとして、7M-GTEに専用開発のターボAタービン（CT26型ベース）を搭載した3.0Lターボ車「3.0GTターボA」が500台限定で販売され、価格は405万1,000円であった。特徴はフロントバンパーセンター部の3連ダクトで、このダクトの形は「ターボAダクト」と呼ばれた。その他の特徴として、ボディカラー、ホイールも黒、内装は本革シートを採用し5速マニュアルのみの設定でメーター類はアナログのみとなる。吸入空気量測定方式を従来のLジェトロからDジェトロとした。インタークーラーも大型の物が装着され、最高出力は量産型の240PSから270PSにまでパワーアップされた。サスペンションはバネ定数やダンパーの減衰力を高め、前後スタビ径を拡大した専用のものに変更されている。
1989年8月に一部変更。ツインターボ版1G-GTE仕様にワイドボディが追加され、さらにE仕様もワイドボディ化。また3.0Lターボ仕様にTEMS、パワーシート、デジタルメーターを省略して価格を抑えた廉価仕様の「3.0GTターボS」が追加された。
モデル末期の1990年8月に最後のマイナーチェンジ。エンジンの変更やサスペンションの設定見直し等が主体となる。これまでの最上級グレード「3.0GT」系のエンジンに代わり、新たにX80系マークIIのスポーツグレードに採用された2.5Lツインターボ 1JZ-GTEを搭載し、サスペンションにはドイツのビルシュタイン社と共同開発した専用ダンパーを採用。タイヤもインチアップされ、スポーツカーとしての性能を大幅に引き上げた。あわせてグレード名は「2.5GTツインターボ」に改称された。外観では、フロントノーズのエンブレムが縦長のスープラ独自のものから1989年に発表された初代セルシオより採用されている新トヨタCIマークに変更されている。なお「2.5GTツインターボ」は、トヨタ車としては初めて280PSの5速MT設定車であり、当時の日本製市販車の280PSクラスのレシプロエンジン車では最小の排気量でもあった。2.5L仕様は日本市場専用であり、北米および欧州市場では従来の3Lターボ仕様の販売が継続された。
1991年8月にはボディカラーの見直しが行なわれ、安全装備拡充としてリア3点式シートベルトやサイドドアビームを標準装備、SRSエアバックシステムを全車メーカーオプションとした。
1993年4月、生産終了。在庫対応分のみの販売となる。
1993年5月、4代目と入れ替わって販売終了。販売終了前月までの新車登録台数の累計は9万385台。

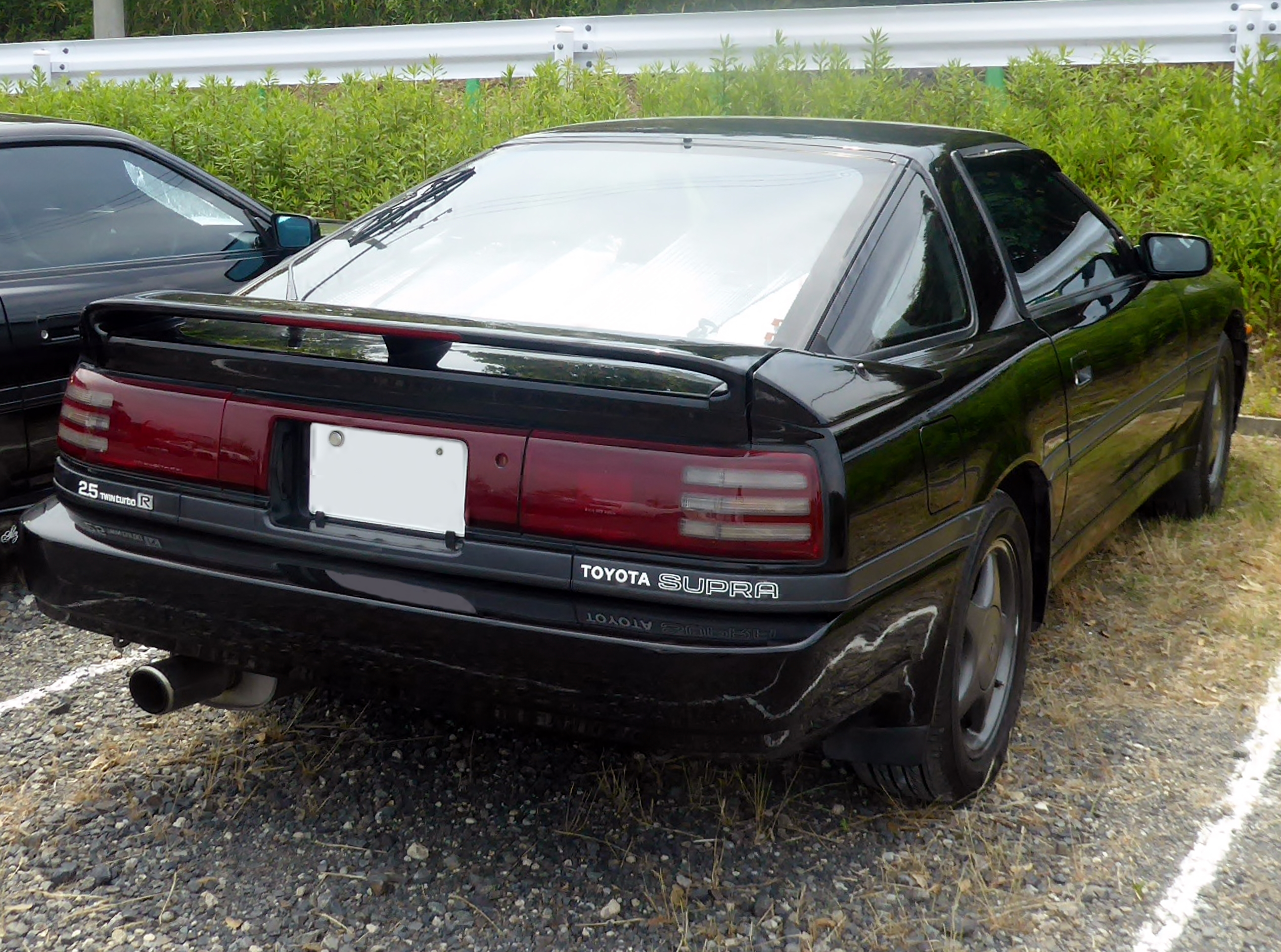
日本仕様1990年8月改良型 2.5GTツインターボR リア
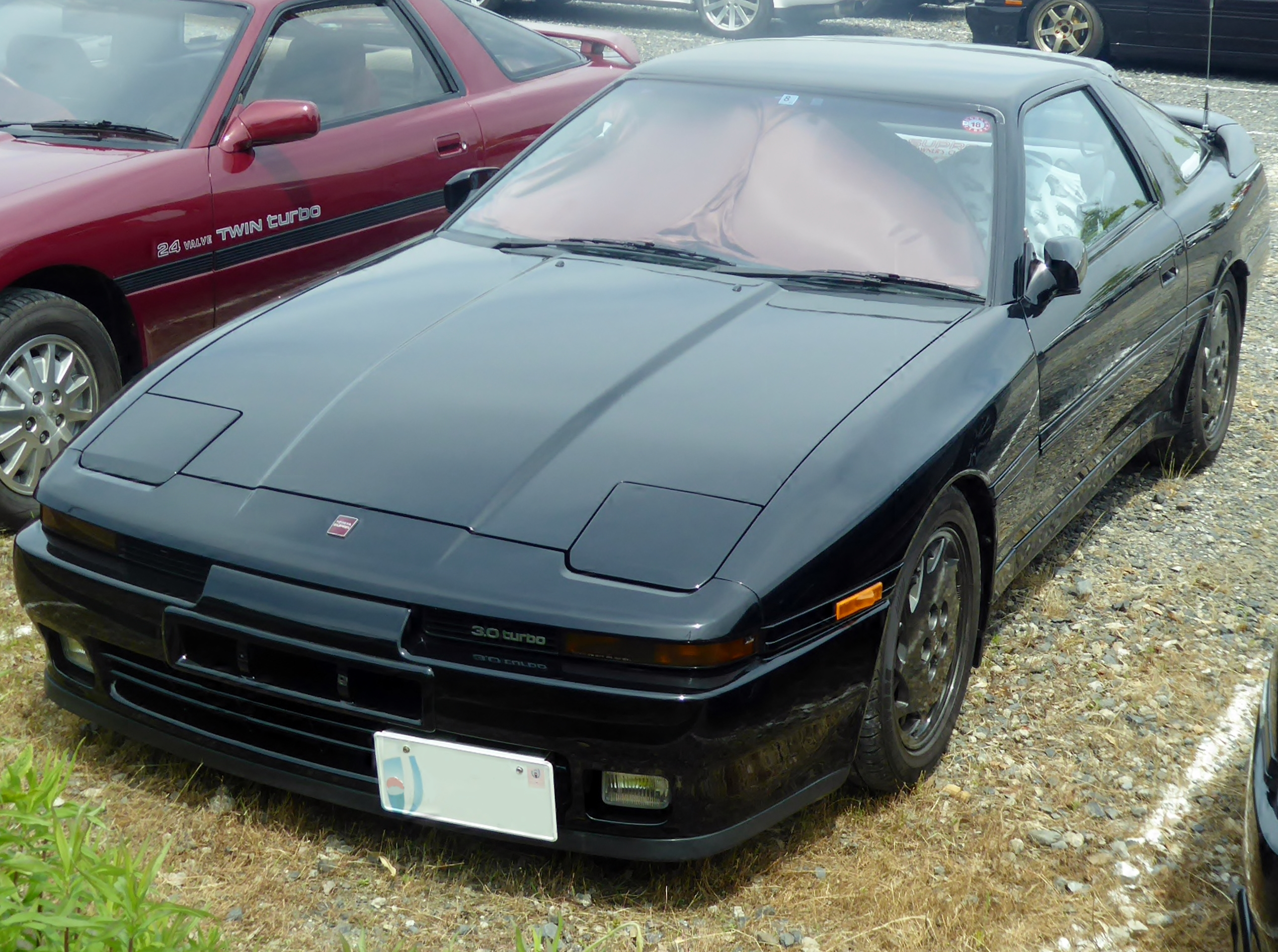
日本仕様1988年8月改良型 3.0GTターボA
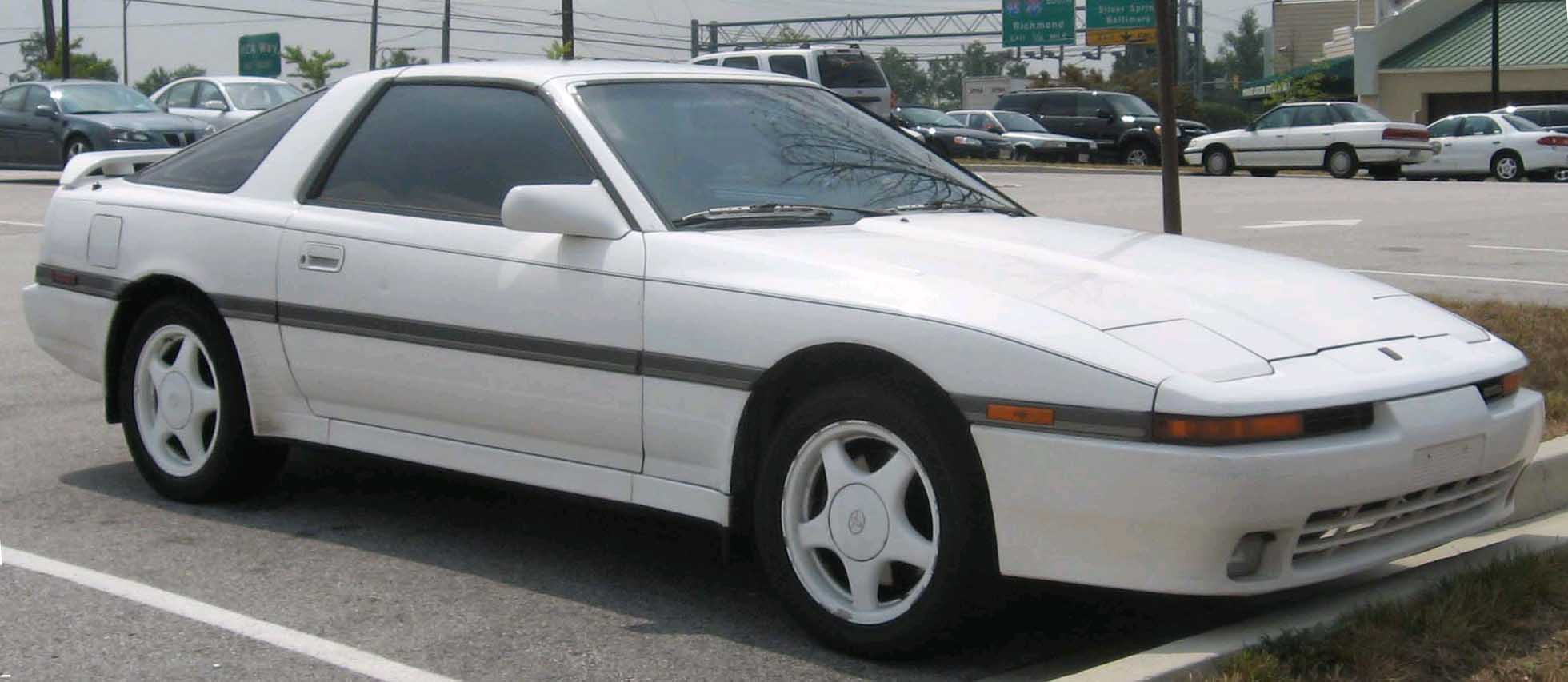
北米仕様後期型
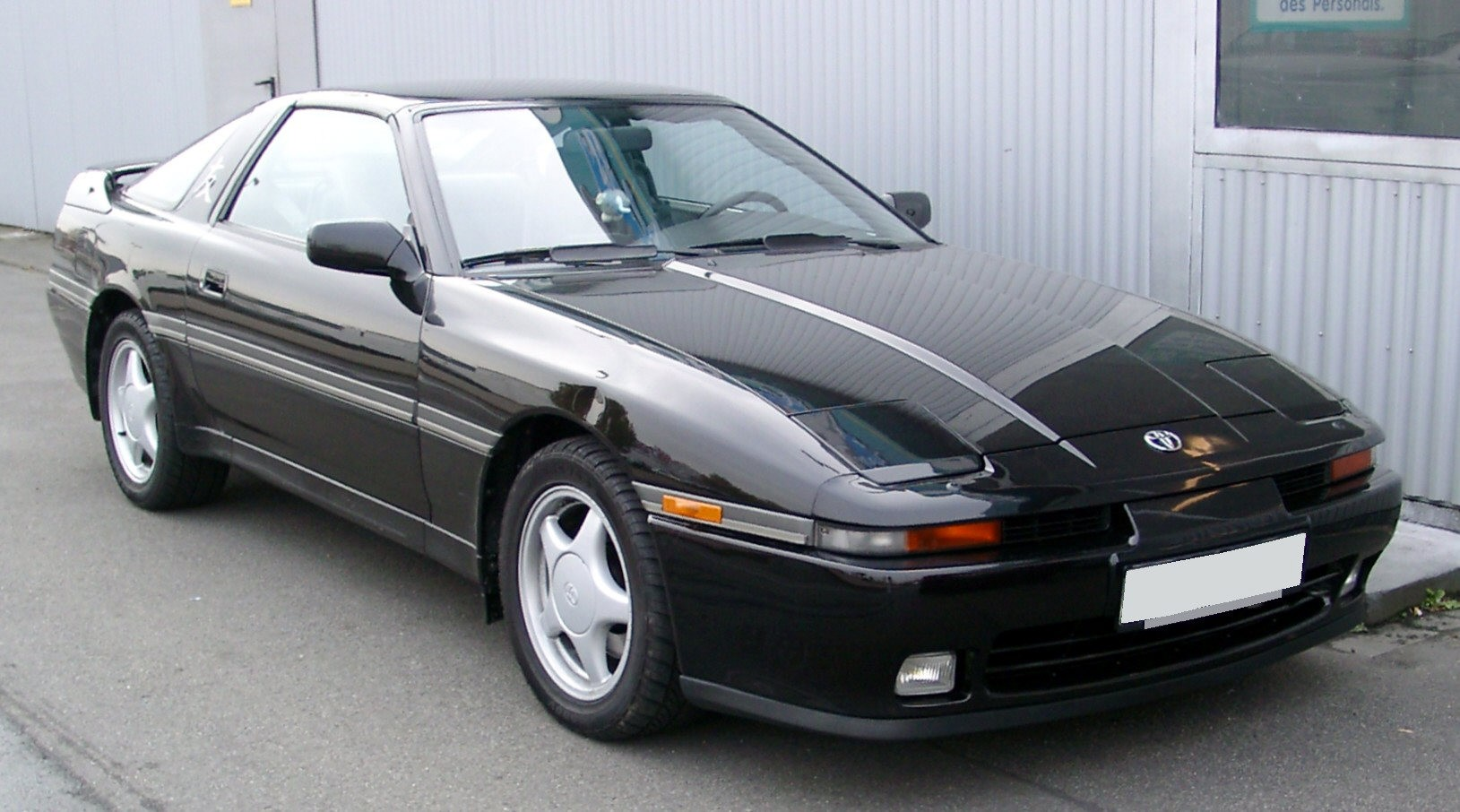
欧州仕様後期型

搭載エンジンについて詳細は以下。
| 形式    | 項目＼年代                      | 1986年2月 -                                                 | 1987年1月 -          | 1988年8月 -                                             | 1990年8月 -                                                 |
| ------- | ------------------------------- | ----------------------------------------------------------- | -------------------- | ------------------------------------------------------- | ----------------------------------------------------------- |
| 1G-EU   | 排気量 形式 最高出力 最大トルク | 1,988cc OHC-自然吸気 105PS/5,200rpm 16.0kgf·m/4,000rpm      | ←                    |                                                         |                                                             |
| 1G-FE   | 排気量 形式 最高出力 最大トルク |                                                             |                      | 1,988cc DOHC-自然吸気 135PS/5,600rpm 18.0kgf·m/4,400rpm |                                                             |
| 1G-GEU  | 排気量 形式 最高出力 最大トルク | 1,988cc DOHC-自然吸気 140PS/6,400rpm 16.5kgf·m/4,600rpm     | ← 17.6kgf·m/4,000rpm | ← 150PS/6,400rpm 18.6kgf·m/5,600rpm                     | ←                                                           |
| 1G-GTEU | 排気量 形式 最高出力 最大トルク | 1,988cc DOHC-ツインターボ 185PS/6,200rpm 24.5kgf·m/3,200rpm | ←                    | ← 210PS/6,200rpm 28.0kgf·m/3,800rpm                     | ←                                                           |
| 7M-GTEU | 排気量 形式 最高出力 最大トルク | 2,954cc DOHC-ターボ 230PS/5,600rpm 33.0kgf·m/4,000rpm       | ←                    | ← 240PS/5,600rpm 35.0kgf·m/3,200rpm (※1)                |                                                             |
| 1JZ-GTE | 排気量 形式 最高出力 最大トルク |                                                             |                      |                                                         | 2,491cc DOHC-ツインターボ 280PS/6,200rpm 37.0kgf·m/4,800rpm |

（※1）最高出力270PS/5,600rpm/最大トルク36.5kgf·m/4,400rpmのターボA仕様有り

## 4代目 A80型（1993年-2002年）
「THE SPORTS OF TOYOTA」をキャッチコピーに、A80系スープラは1993年にデトロイトモーターショーにて公開され、同年5月24日に販売開始された。日本では2代目にあたる。エクステリアデザインは先代まで続いた直線基調のデザインから一転し、曲線を多用したグラマラスで筋肉質なスタイルに生まれ変わった。またヘッドライトがリトラクタブルライトから固定式ライトに変更された。
シャシーはスポーツラグジュアリークーペのソアラ（Z30系）に採用された、前後サスペンションがダブルウィッシュボーン方式（フロントアッパーアームがアルミ鍛造のローマウント式）で、A70系より改良が行なわれている。Z30系ソアラとのシャシーの大きな違いは燃料タンクの位置で、ソアラがリアシート背後なのに対し、より全長の短いスープラでは重量配分や前後オーバーハングの長さを適正化すべくトランク下に移設されている。
エンジンは直6 3L 2JZ系に変更され、新開発の電子制御サブスロットルシステム「ETCS」が初搭載された（このETCSは後に改良型の1JZ-GTEへ技術転用されている）。
NA仕様（クラウンなどと同一型式のエンジン）で225PS、ターボ仕様はアリスト（JZS147系）に搭載されていたシーケンシャル方式ツインターボ（トヨタは「2ウェイツインターボ」と呼称）で、最高出力が280PS、最大トルクは44kgf·m（1993年 - 1996年）を発生した。
またRZグレードには、当時の日本産国内向け乗用車としては初となる6速MT（ドイツ・ゲトラグ社とトヨタとの共同開発、型式はV160型）を搭載した。ATについてはインテリジェントスポーツ オートマチックトランスミッション（ECT-iS）をターボ仕様車に設定した。なお上級モデルには17インチタイヤ・ホイールとそれに対応した大型ブレーキキャリパー（前・対向4ポット 後・対向2ポット）と大径ローターを装備するものの、発売当初はアメリカ専売モデルのみの採用で、日本国内モデルへは当時の運輸省の認可が下りなかったために翌年まで持ち越された。
1994年8月にマイナーチェンジ。先述の17インチタイヤ・ホイール&大径ブレーキ（ABSも専用のスポーツABSとなる）装着車の追加（発売当初、ホイールの色がターボ車がガンメタリック、NAはシルバーだったが、後に全てシルバーに統一）、グレード体系の一部見直し（RZ-SとSZ-Rの追加）が行われた。RZは6速MTのみの設定と17インチが標準、RZ-SはATと6速MTの設定で17インチはオプション、SZ-RはATの設定は無く、前期がアイシン製5速MTのみで後期よりSZ-R専用ギア比のゲトラグ製6速MTが標準となった。ちなみにGZとSZは変更なし。
1995年5月、一部改良。ボディカラーの見直し。
1996年4月に再びマイナーチェンジ。内外装の小変更が行われ、最上級グレードのGZはカタログから消滅。それに伴いターボのエアロトップ仕様もラインナップより消えている。NAエンジンのSZ-RにもRZと同じゲトラグ社製6速MTが改良され搭載された（型式はV161型、RZとRZ-SはV160型で変更なし）。RZのフロントシートにレカロ社製SR-2が標準装着（SZ-Rにオプション）となり、また全車にABS、デュアルエアバッグが標準装備された。
1997年8月に最後のマイナーチェンジ。同一型式のエンジンを積むアリストが2代目（JZS16#系）へとフルモデルチェンジし、それに伴いA80系スープラもエンジンをVVT-i化された（NAの2JZ-GEは変更なし）。これにより最高出力はそのままながら、最大トルクは46kg-mへ増加、燃費や扱いやすさも向上している。同時に電子制御スロットルも「ETCS-i」へと変更されている。また、サスペンションに「REAS（Relative Absorber System, リアス、相互連携アブソーバーシステム）」を採用。これは左右のダンパーをオイルラインで結び、走行状況に応じてオイルを左右に循環させ、左右の減衰力差を発生させるもので、ヤマハ発動機とトヨタが共同開発したものである。このREASは、後に進化版が同じトヨタのハイラックスサーフやクラウンアスリートVX（特別限定車）に「X-REAS」として搭載されている。他にはRZとRZ-Sのマニュアルトランスミッションが、V160型から先立ってSZ-Rに搭載されたV161型に変更された。これ以外にも運転席エアバッグのインフレーターが小型化され3本スポークステアリングとなり、RZおよびSZ-Rはドライカーボン製ステアリングが装備された他、ボディ補強などの小変更が行われた。
1998年8月、外板色　スーパーブライトイエローを追加。
1999年8月、SZの後輪に245タイヤを採用（フロントは225のままで前後異サイズとなった）。
2002年7月、「平成12年度自動車排出ガス規制」に対応できなかったため（ターボは同一型式でNAにも可変バルタイが装備されたエンジンを搭載するアリストはターボ・NAともに対応)生産終了。在庫対応分のみの販売となる。
2002年8月、在庫対応分が完売し販売終了。販売期間中の新車登録台数の累計は3万1372台。
高剛性のボディや頑丈で強力なエンジンに加え、トヨタ車におけるスポーツフラッグシップ車であったことから、TRD等のメーカー直系だけでなく、他社からも多くのアフターパーツが発売された。チューニングの度合いによっては1000馬力を超えるほどのパワーを出すことすら可能であるため、2017年現在でもチューニングベースとして使用されることが多い。
また映画ワイルド・スピードシリーズでは主役･サブキャラ級のマシンとして度々登場した（特に第一作では主人公のブライアン・オコナ―がタルガトップ車をメインに使っており､第7作エンディングでのブライアンがドミニクと別れるシーンでも別の80スープラに乗っていた）ことから、北米ではカルト的な人気がある。

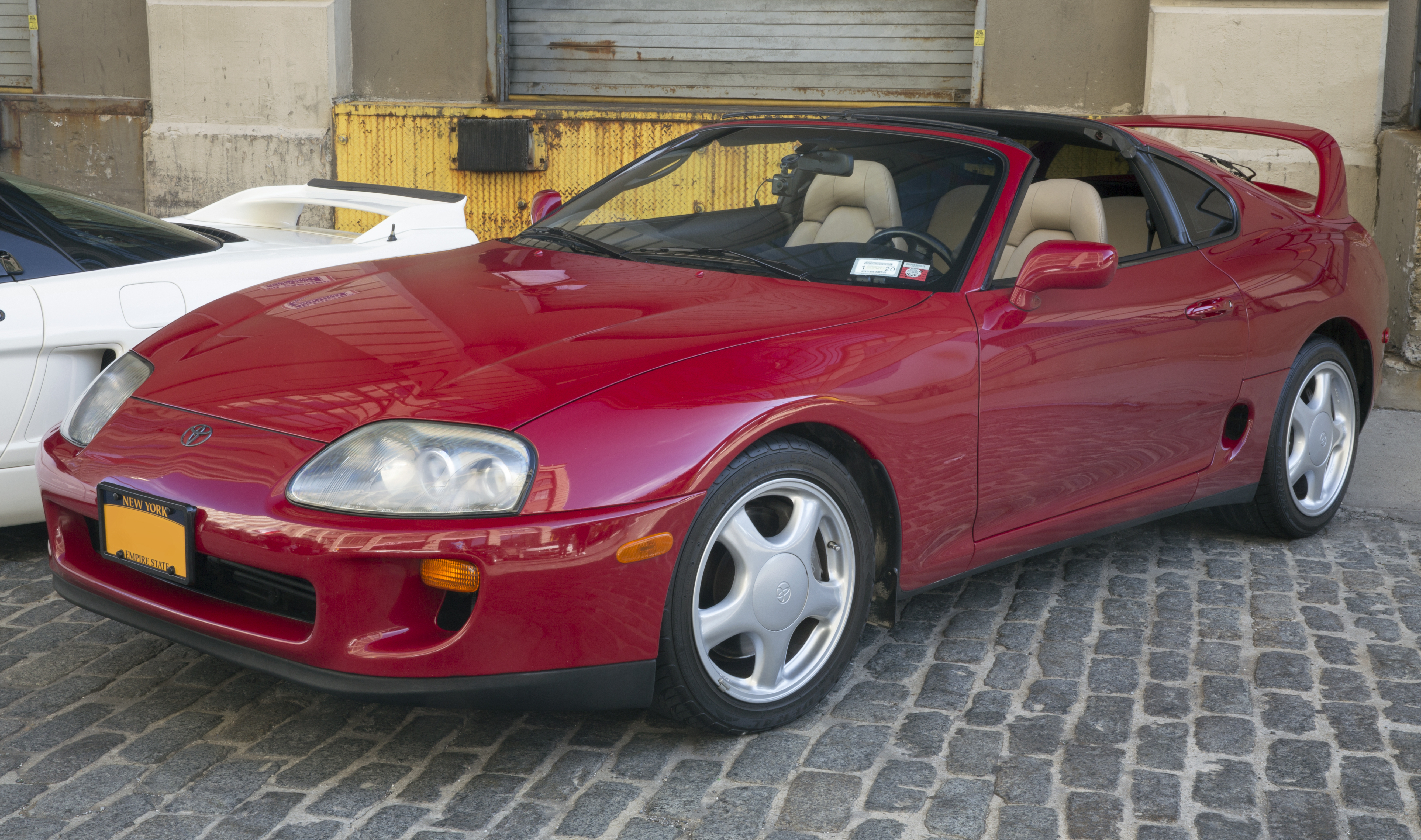
タルガトップ仕様、フロント
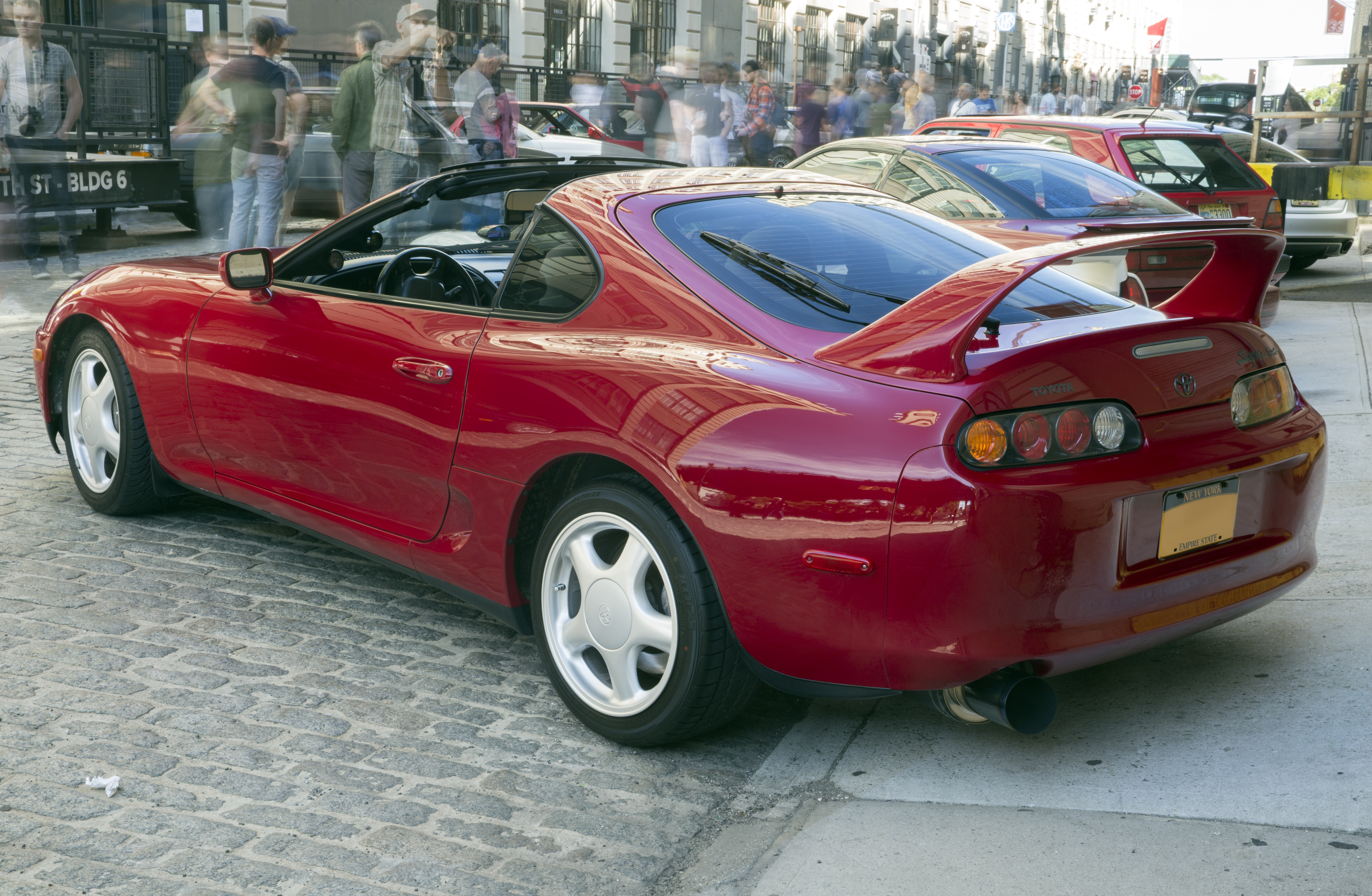
タルガトップ仕様、リア
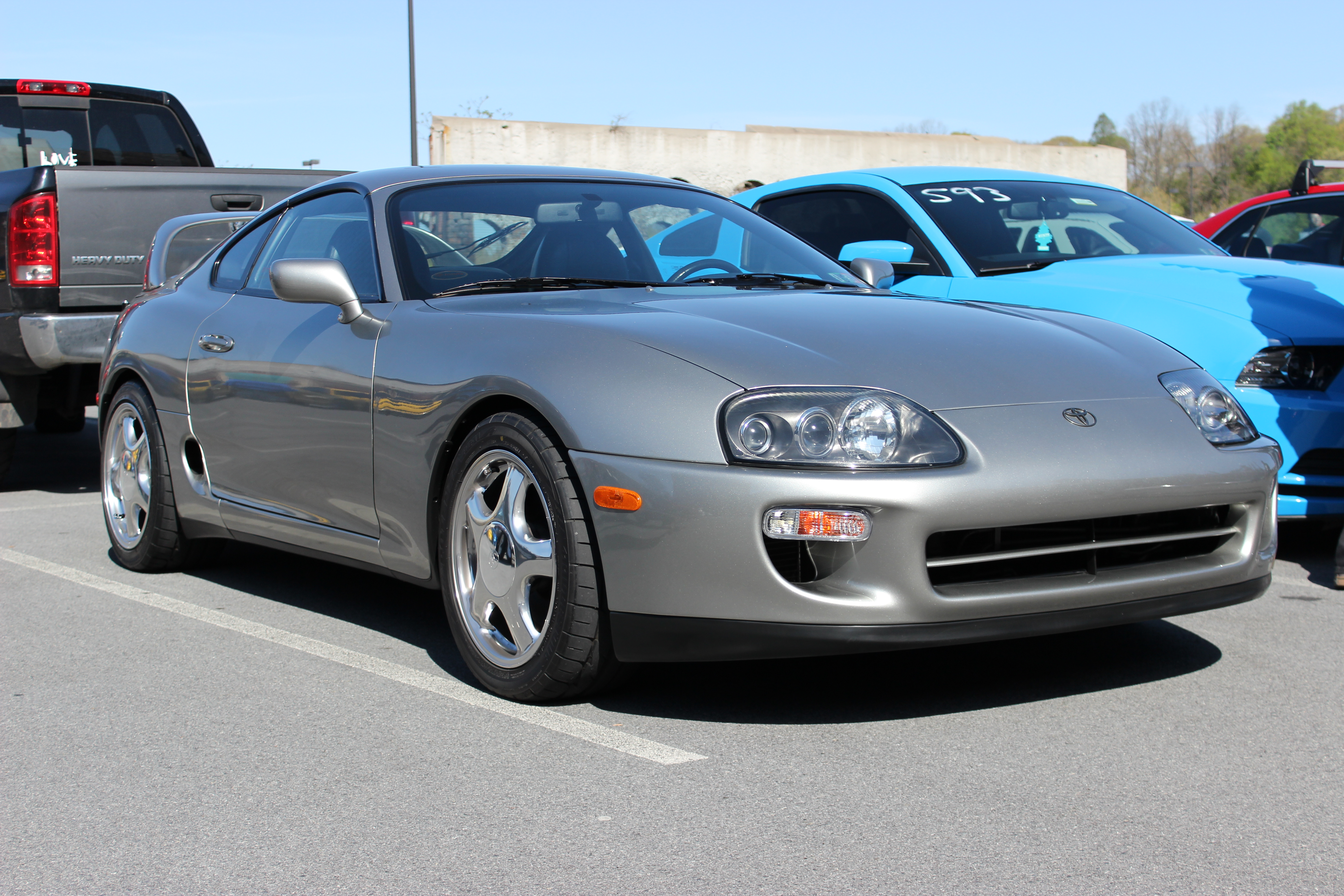
北米仕様後期型、フロント
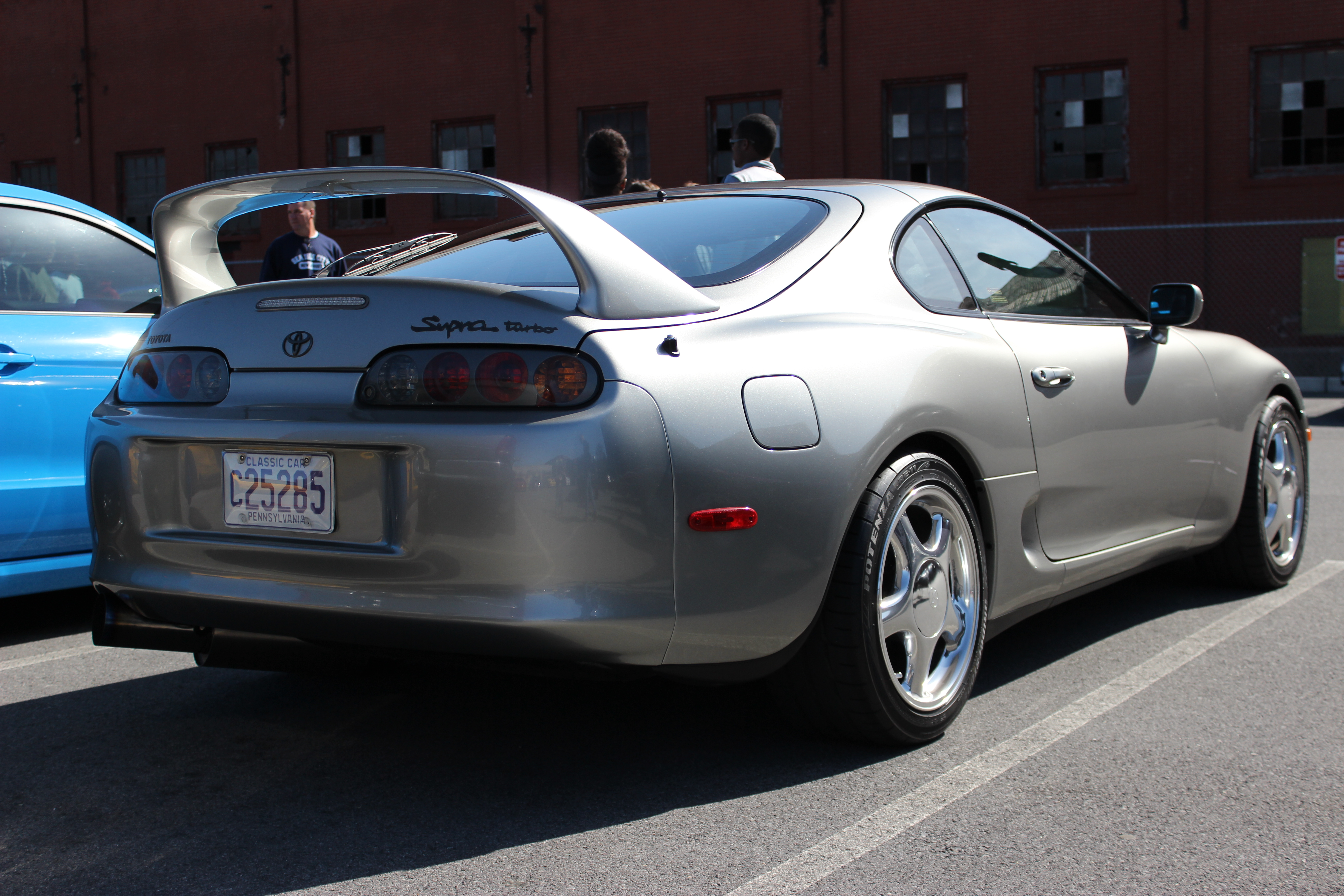
北米仕様後期型、リア
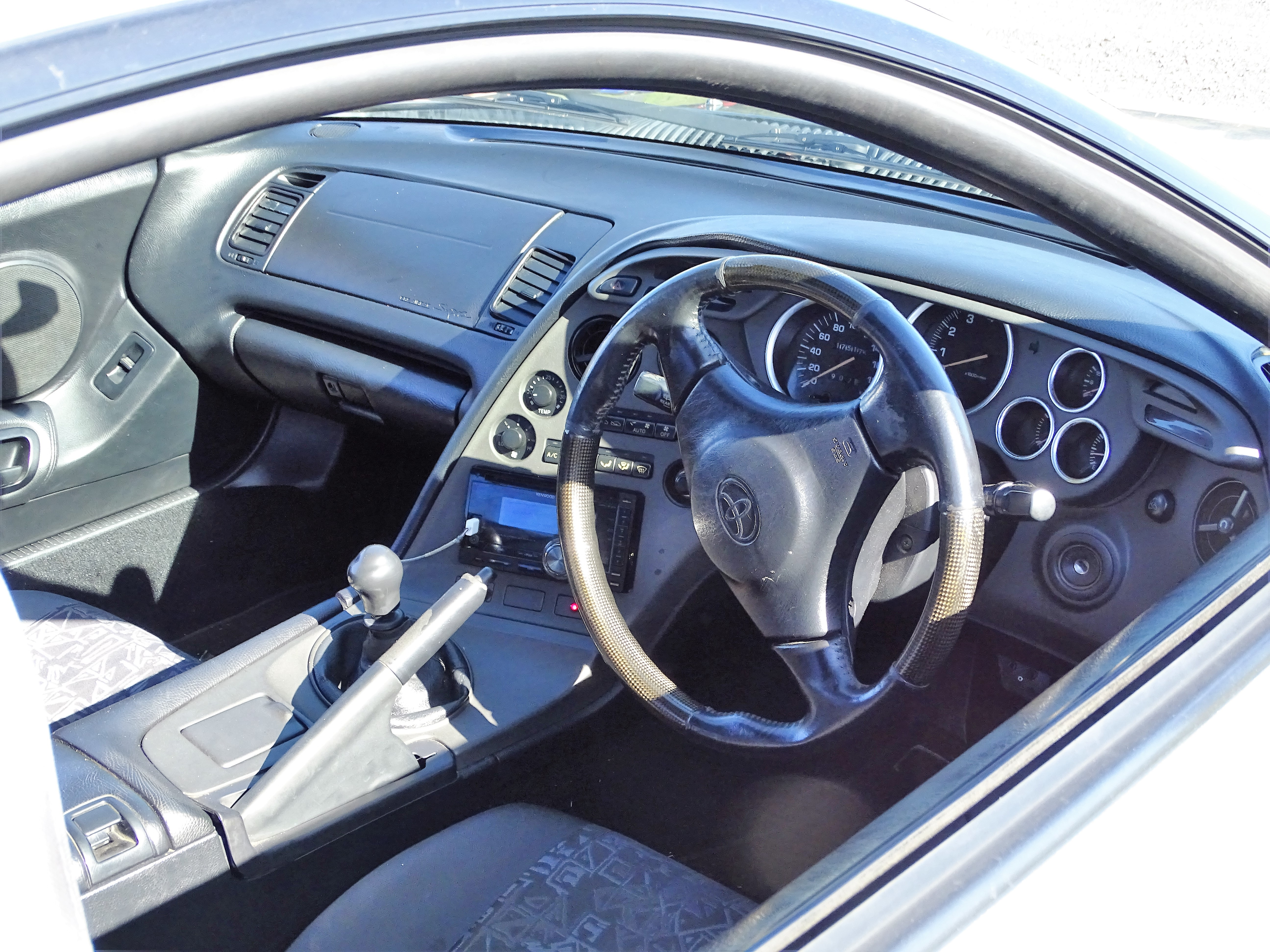
後期型、インテリア
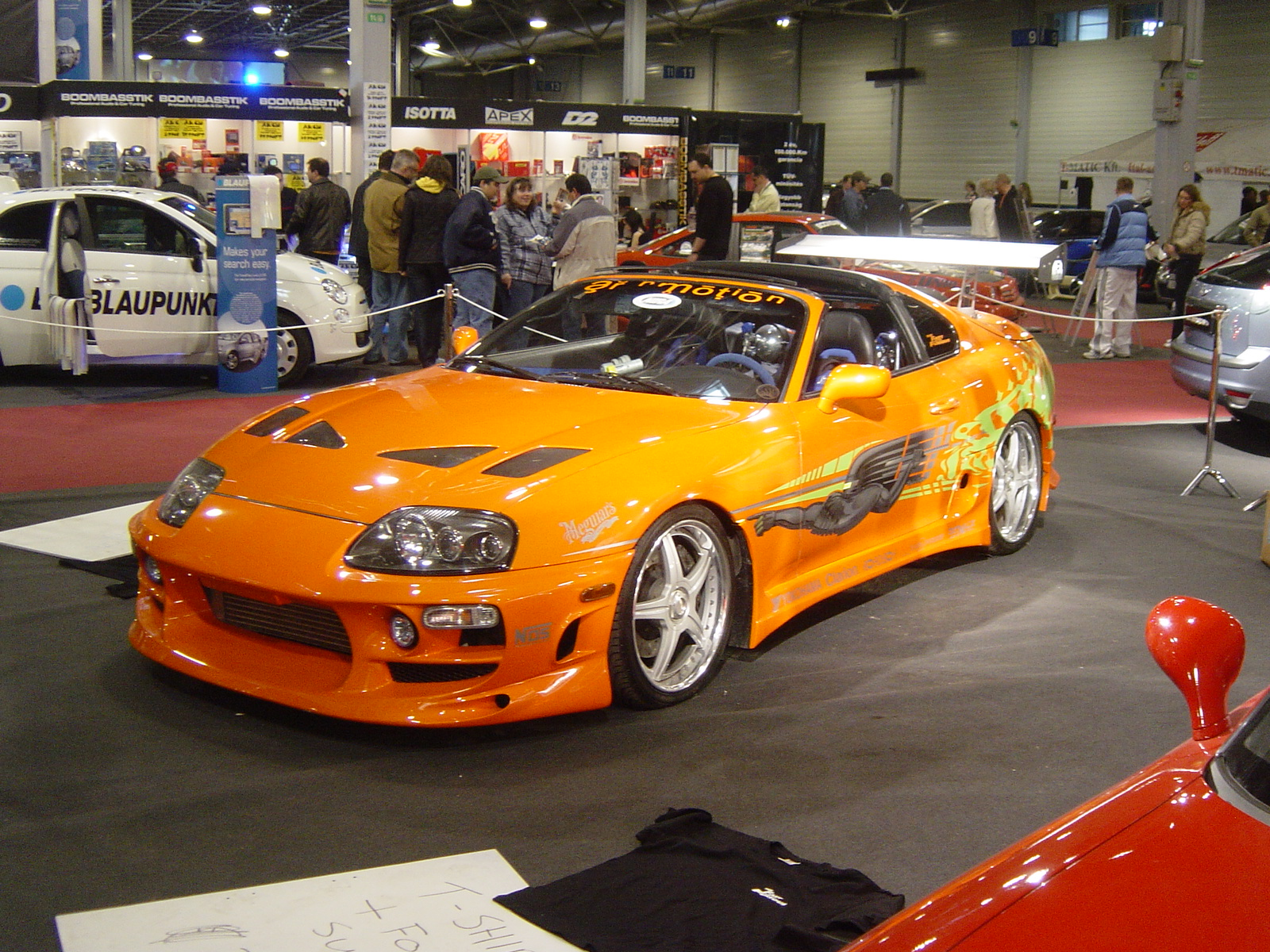
ワイルド・スピードに登場した、ブライアンのスープラ
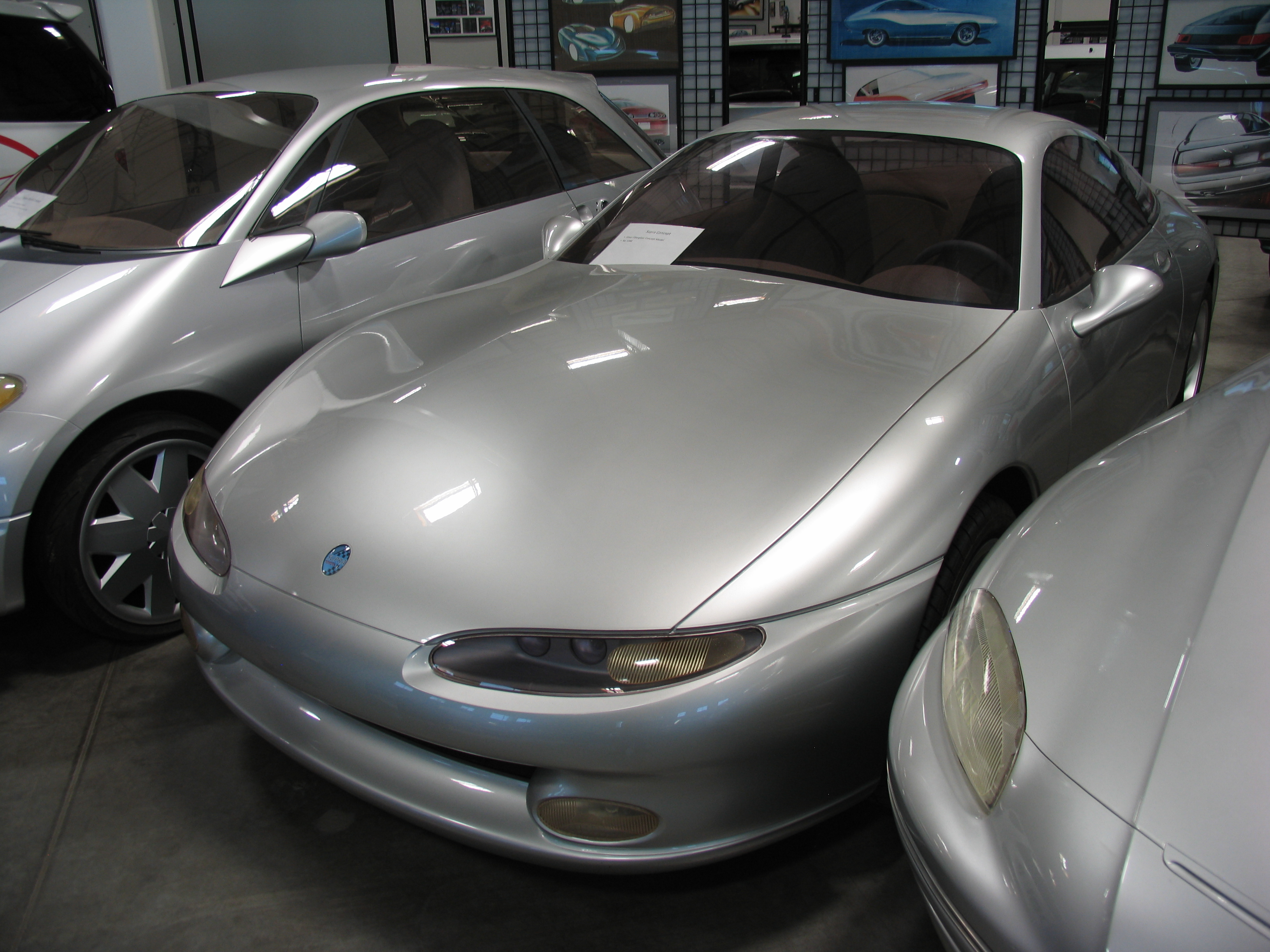
スープラコンセプト

## 5代目 DB型（2019年-2025年）
開発コード「J29」。2002年に生産を終了してから17年後に復活した5代目は、トヨタが2011年から技術提携を結んでいるBMWとの共同開発となる。開発責任者は多田哲哉が担当した。車両のチューニングは成瀬弘の最後の（日本人以外の）直弟子であるベルギー人テストドライバーのヘルフィ・ダーネンスに一任されている。
BMWとの協業は、歴代モデルからの伝統である「直列6気筒エンジン+後輪駆動（FR方式）」というパッケージングを実現するためであった。また、開発が始まった2012年当時、直列6気筒エンジンを世界で唯一製造していた自動車メーカーがBMWであったことも大きな要因となった。
開発コストの低減を考慮した結果、車両構成の基礎となるエンジンやシャシーなどのプラットフォームをBMW・Z4の第3世代モデル（G29型）と共有し、車両の製造に関してもZ4と同じくオーストリアの自動車製造会社であるマグナ・シュタイアが担当する。このため製造事業者はBMW（Bayerische Motoren Werke AG）名義で、トヨタは輸入販売元として位置付けられている。
開発経緯から「Z4の姉妹車」と見なされることが多いが、実際は開発の初期段階でエンジンやプラットフォームを共通にすることを決めた後は、両車とも完全に別々に開発を行っている。
トヨタのスポーツモデル専用ブランド「GR」初の専売車種であり、『TOYOTA GR SUPRA』（トヨタ・ジーアール スープラ）の別名が与えられている。ただし国土交通省へ届け出た車種名はこれまで通りの『トヨタ・スープラ』であり、『GR SUPRA』はあくまで商品名となっているため、カタログにも車両名称ではないことが明記されている。他のGRブランドの車種は「車名+GR」というネーミングであるが、本車はGRブランドでの専売車種となるため、「GR+車名」のネーミングが用いられ差別化されている。またGRスープラは、GRシリーズ初のグローバルモデルでもある。
正式な車両型式は「DB」であるが、開発当時から先代の続番である「A90」とも呼ばれており、トヨタ側も後述するモータースポーツのエントリーやカタログ等でその呼称を用いている。日本市場での販売はトヨタディーラーの4チャネル（トヨタ店、トヨペット店、カローラ店、ネッツ店）すべてで展開される。なお2021年モデルの呼称は「A91」となっている。

### メカニズム
BMWの「CLAR」プラットフォームを基礎としてBMWが設計を行い、各々の区切りごとにトヨタが目標値に照らし合わせながら設計を確認し技術的な提案を行うという手法で開発が進められた。シャシは「走りの黄金比」とも呼ばれるホイールベースとトレッドの比率を1.6以下にすることを目標に開発が行われた結果、目標値を大きく下回る1.55を実現した。そして4代目よりも旋回性能を向上させるべく、歴代モデルとしては初となる純2シーター化に踏み切った。これによってホイールベースは86（2+2シーター）よりも100mm短い2,470mmとなり、直列4気筒エンジン搭載車では車両の前後重量配分比率が50：50となった。さらに、水平対向エンジンによって低重心化を実現した86よりも一層の低重心化が図られている。これらに加え86と比較して約2.5倍に向上させた車体剛性は、高価なCFRP（カーボンファイバー）素材を用いたレクサス・LFAをも凌駕する。また、車両の乾燥重量は1,410 - 1,530kgと、先代（A80型）とほぼ同数値となっている。

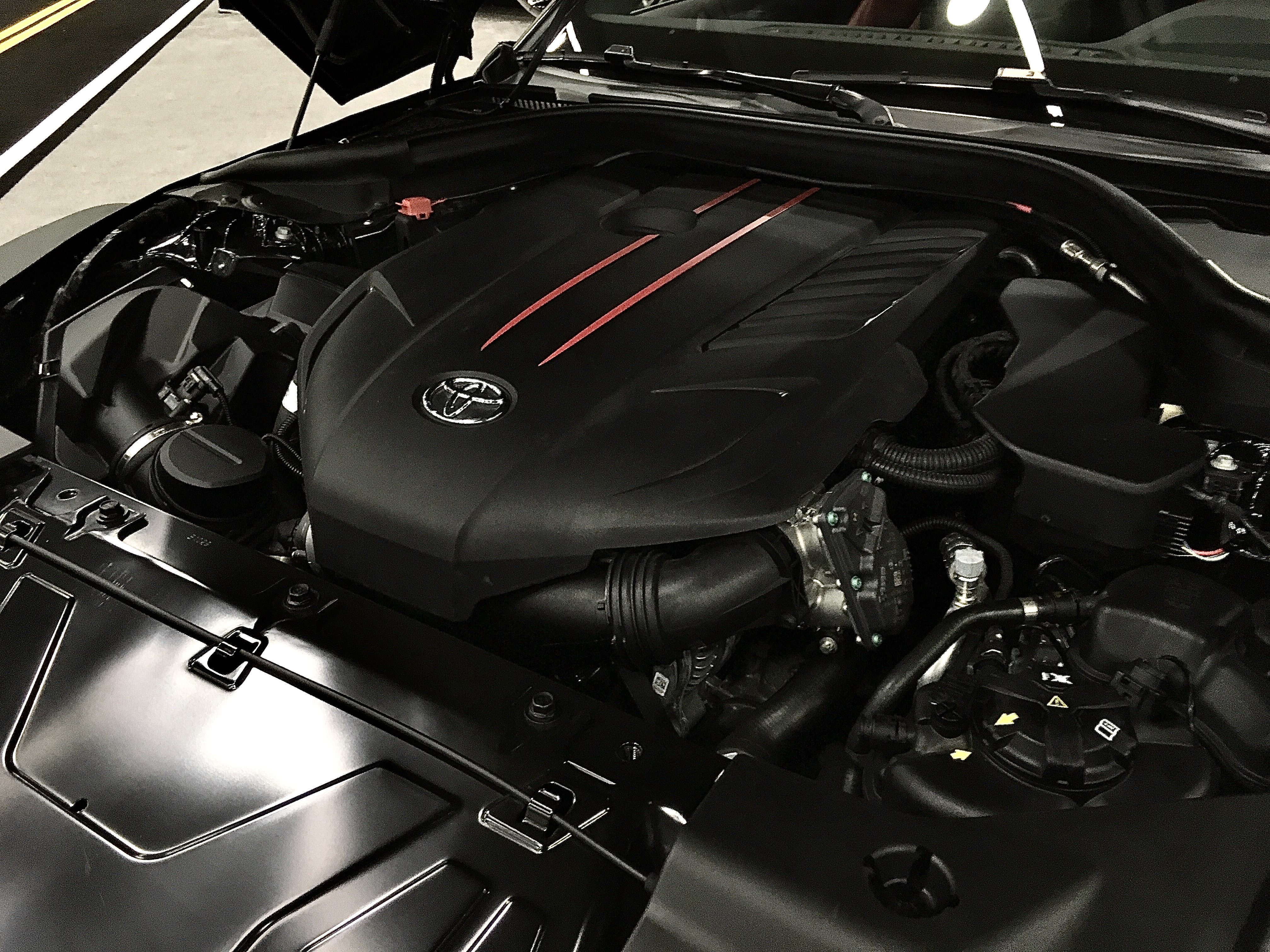
B58エンジン

エンジンはBMW製を採用することになり、歴代モデルからの伝統となる直列6気筒エンジンに加えて（市販モデルとしては）初の直列4気筒エンジンも設定される。6気筒エンジンは排気量2,998ccのDOHC直噴ツインスクロールターボエンジンの「B58」シリーズで、日本仕様車の2019年型と北米仕様車の2020年モデル、そしてヨーロッパ仕様車では最高出力250kW（340PS）で最大トルクが500N·m（51Kgf·m）となる「B58B30-M1」型が採用された。その後の年次改良で、排出ガス基準の厳しいヨーロッパ市場向け以外は最高出力が280kW（387PS）へ向上した「B58B30-O1」が搭載されている。
4気筒エンジンは、排気量が1,998ccのDOHC直噴ツインスクロールターボエンジン「B48B20」型で標準型145kW（197PS）・320N·mと高出力型190kW（258PS）・400N·mの2種類の仕様が用意されている。なお4気筒エンジン搭載車は、日本のように排気量で自動車税の税額が決定される地域に仕向けたものであり、そのような制度が存在しない北米においては展開されない。トランスミッションは6気筒、4気筒エンジン搭載車ともにZF製の8段変速ATである「8HP」型が組み合わされる。当初、MTはトルク容量増大に伴うシフトフィールの悪化を懸念した多田の意向により設定されず、MTの需要は既存の86で吸収する形としていたが、2022年モデルからは一部グレードにおいてMTが設定されている。
マフラーは騒音規制に合わせて仕向地ごとに合わせて開発されており、BMWからも評判が良かったことから兄弟車のZ4にもトヨタがスープラ向けに開発したマフラーが採用されている。また、トヨタは低燃費車を多くラインナップに持つため、CAFE（メーカー別平均燃費）規制を余裕でクリアしているため、販売台数がトヨタ全体のそれから見て僅少となるGRスープラでは燃費目標は設定されず自由に設計でき、その点はBMWの開発チームからうらやましがられたという。ガソリンを無駄に噴く過激なアフターファイアーも燃費を気にする必要がないため実現している。
正式に開発が始まってから最初の2年間は、車体の構成に不可欠な主要部品をBMWと共同開発した上で、トヨタ側は5代目スープラ、BMW側では3代目Z4を開発するチームが別個に立ち上げられ、互いの車両の構想を練った後に共有できるものは両車種で共有するという、通常の自動車開発における手順とは異なる手法が執られた。そのため、外装デザインやサスペンションのセッティング等がわずかに異なる程度の差異であった86とスバル・BRZに対して、各々で開発目標が異なるGRスープラとZ4（G29型）では車体形状（GRスープラはクーペ、Z4はオープンカー）からして異なっている。
制御ソフトはBMW社のものが使用されているため、「Toyota Safety Sense」や「T-Connectサービス」は搭載されていない。その代わりのドライバー支援機能が「Toyota Supra Safety」および「Toyota Supra Connect」という名称で搭載されている。BMW車用のコーディングソフトのBimmerCodeなども、そのままスープラに使用できる。

### デザイン・パッケージング
初代（A40/50型）より続く「ロングノーズ・ショートデッキ」と呼ばれるパッケージングを踏襲した。これは車体前方部を長く車室内部分を短く構成するというFRの2ドアクーペ特有のもので、トヨタ車では1967年に発売された2000GTから伝統的にFRの2ドアクーペ車で採用されてきたものである。また、キャビンの窓、ダブルバブルルーフ等の意匠は2000GTを彷彿とさせるものになっている。全長は2シーター化によって先代（A80型）から140mm短縮され、それに伴いホイールベースも80mm短縮された。しかし全幅は55mm広くなり、全高は15mm - 20mm高くなっている。

### 装備
安全性能においてはミリ波レーダー+単眼カメラ方式のプリクラッシュセーフティ、ブラインドスポットモニター、レーダークルーズコントロール（全車速追従機能付）、レーンディパーチャーアラート、リアフォグランプが全車に標準装備されている。
またBMW純正の車載通信機が全車に標準搭載されており、iPhone専用アプリや専用ユーザーサイトを利用して車両の遠隔操作や確認が可能な「リモートサービス」、バッテリーの電圧低下を自動的にメールで通知する「バッテリーガード」といった専用コネクティッドサービス「Toyota Supra Connect」が提供されるほか、CarPlayに対応している。
さらに販売店装着オプションとして、車両情報記録装置「Toyota GAZOO Racing Recorder」が用意されている。この装置はドライバーの操作情報（アクセル・ブレーキ・ステアリング・シフトポジションなど）、車速、エンジン回転数、加速度など各種センサーの値、および車両の位置と方位情報をSDメモリーカードに記録するデータロガーとなっており、SDメモリーカードに記録された情報は専用アプリを用いて表示することが可能なほか、トヨタが推奨する別売りのソニー製アクションカメラもしくはカーメイト製ドライブレコーダー（一部の同社製トヨタモビリティパーツ扱いTZブランド品含む）で撮影した動画の場合は記録した情報と自動で時間同期して再生されるほか、Bing Maps上に走行軌跡を表示・再生することも可能である。
純正ホーンは渦巻き型が採用されているが、500Hzの高音側のみとなっている。
ウインカーレバーは一般的な欧州車と同じくステアリングコラムの左側についている。

### グレード

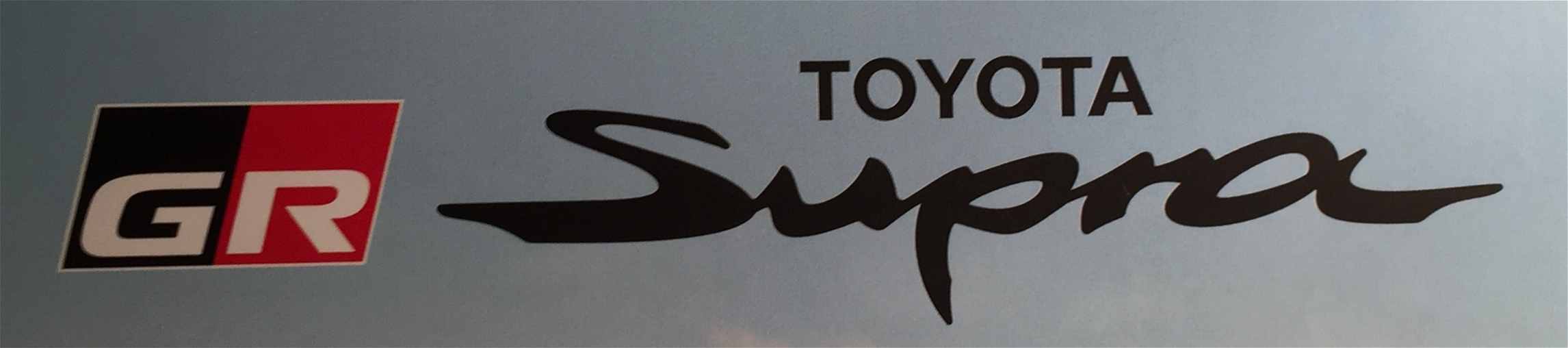
GRスープラのロゴ。「Supra」のフォントは先代と同じ。

グレード体系は上から、3.0L・B58エンジン搭載車の「RZ」、2.0L・B48型エンジン搭載車の「SZ-R」と「SZ」の3グレードである。後述するとおり、2023年モデル以降は「RZ」のみ6速マニュアルトランスミッションが選択可能である。
外観の違いは、次の部分である。

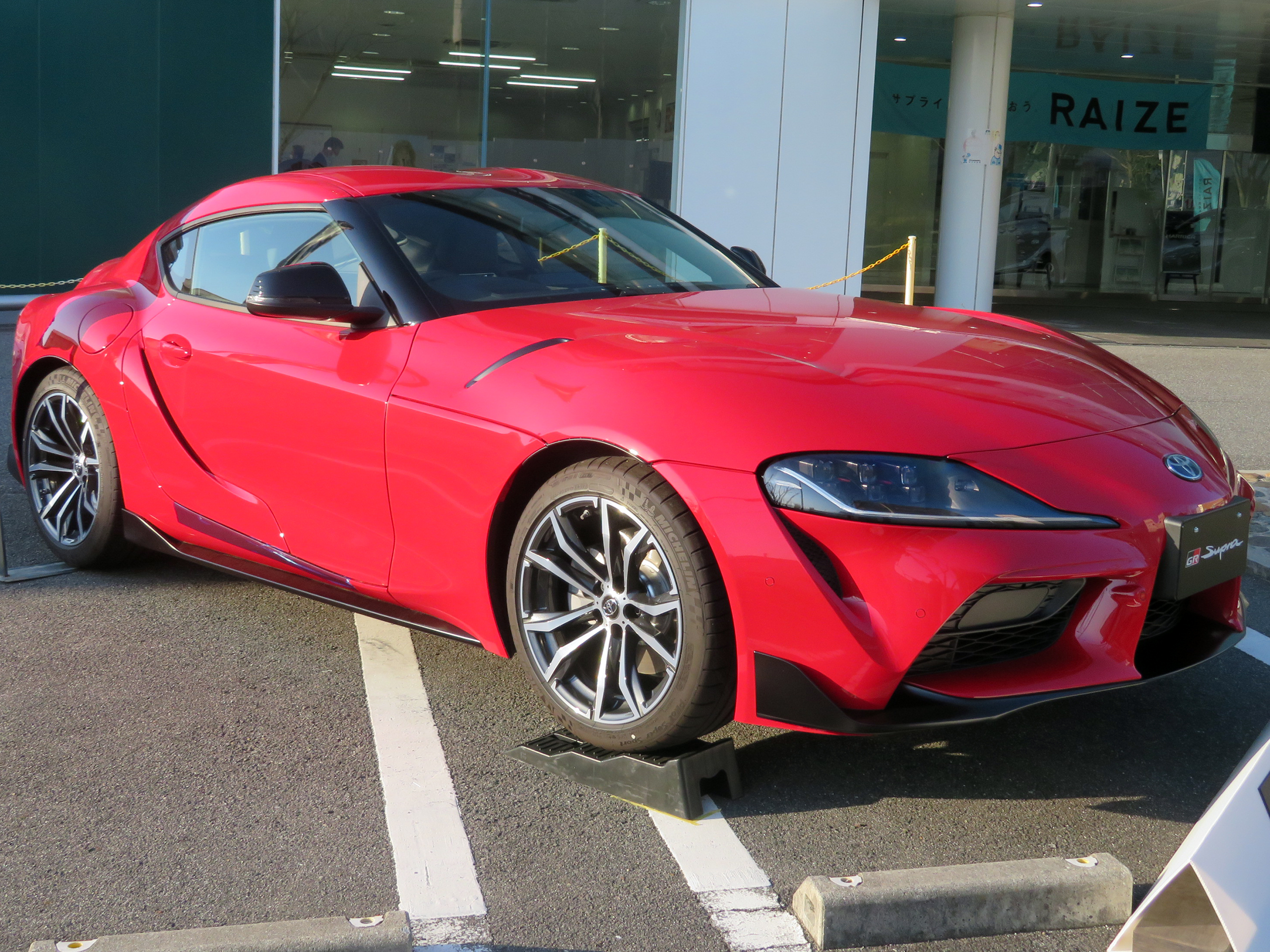
純正ホイール - 「RZ」には19インチ鍛造アルミホイールが採用されている。「SZ-R」には18インチのアルミホイールが採用されている。「SZ」には17インチのアルミホイールにランフラットタイヤを装着している。
  - 「RZ」のみ、2023年モデル以降はGR86やGRヤリスのそれと同じデザインになった。スポーク形状や断面形状を見直すことより軽量化・高剛性化を両立した[26]。艶消しダークメタリック塗装で仕上げられている。
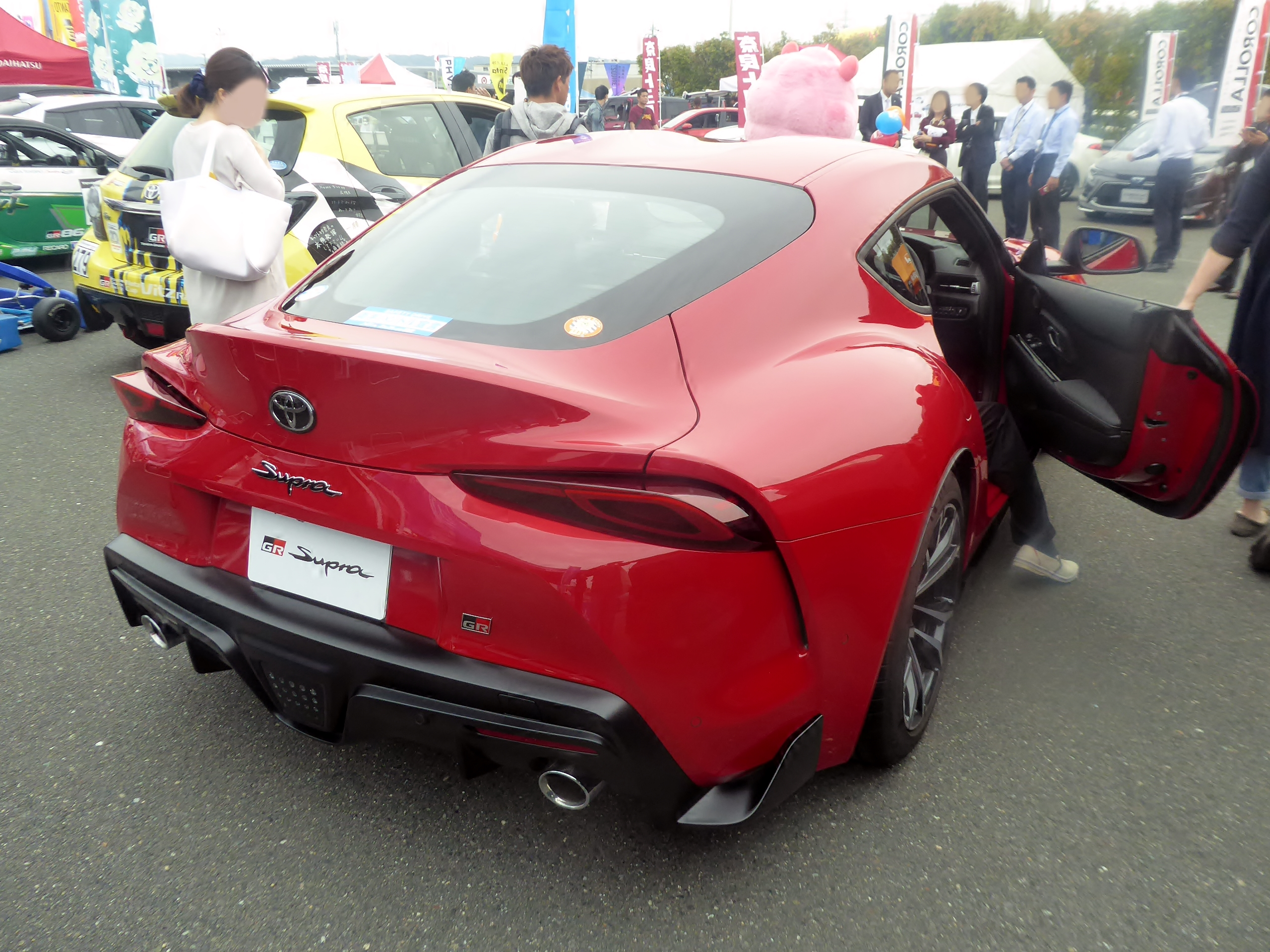
ブレーキ - 「RZ」のみフロントに348mm、リアに345mmのbrembo製ディスクブレーキを装着。「SZ-R」と「SZ」には四輪すべてに330mm径ディスクブレーキが装着される。
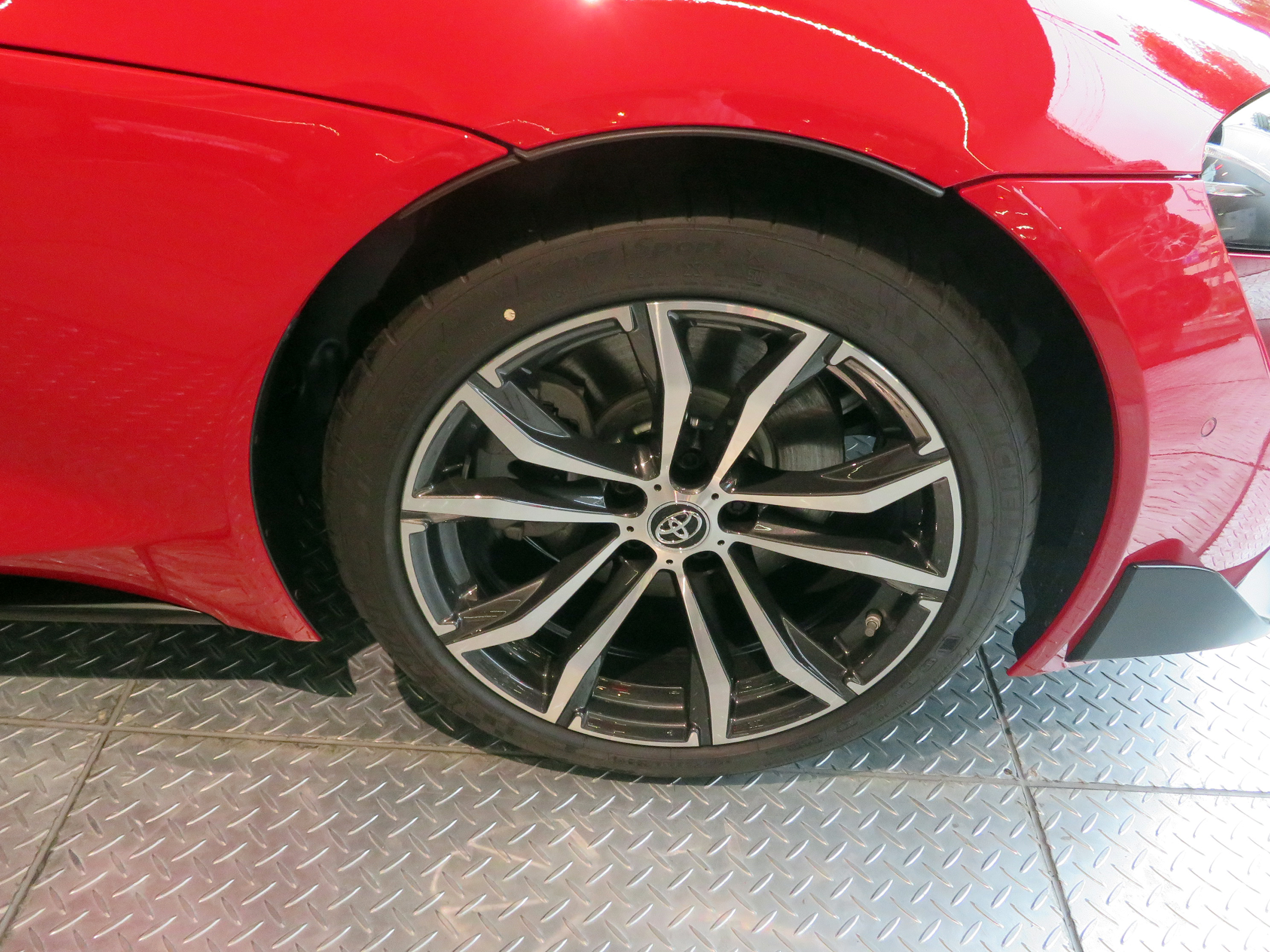
ドアミラー - 「RZ」はマットブラック塗装、「SZ-R」と「SZ」はピアノブラック塗装。
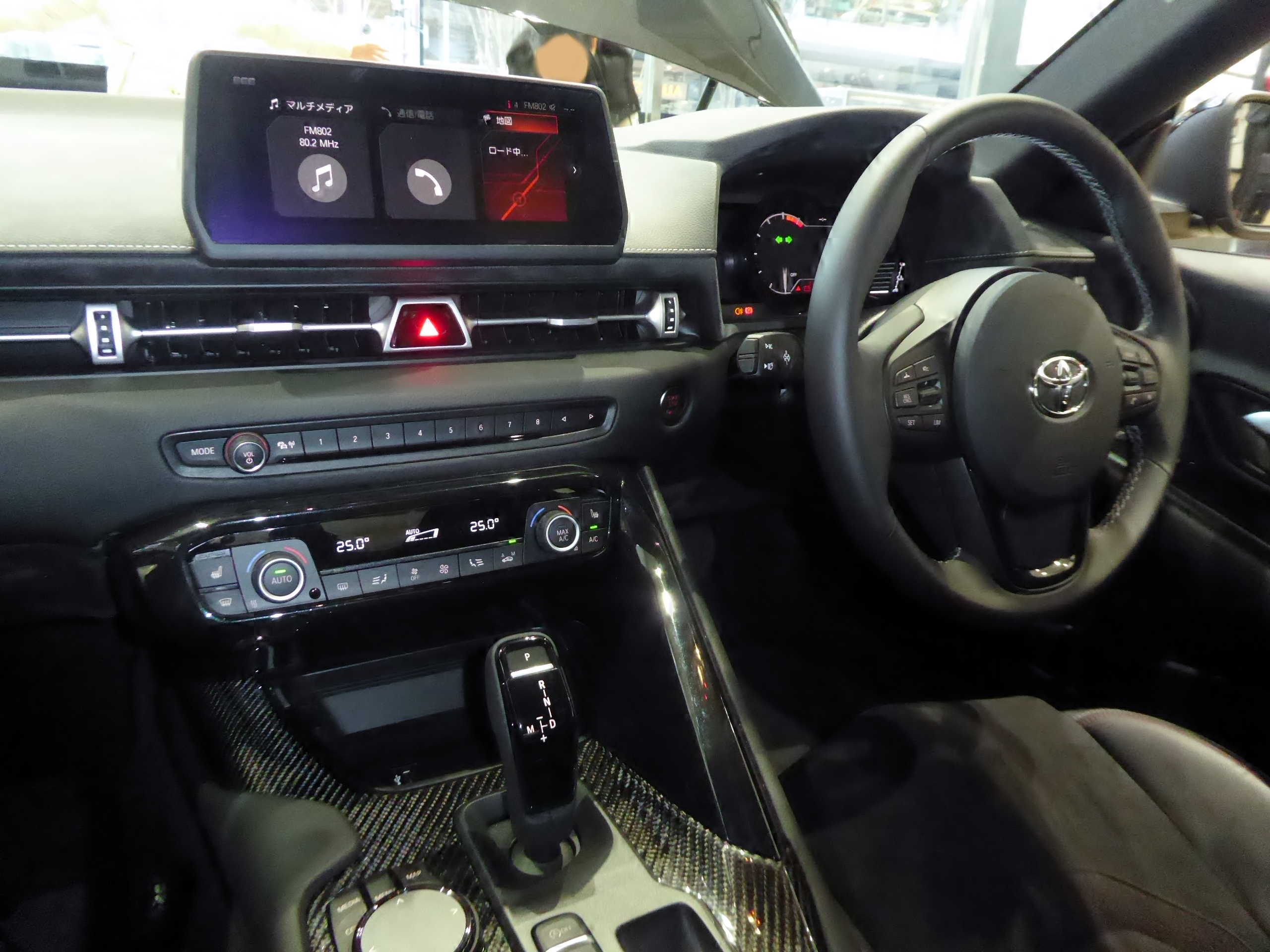
マフラー - デュアルテールパイプになっており、「RZ」は直径100mm・ヘアライン仕上げ、「SZ-R」と「SZ」は直径90mm・クロームメッキ仕上げ。

また、内装の仕上げもそれぞれ異なる。

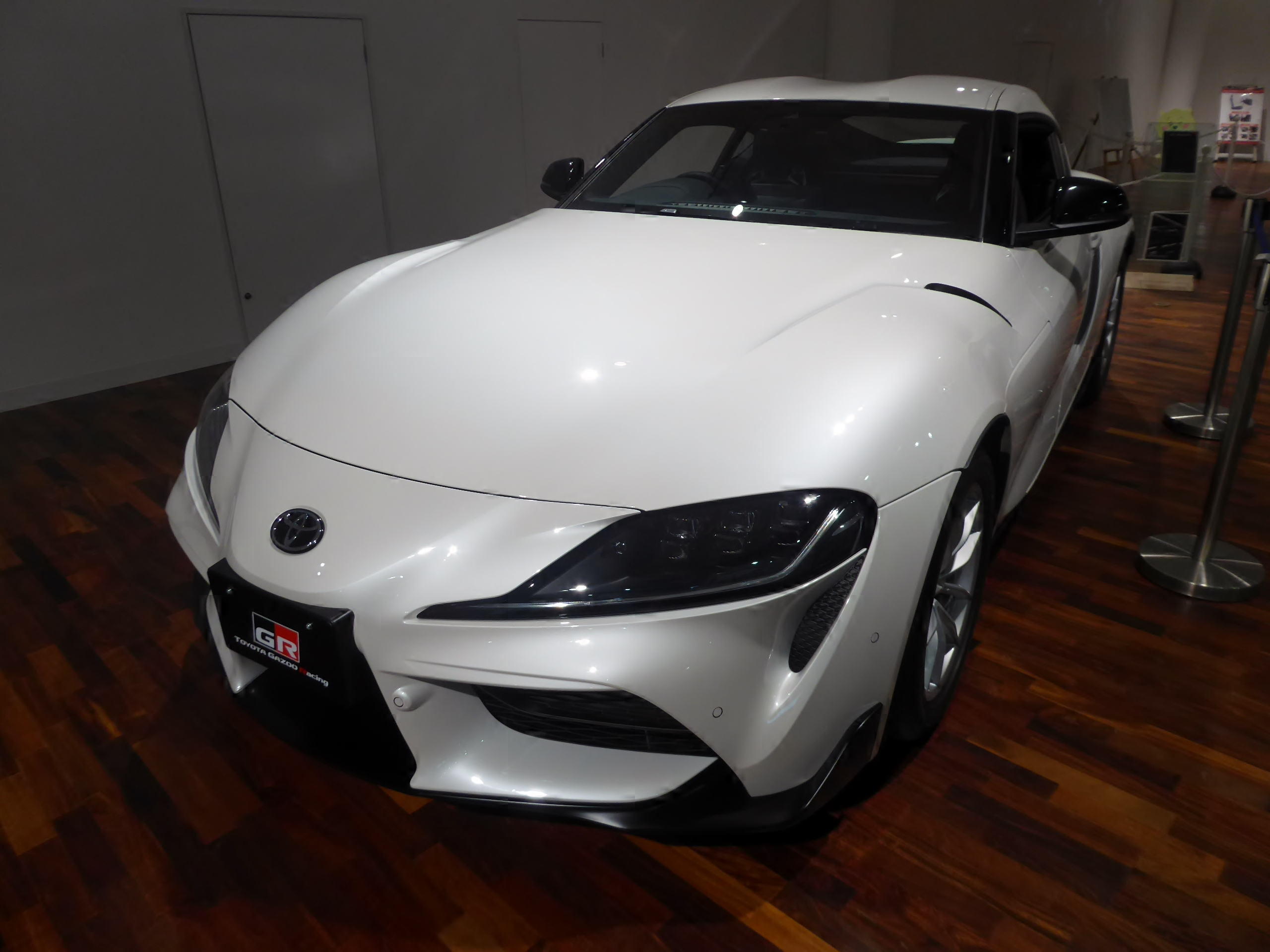
シート - 「RZ」と「SZ-R」はアルカンターラ+本革の生地である。RZはイグニッションレッド、「SZ-R」はブラックで仕上げられる。また、「SZ-R」はアルカンターラ+本革のみだが、「RZ」は本革（ブラック）をメーカーオプションで選択できる。「SZ」はブラックのファブリック生地のみである。
  - 2023年モデル以降、「RZ」のみタンの本革生地を選択できるようになった[26]。
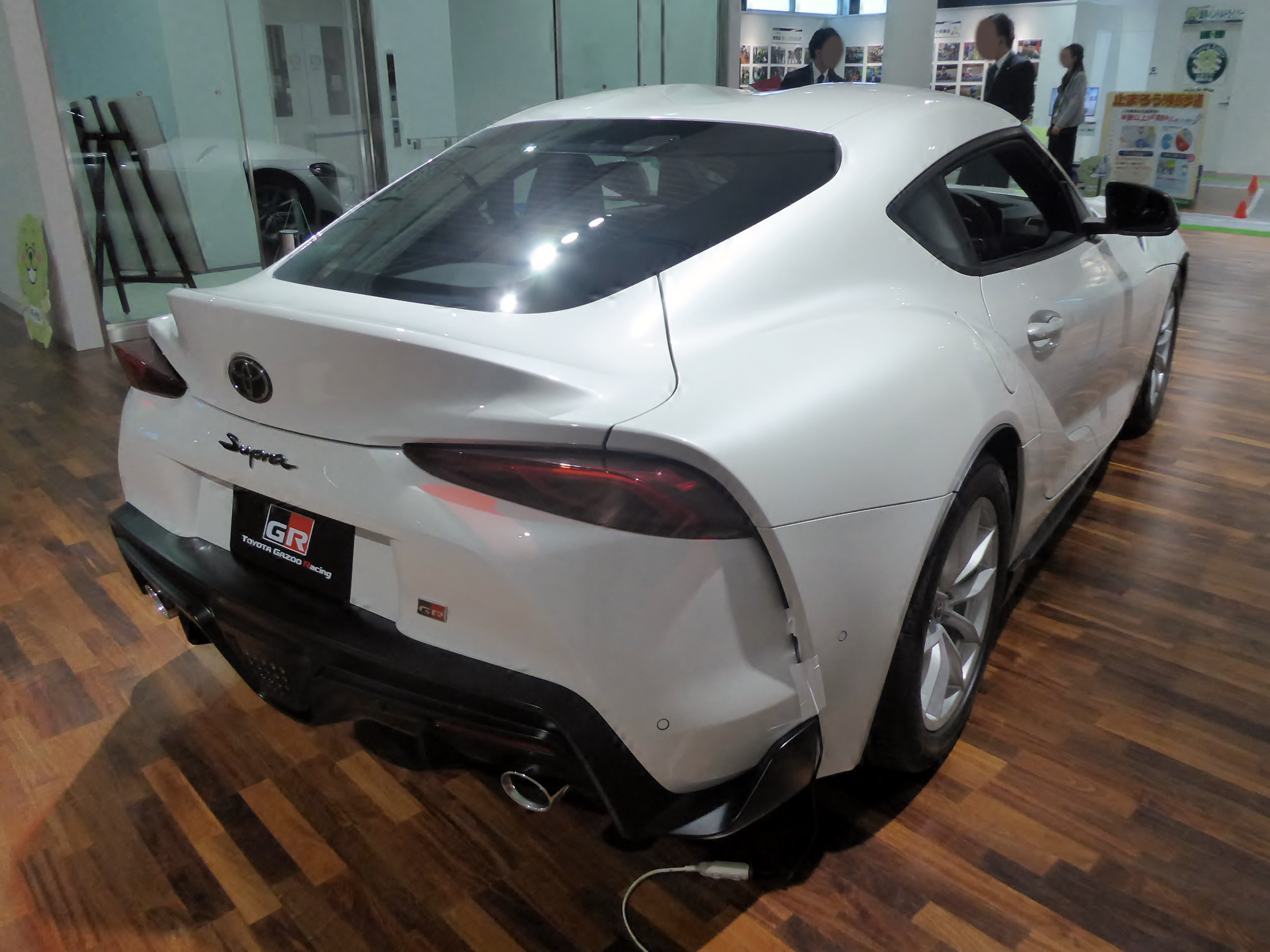
オーナメントパネル - 「RZ」と「SZ-R」はカーボン、「SZ」はダークシルバー塗装。
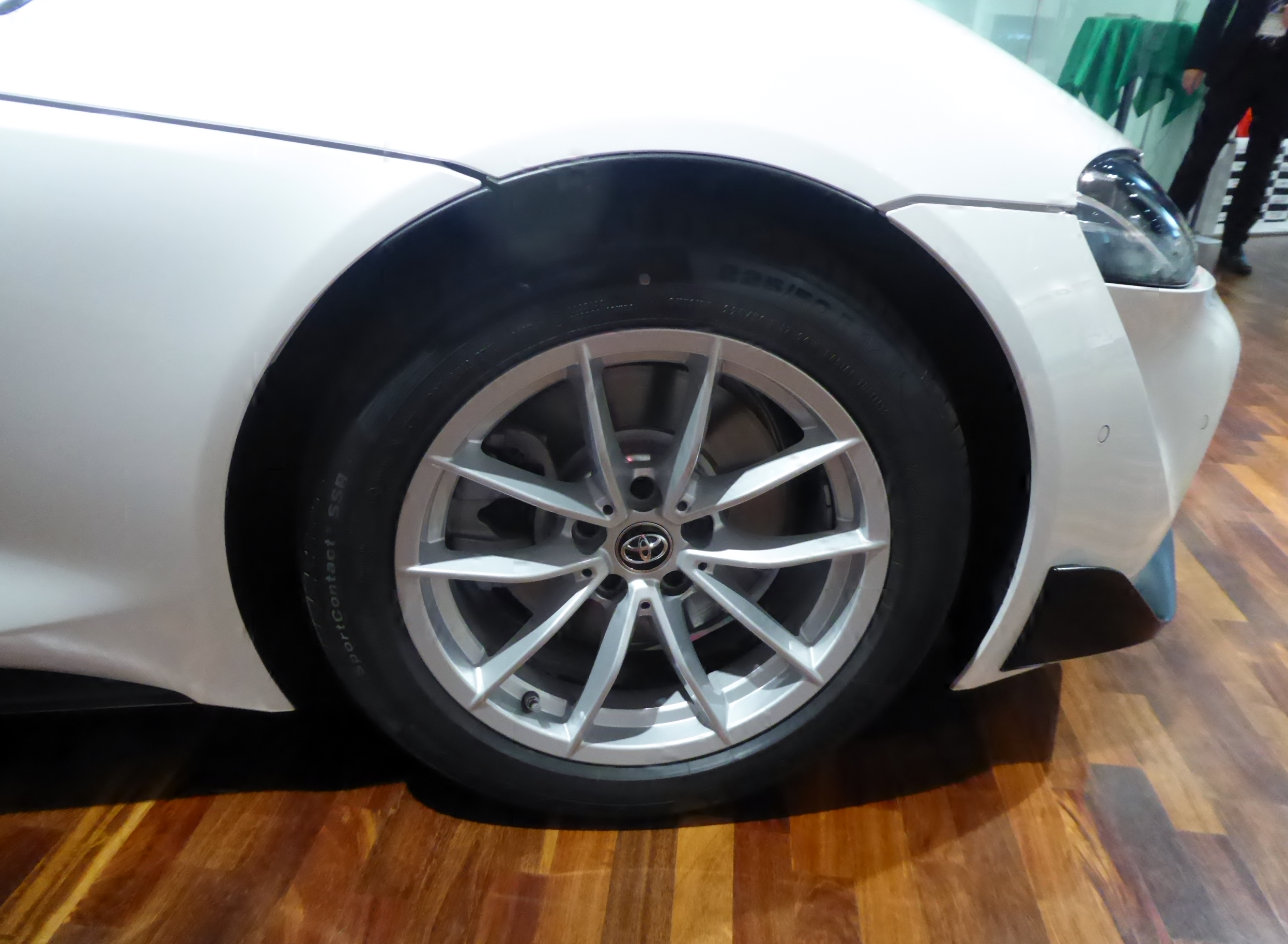
ペダル - 全グレードにオルガン式ペダルが採用されている。「RZ」と「SZ-R」はスポーティーな印象の金属製ペダルになっている。
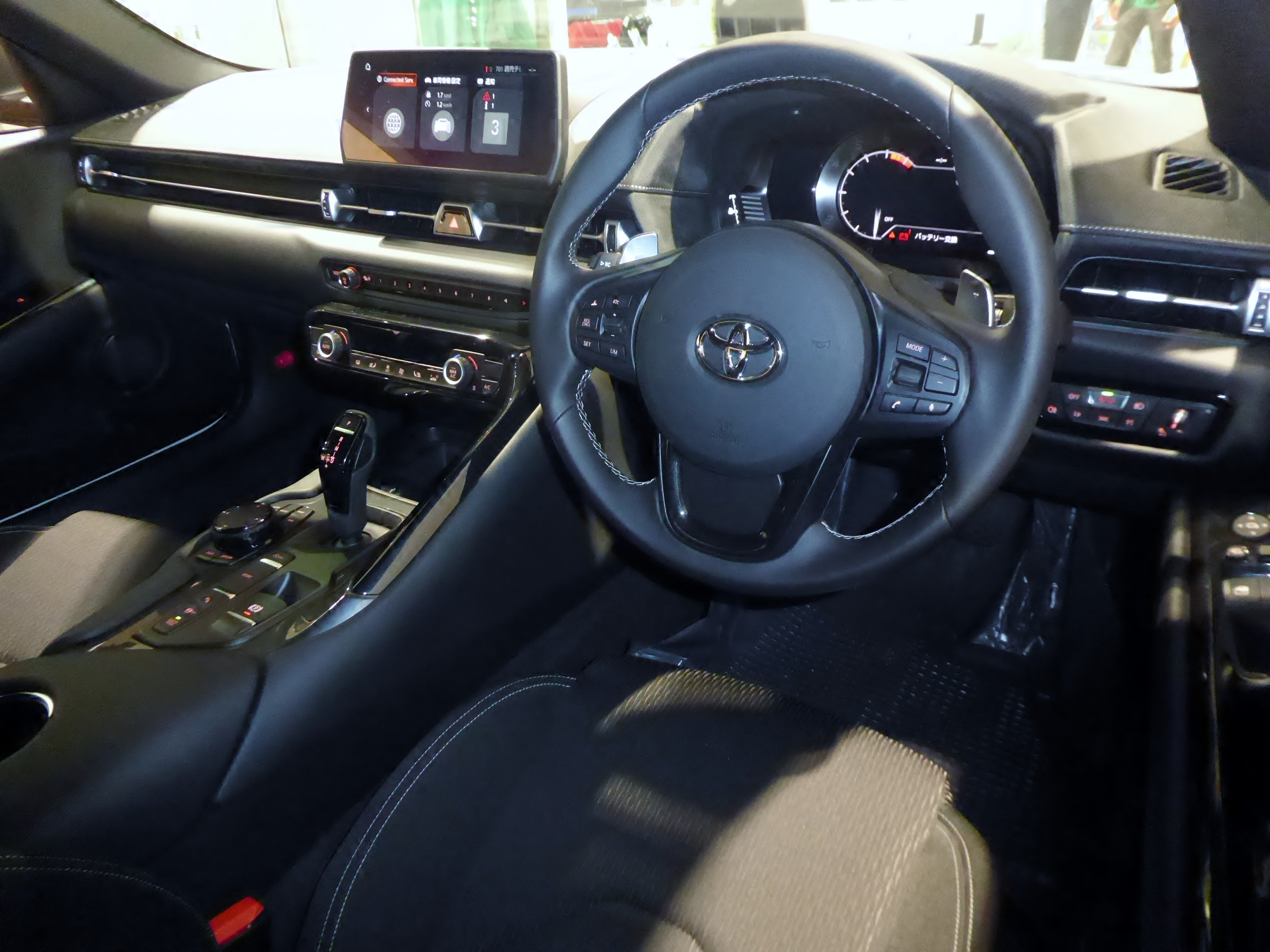
SZ インテリア

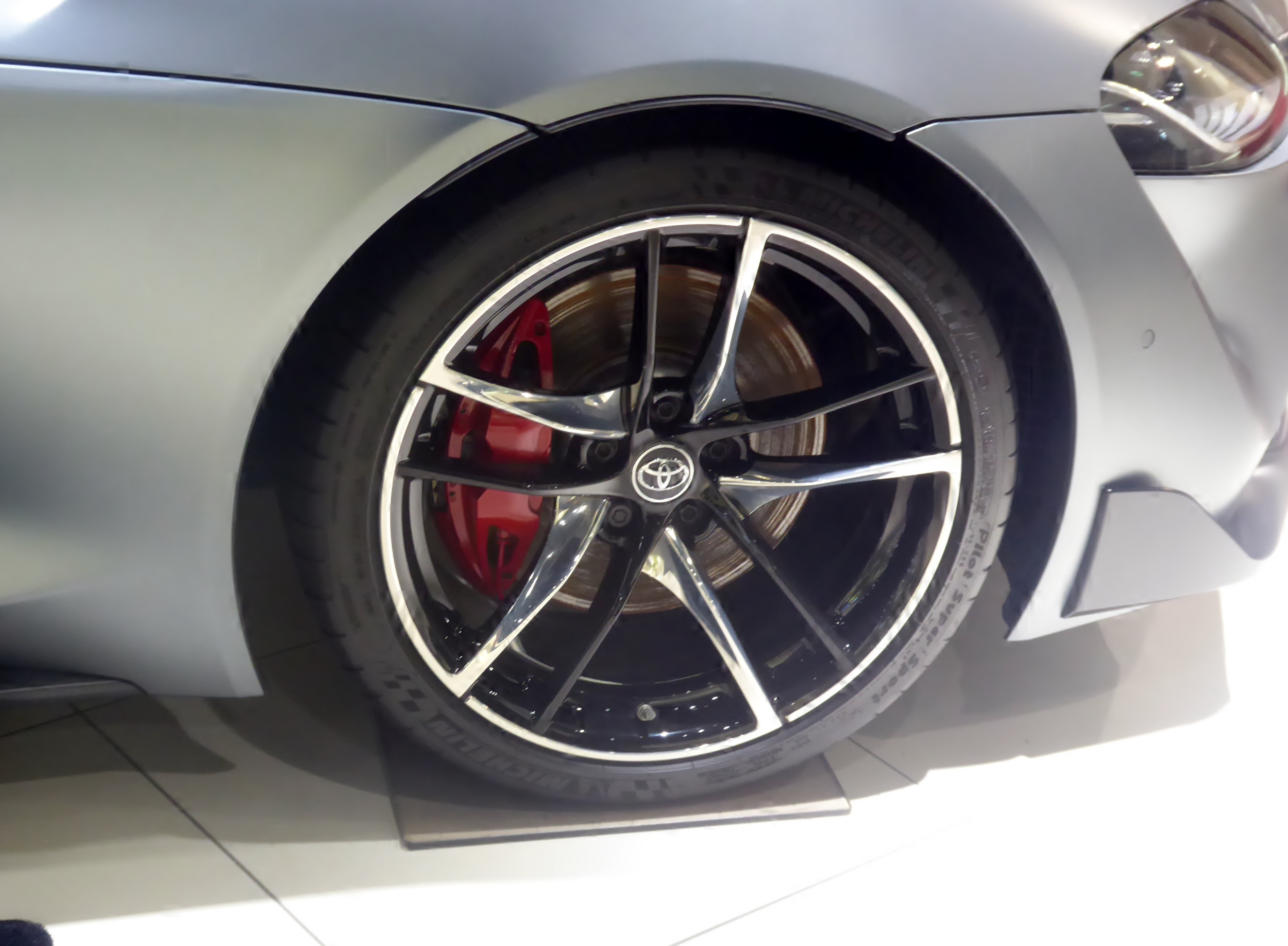
RZ 純正ホイール（2020年モデルDB42）
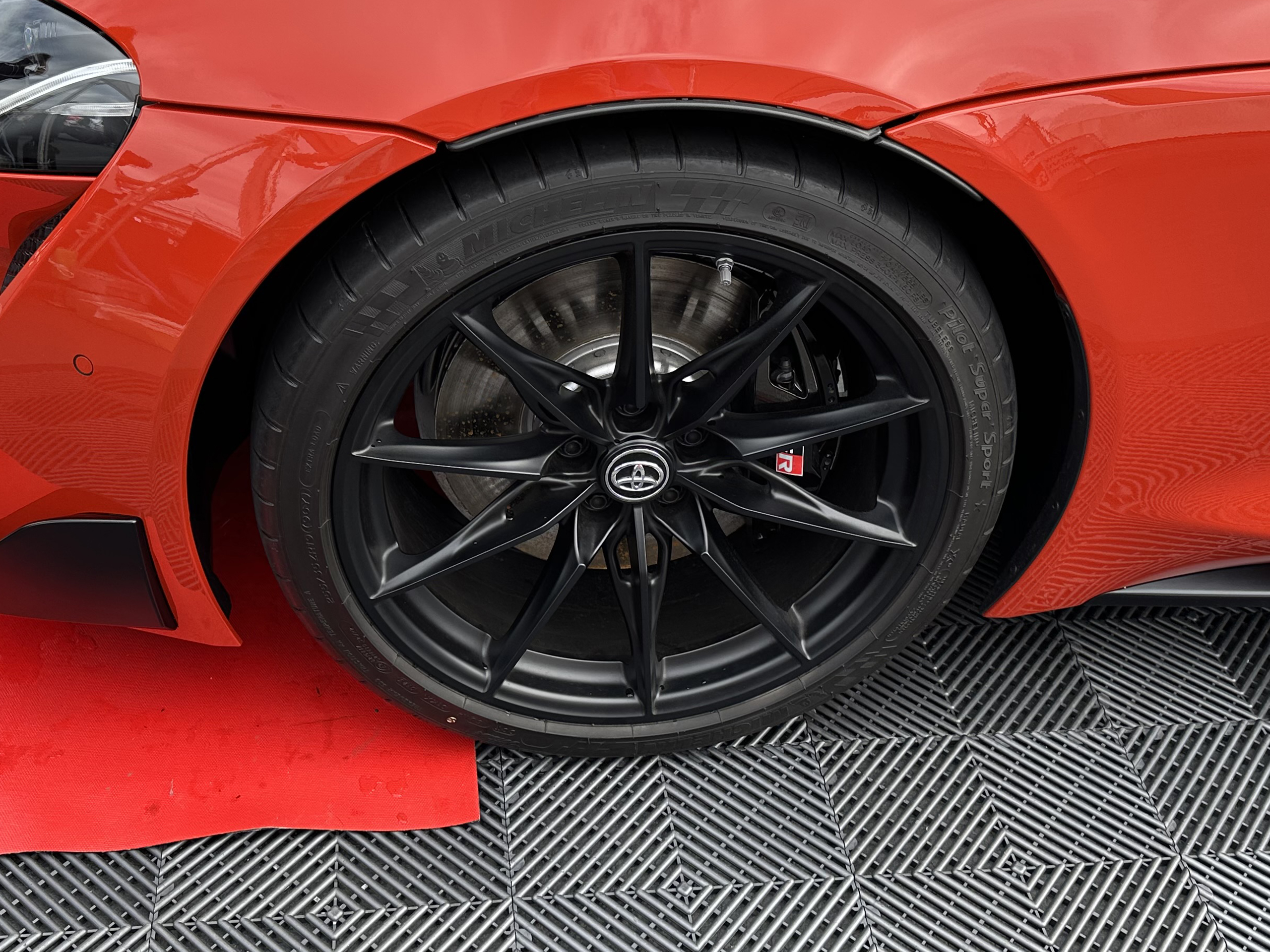
RZ 純正ホイール（2023年モデルDB06）
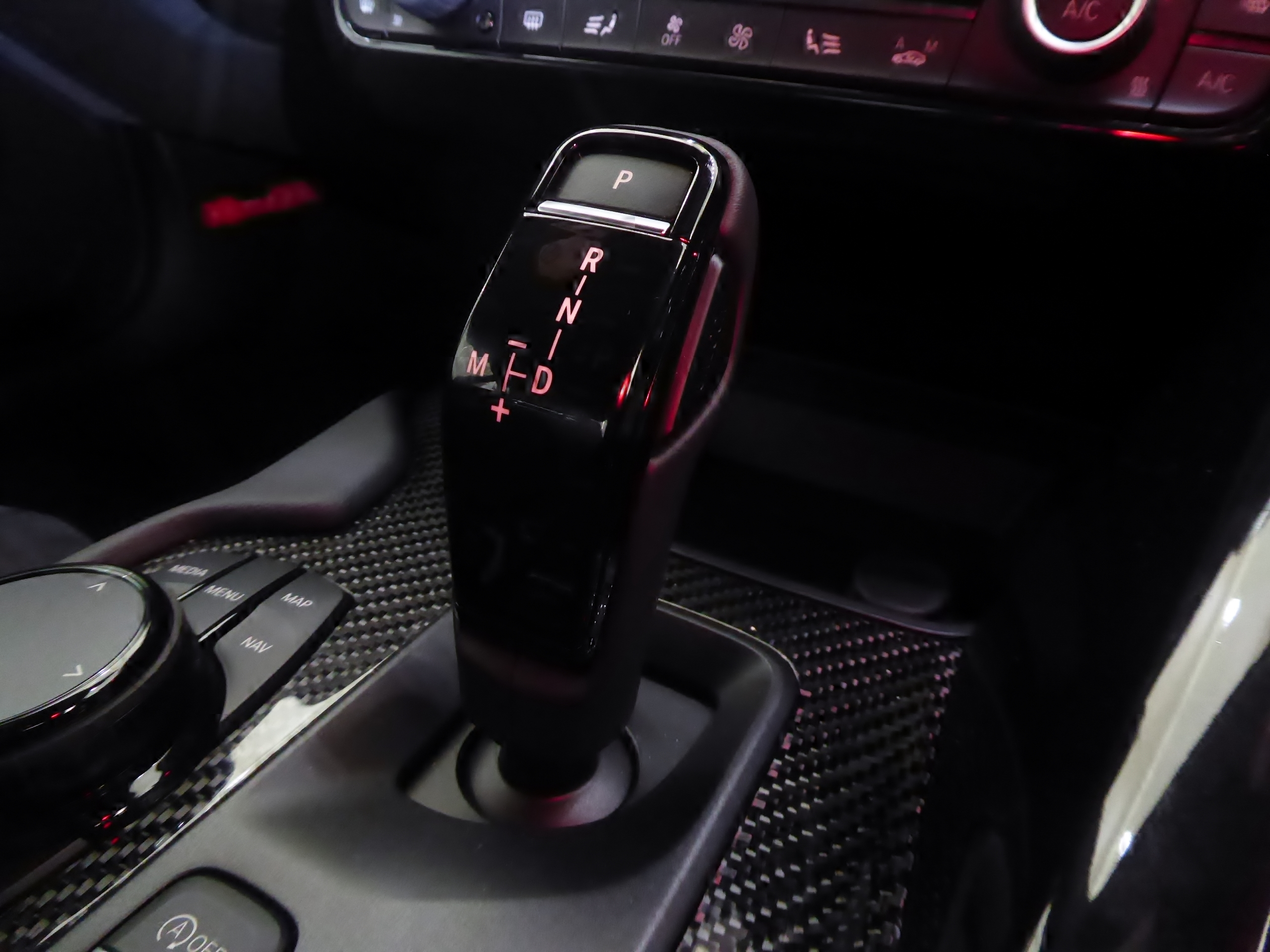
RZのATシフトノブ
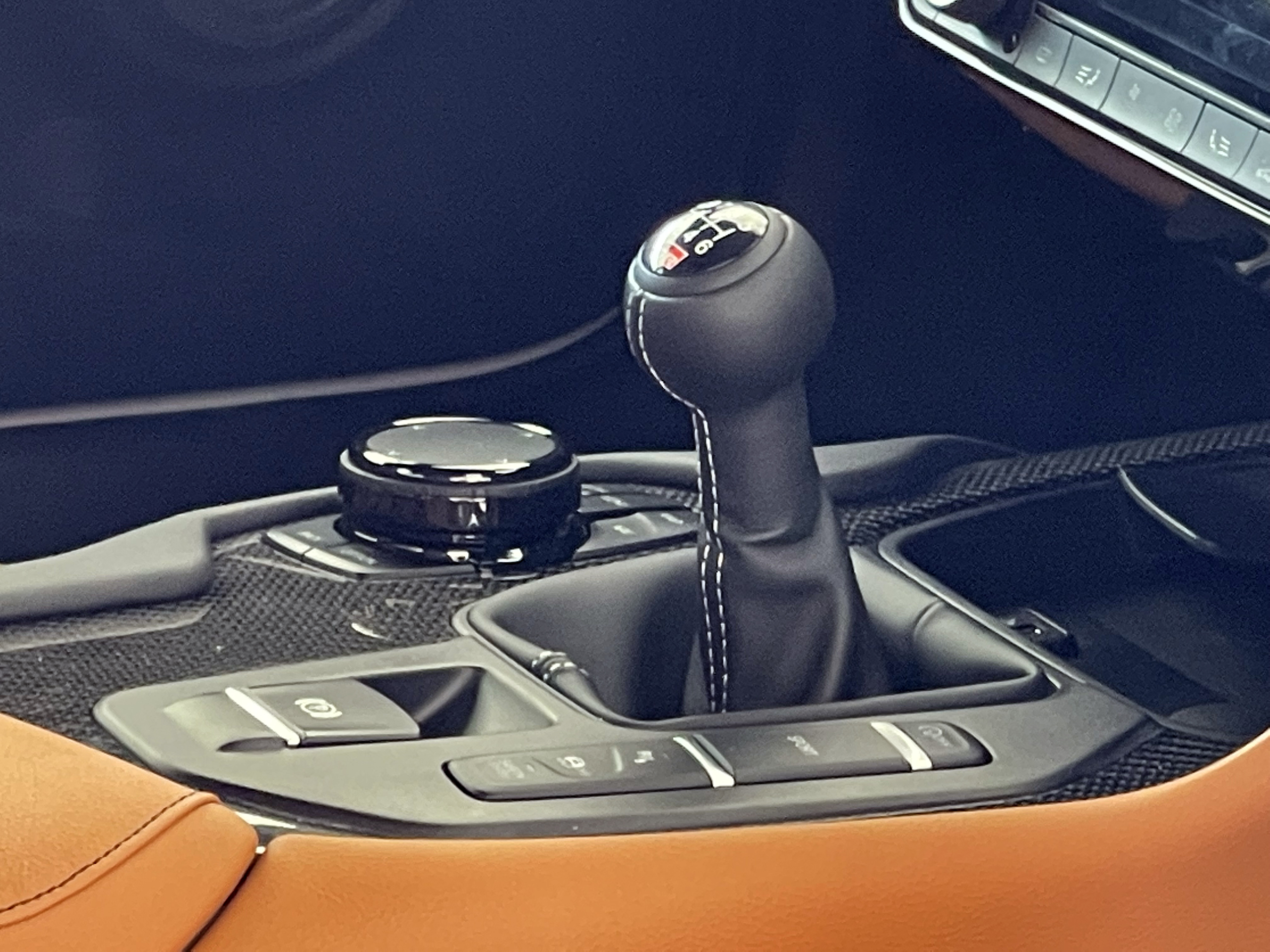
RZのMTシフトノブ

- SZ-R フロント
- SZ-R リア
- SZ-R 純正ホイール
- SZ-R インテリア

- SZ フロント
- SZ リア
- SZ 純正ホイール
- SZ インテリア

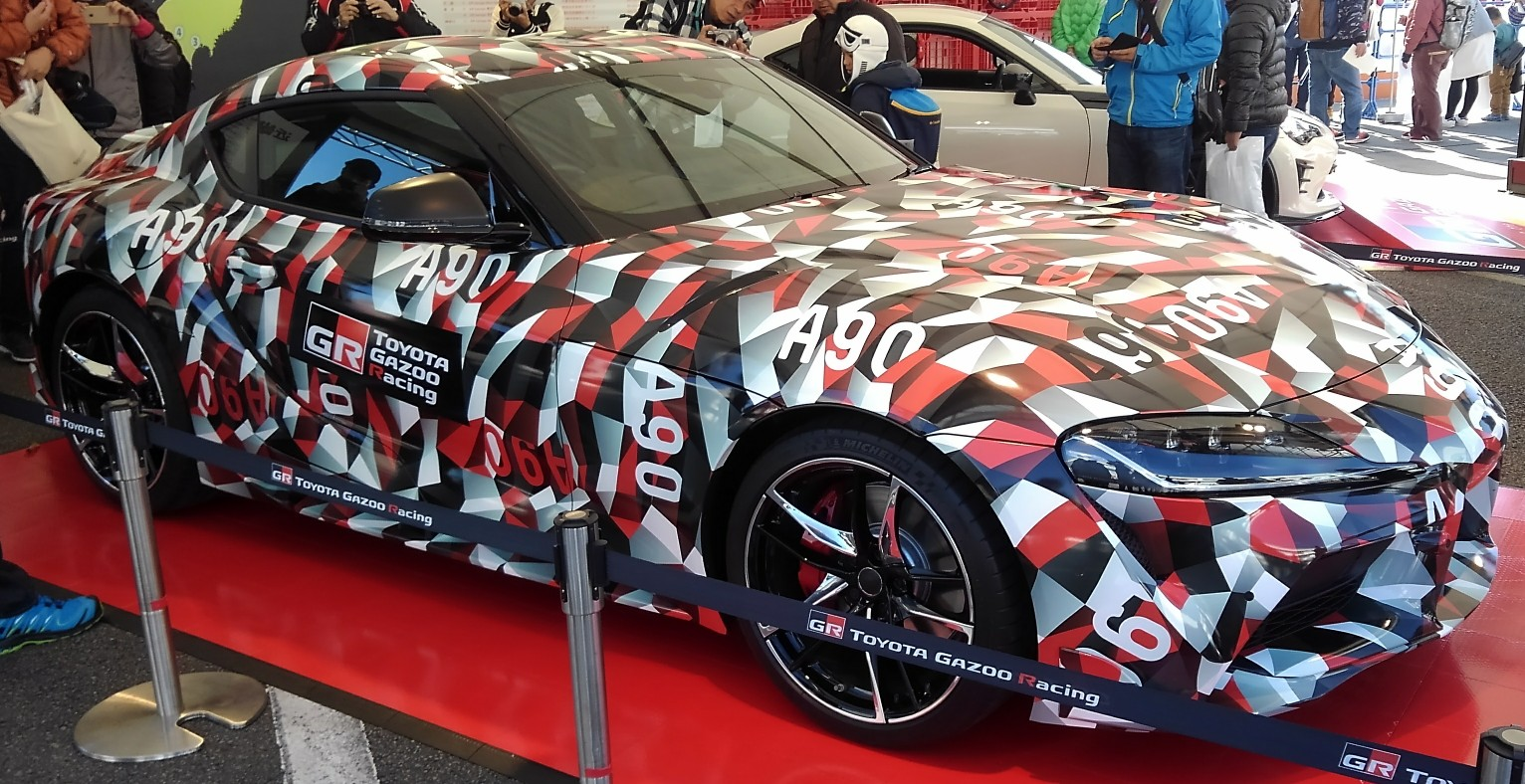
プロトタイプ（2018年TGRF）
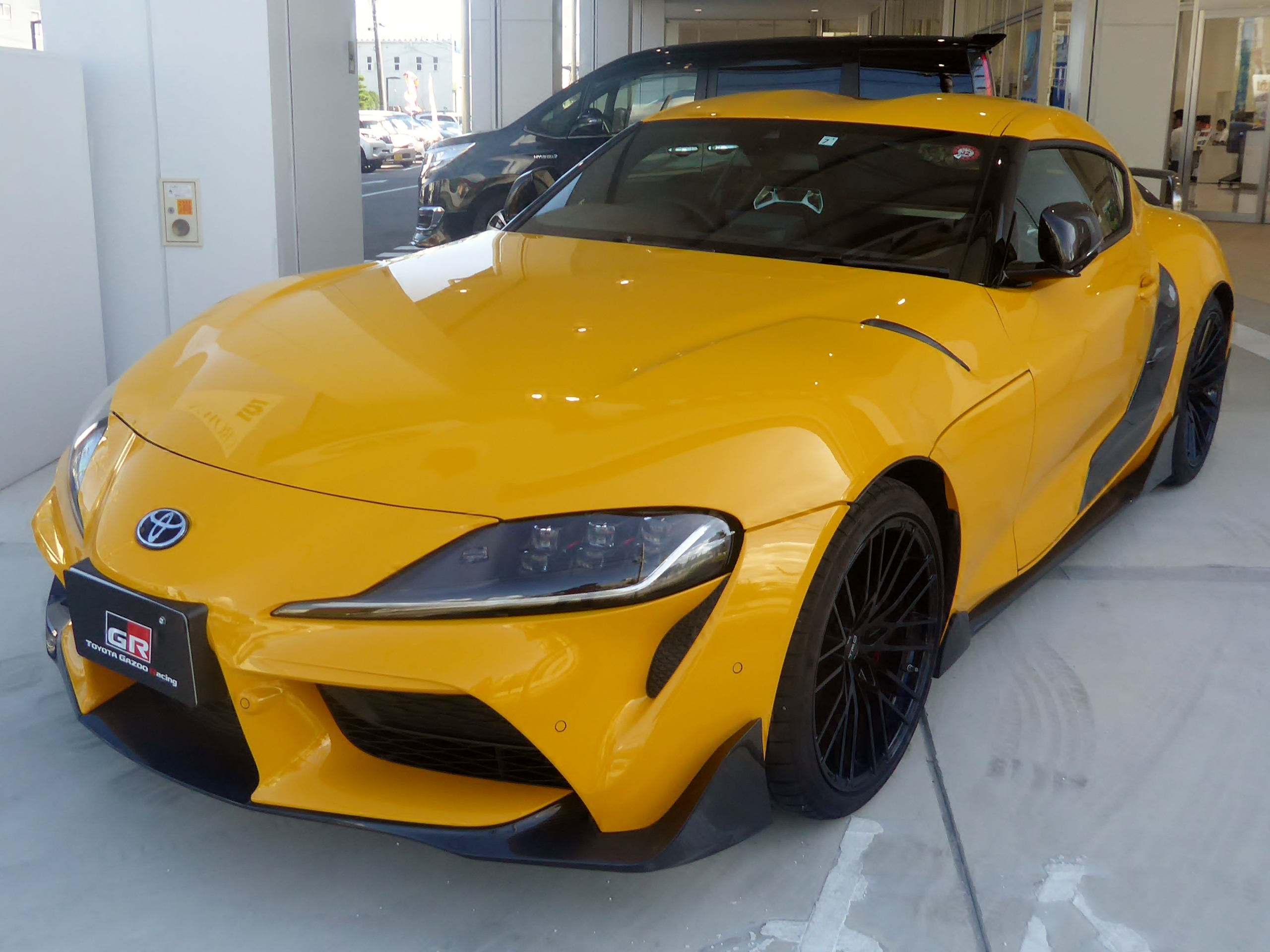
GRスープラ with GR PARTS フロント
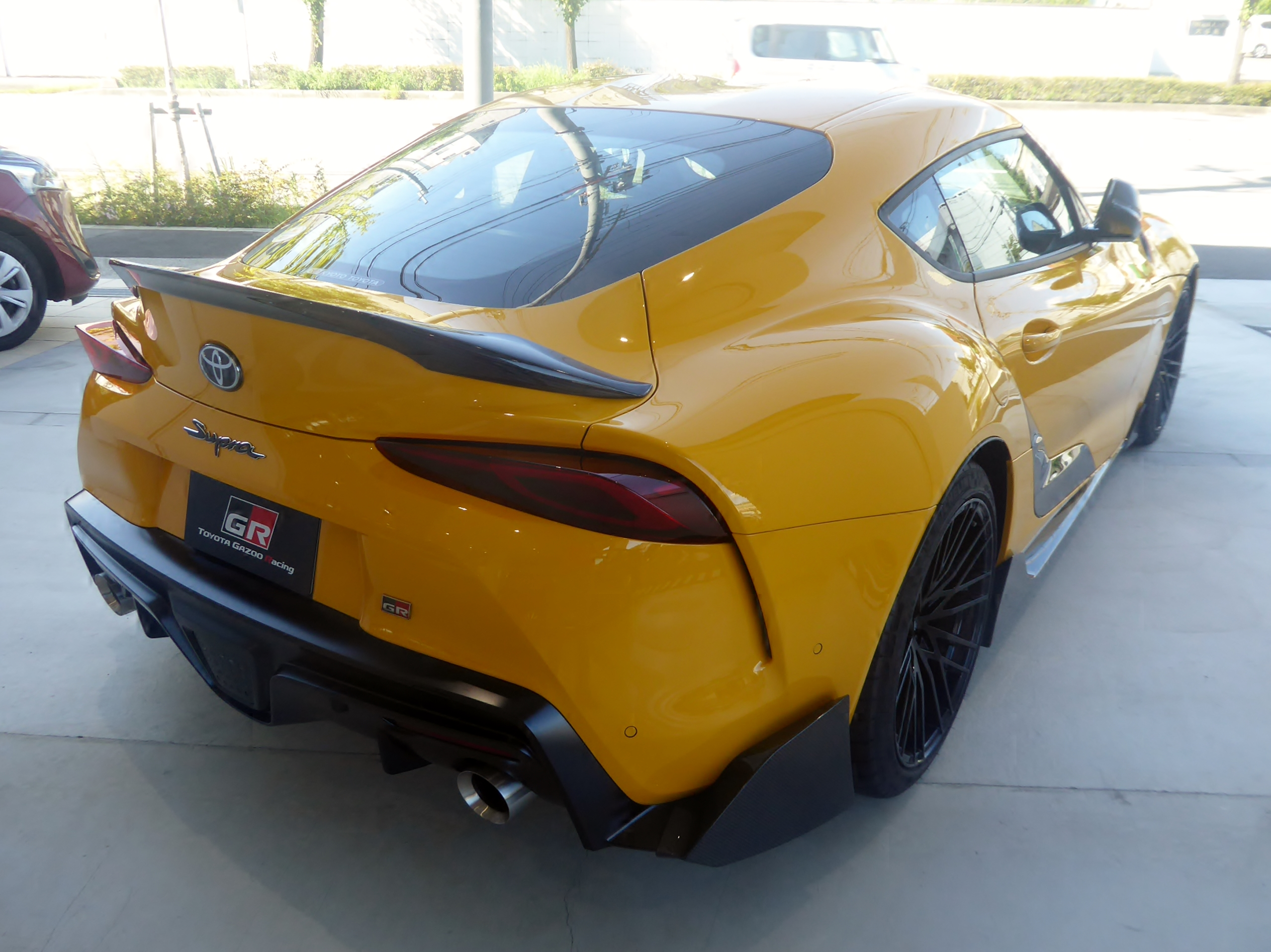
GRスープラ with GR PARTS リア
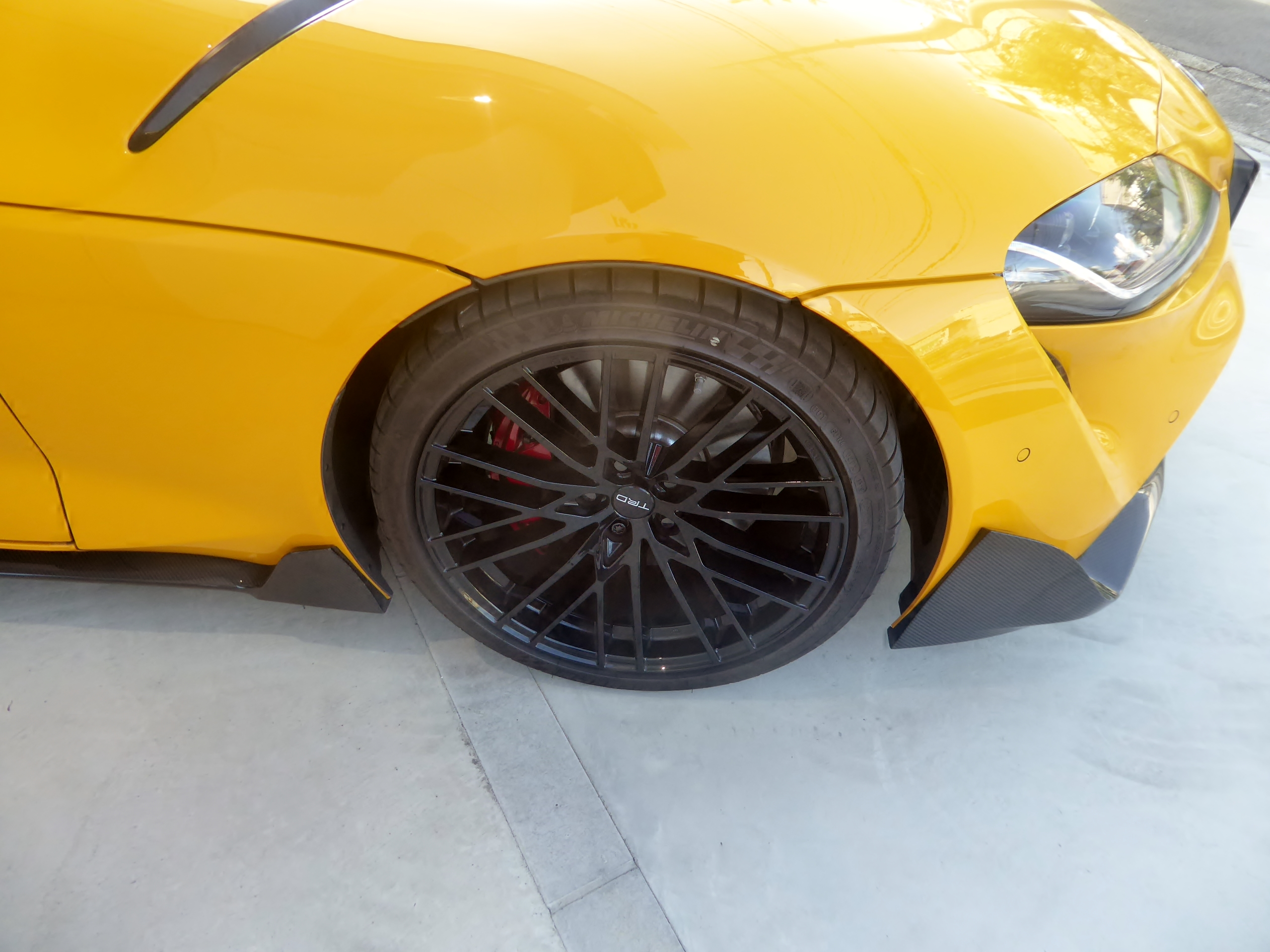
GRスープラ with GR PARTS TRDホイール

### 年表

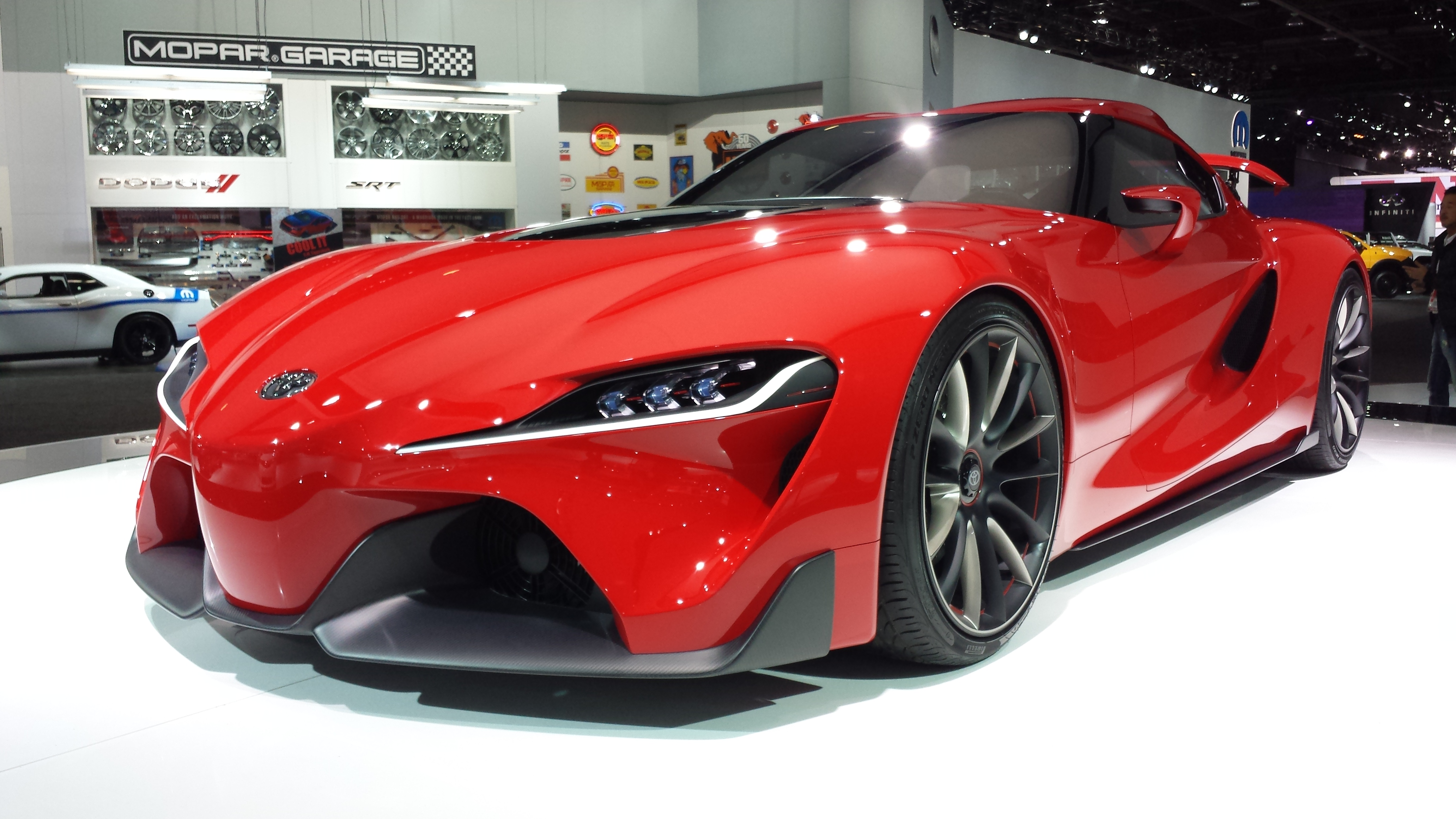
FT-1コンセプト

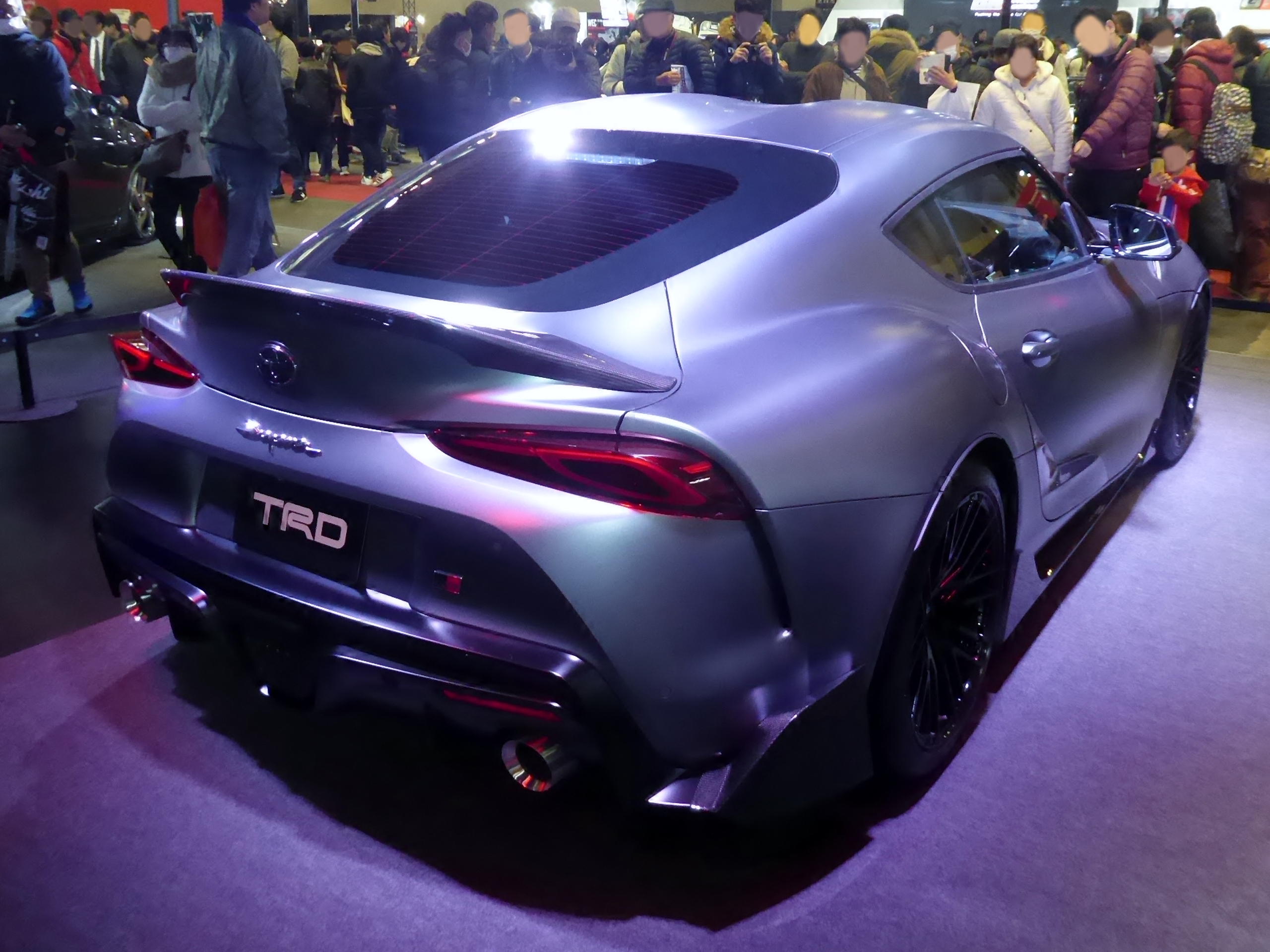
GR SUPRA Performance Line CONCEPT"TRD"

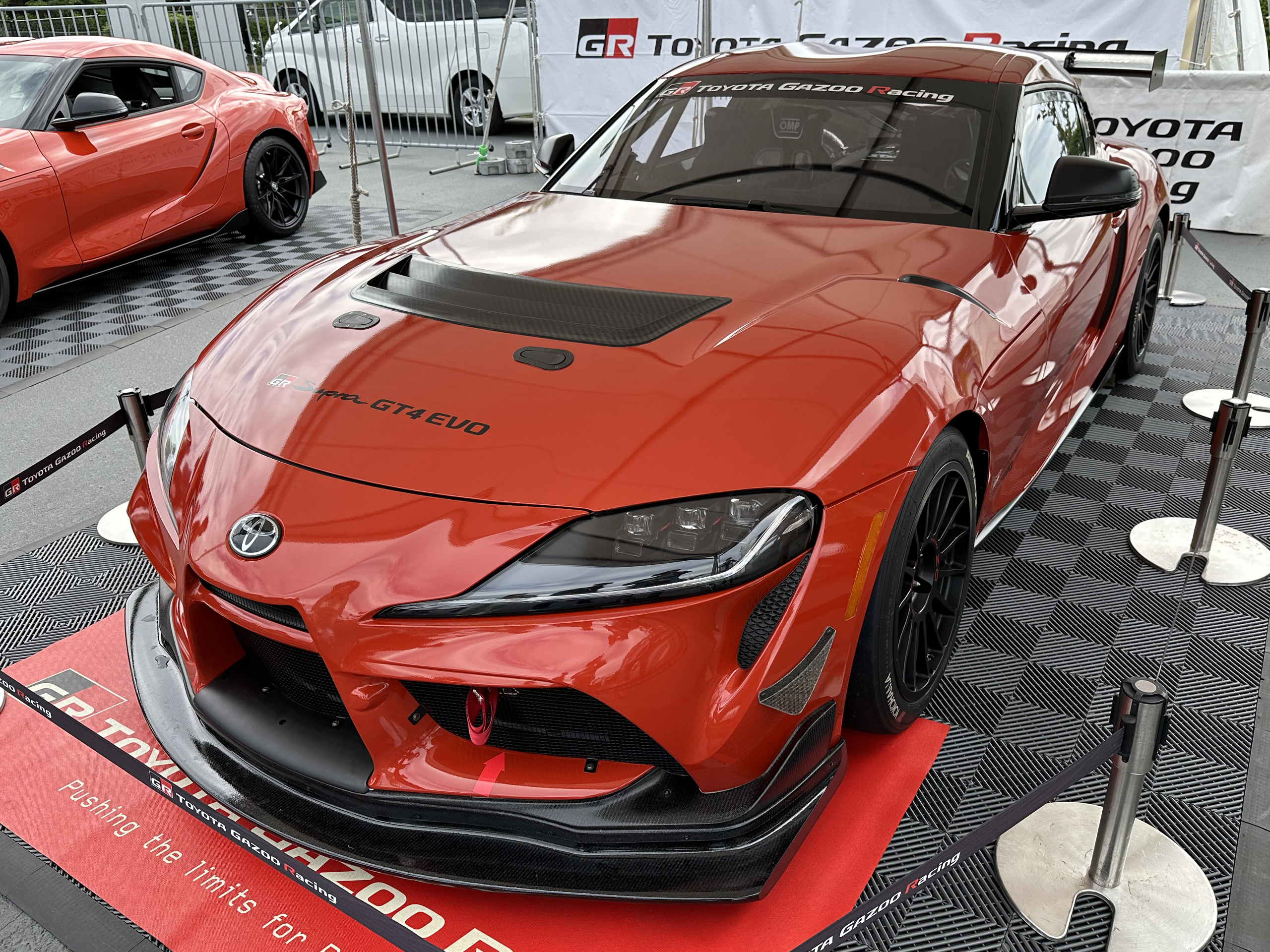
GRスープラ GT4 EVO

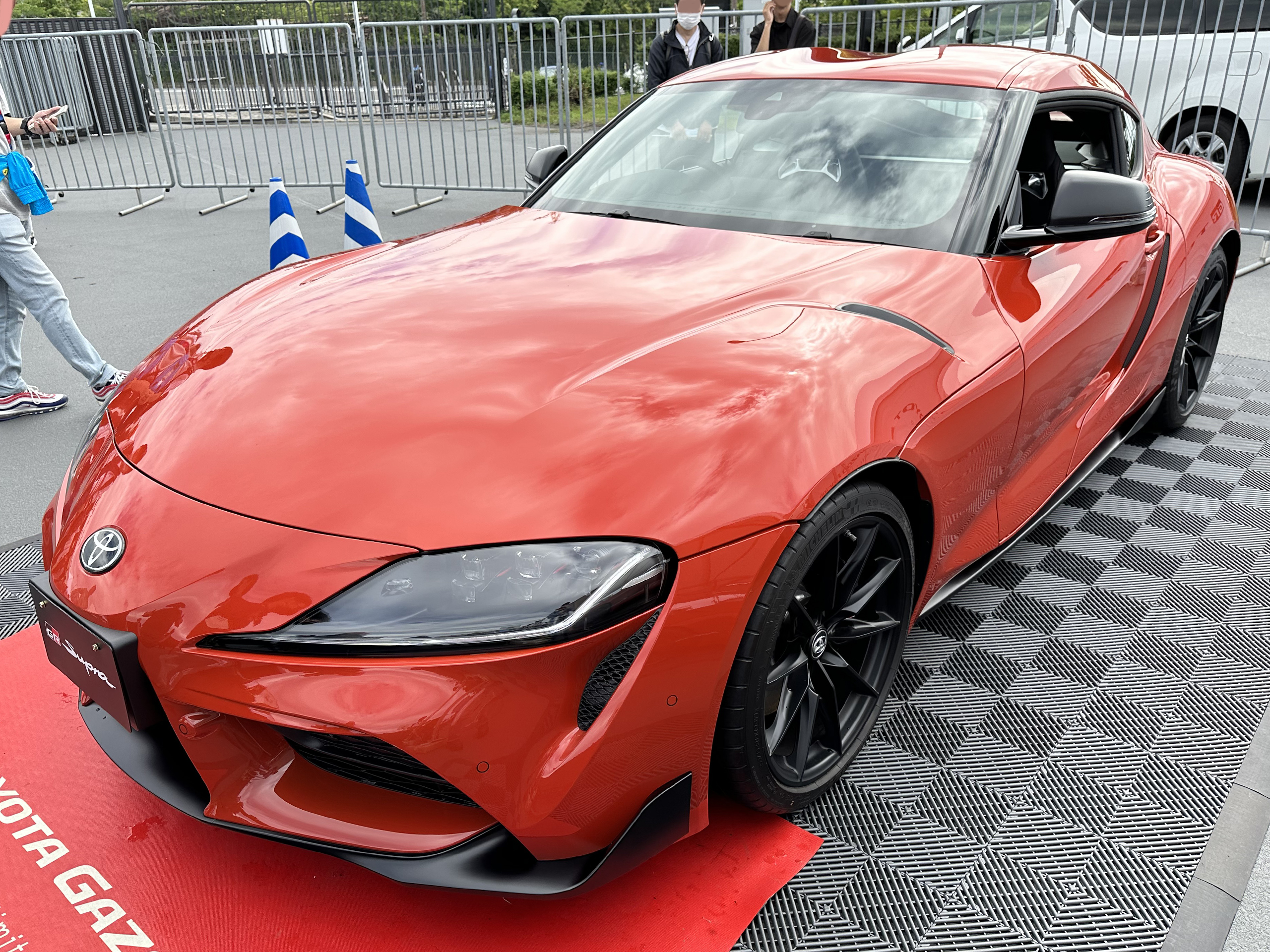
RZ"Plasma Orange 100 Edition"

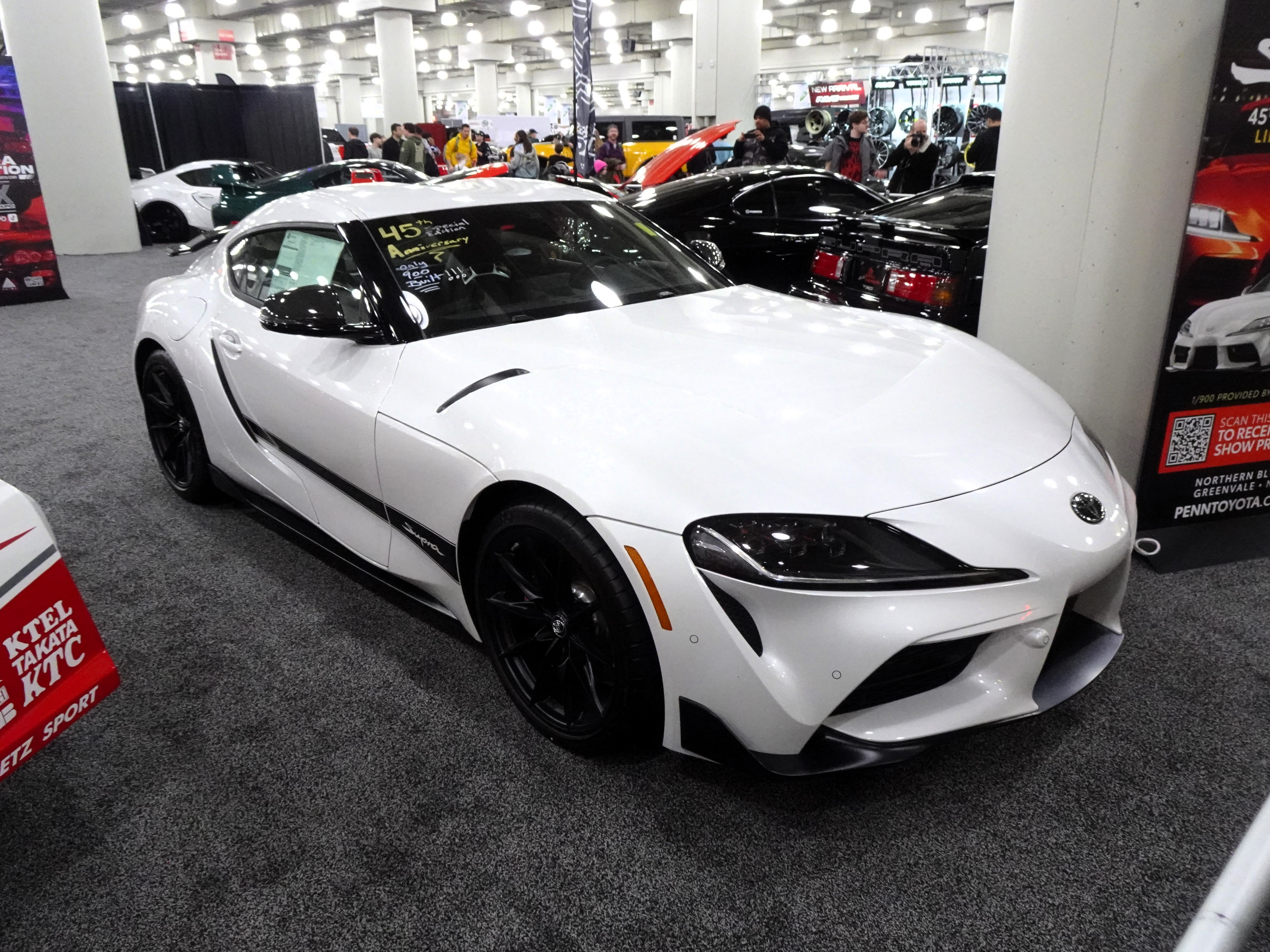
45th Anniversary Edition

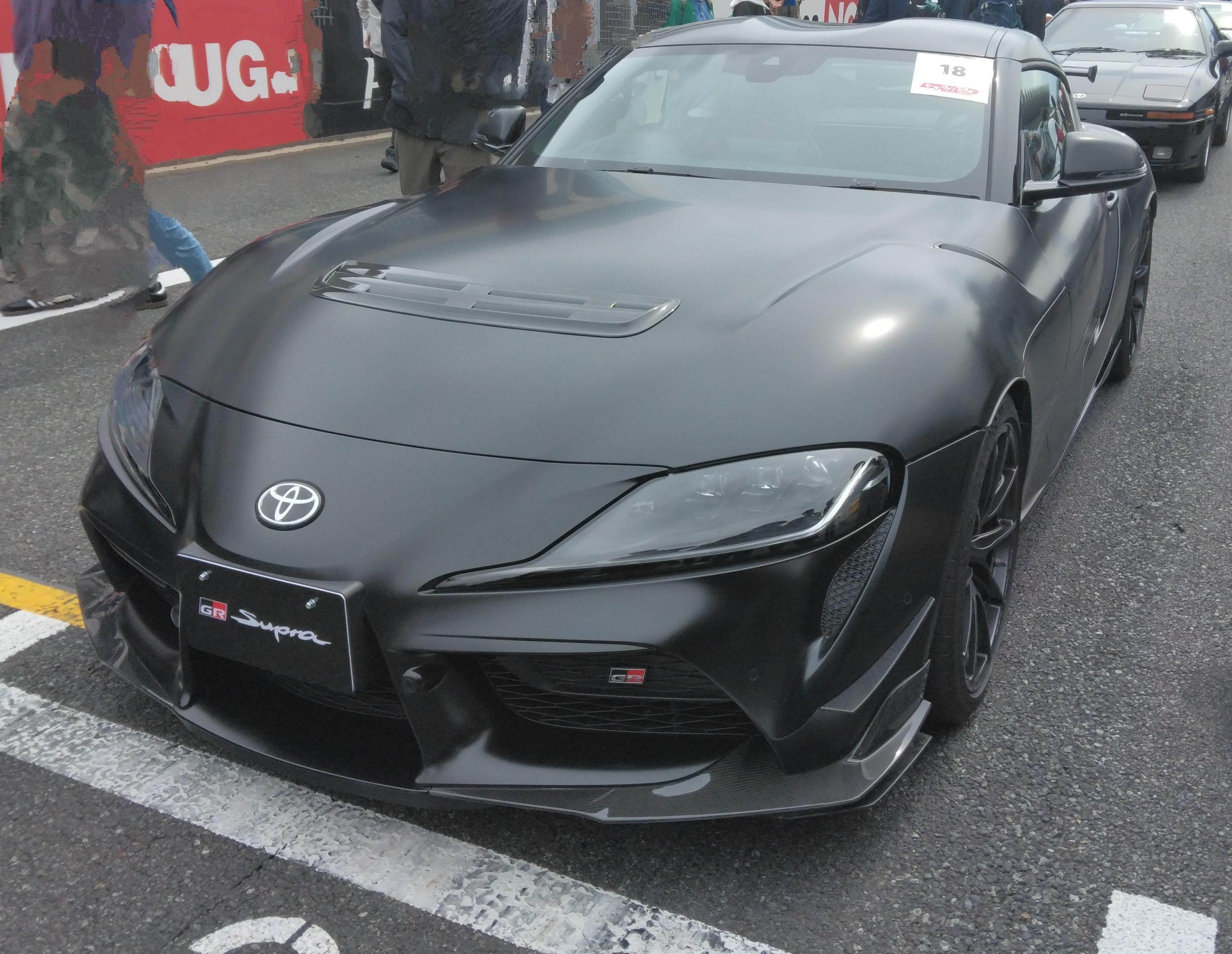
GRスープラA90ファイナルエディション

2011年12月1日
BMWグループとトヨタ自動車は、次世代環境車・環境技術における中長期的な協力関係の構築に向けた覚書に調印したと発表。
2012年6月29日
BMWグループとトヨタ自動車は、2012年12月に締結した両社の戦略的な協力関係を強化することを発表。
「FCシステムの共同開発」「スポーツカーの共同開発」「電動化に関する協業」「軽量化技術の共同研究開発」という4つのテーマで、長期的な戦略的協業関係構築を目指していく覚書に調印した。
2013年1月24日
BMWグループとトヨタ自動車が協業に関する正式契約を締結。
契約内容のうち「スポーツカーの共同開発」においては、ミッドサイズのスポーツカーに搭載する共通のプラットフォームのコンセプトを決定するための検討を開始することで合意。
2014年1月13日
2014年北米国際自動車ショー（デトロイトモーターショー）にクーペデザインコンセプト「TOYOTA FT-1」を出展。
設立40周年を迎えたトヨタ自動車の米国デザイン拠点「Calty Design Research, Inc.」（CALTY）がデザインを担当。フロント・サイドガラスのカーブ形状などに「トヨタ 2000GT」を彷彿とさせるデザインを採り入れた。
「FT-1」のネーミングは「FT」が「Future Toyota」を、「1」は「頂点」を表している。
2018年3月6日
第88回ジュネーブ国際モーターショーにおいて「GR Supra Racing Concept」を世界初公開。
「GR Supra Racing Concept」は、TOYOTA GAZOO Racingが手がけるスポーツカーシリーズ「GR」のスタディモデルとして製作された。開発は、欧州のモータースポーツ活動拠点であるトヨタモータースポーツ有限会社（Toyota Motorsport GmbH）が担当した。
2018年7月6日
市販モデルを2019年前半に発売すると発表。
2018年7月25日
イギリスで開催された「グッドウッド・フェスティバル・オブ・スピード」にて開発中の試作車で走行を披露。
2019年1月14日
2019年北米国際自動車ショー（デトロイトモーターショー）において、新型スープラを世界初披露。
記者発表の壇上には、トヨタ自動車代表取締役社長の豊田章男が赤、F1の元世界王者で2018年にTOYOTA GAZOO Racingドライバーとしてル・マン24時間レースを制覇したフェルナンド・アロンソがグレーのスープラで登場した。
2019年2月9日
大阪オートメッセ2019にて、トヨタカスタマイジング&ディベロップメントのブランド、TRDよりコンセプトカー「GR SUPRA Performance Line CONCEPT」が初公開された。より操縦しやすくするために安定感の向上を目指し、空気力学に基づいて独自設計されたカーボン製のフロントスポイラー、リアスパッツ、サイドスカート、ドアガーニッシュ、トランクスポイラー、アルミニウム製の19インチホイールが装着された。
2019年3月25日
同年3月初旬、新型スープラが、オーストリアのマグナ・シュタイア グラーツ工場（Magna Steyr Graz Plant）でラインオフした、と発表。
量産第一号車は、車両識別番号が「20201」（スープラのモデルイヤー「2020」と量産第一号車を示す「1」）で、エンジンカバーに豊田章男社長の直筆サインが入った特別なモデルである。エクステリアはマットグレーのボディカラーに赤いドアミラーカバー、ツヤ消しブラックのホイールを採用。インテリアはレッドの革シートで、ダッシュボードにカーボン装飾が施された。本車両は、世界最大級の名車オークションである「バレットジャクソン・オークション」に出品され、同年1月19日に210万ドル（約2億3,000万円）で落札された。収益金は全額、アメリカ心臓協会などに寄付される予定である、と公表された。
2019年5月17日
日本で正式にフルモデルチェンジを発表・発売。ちなみに、このGRスープラが日本市場での令和最初の新型車となった。キャッチコピーは『Supra is Back.』。
日本仕様車はマグナ・シュタイア グラーツ工場で生産された車両を海路にて運ばれた後、元町工場を経由しユーザーに届けられる。取扱店はトヨタ販売店全チャネル（東京都はトヨタモビリティ東京およびトヨタ西東京カローラ、ネッツトヨタ多摩、ネッツトヨタ東都）となる。
なお、「RZ」のうち、ボディカラーの「マットストームグレーメタリック」については、2019年度分の生産が24台となることから、発売から6月14日までの約1ヶ月間限定で専用Webサイトにて商談申し込みの受付を行い、抽選を経て、6月22日 - 23日に行われる第47回ニュルブルクリンク24時間耐久レースの決勝当日に商談順が発表される。
2019年11月14日
SEMAショー2019にてトヨタが公式にカスタマイズした4台のコンセプトカーが発表された。このほか、GT4仕様やNASCAR仕様といったレーシングモデルも展示された。
- トヨタからは「GR SUPRA Heritage Edition」が発表された。JZA80型スープラを彷彿とさせる見た目に仕上がっており、「Re-entry Red」と呼ばれる外装色で塗装された。ヘッドライト及びテールライトは丸目のLEDに差し替えられているほか、HRE製の19インチホイール、オーバーフェンダーにフロント、サイド、リアディフューザー、JZA80型スープラのそれと似たようなデザインの大型リアウィングが装着されている。さらにサスペンションは調整式へ変更されており、リアサスペンションはインボードマウントされている。
- トヨタの純正アクセサリーチームであるFive Axisからは「GR SUPRA Wasabi Concept」が発表された。名前の通り、外装は全体をライムグリーン、ミラーやボンネットなどアクセントはホワイトで塗装され、20インチのホイールにブレンボ製のハイパフォーマンスタイプのブレーキキットとオーリンズ製の車高調サスペンションが装着された。また、エンジンルームにはブレースバーが装着され、2本のマフラーはセンター出しになっている。
- TRDからは「GR SUPRA Performance Line CONCEPT」と「GR SUPRA 3000GT Concept」が発表された。「GR SUPRA 3000GT Concept」はかつてTRDが手掛けたJZA80型スープラをベースとしたコンプリートカー「3000GT」がモデルとなっており、それを彷彿とさせるダクト付ボンネットや大型リアウィングが装着されていた。ほかにもリアディフューザー、専用デザインのドアミラー、大型のワイドフェンダー、フロントスポイラー、サイドスポイラーが装着されている。また、ブレンボ製ブレーキキット、ブリッド製バケットシート、HKS製マフラー、テイン製サスペンション、TWS製ホイールが取り付けられている。

2020年2月13日※米国東部時間（日本時間2020年2月14日頃）
アメリカにて2021年モデルが発表された。今回の年次改良では、3.0Lモデル（日本仕様車の「RZ」）のエンジンを後述する出力向上型の機種へと変更（ヨーロッパ仕様車では従来型エンジンを継続採用）。同時に米国市場専用の特別仕様車「A91 Edition」を発表した。
「A91 Edition」の外装は「リフラクション（refraction）」と呼ばれるブルーの専用ボディカラーを纏い、マットブラック塗装の19インチ鍛造アルミホイールに専用のリアスポイラー、Cピラー部のグラフィックスや専用ドアミラーカバーを装備する。そして内装は各部にブルーのステッチが配され、シートにも専用の表皮が用いられる。限定1000台で販売された。
2020年4月28日
日本仕様車の一部改良並びに特別仕様車「RZ"Horizon blue edition"」が発表された（同年10月発売）。
「RZ」はアメリカで先行発表された同国仕様の3.0Lモデル同様に、エンジンを従来の「B58B30-M1」型からエキゾーストマニホールドの構造変更や新ピストンの採用により圧縮比が変更され出力が増大した「B58B30-O1」型に換装され、最高出力が340馬力から387馬力ヘと向上した（最大トルクは同じ）。これに対応するため、ボディ剛性の向上（エンジンルーム内にフロントストラットバーを追加）とサスペンションのリセッティング、各種制御装置のプログラム変更などが実施された。これらの改良によって「RZ」は車重が10Kg増加して1,530Kgとなり、同時に型式も変更（DB42型 → DB02型）されている。
ボディカラーはディープブルーメタリックが廃止され、標準設定色は6色へと変更された（「SZ」は従来と同様）。また、ペダル踏み間違い急発進抑制機能が全車に搭載された。
特別仕様車の「RZ"Horizon blue edition"」は米国市場で先行発表された特別仕様車「A91 Edition」に準ずるもので、「RZ」をベースにボディカラーを特別設定色の「ホライズンブルー」とし、マットブラック塗装の19インチ鍛造アルミホイールを装備する。内装は表皮にアルカンターラとブラックの本革を組み合わせたシートが採用され、シート表皮・インストルメントパネル・ドアトリム・ステアリングホイールなど各部にブルーのステッチが施され、販売台数は100台限定であった。なお、「A91 Edition」に装備されている専用リアスポイラー・専用ドアミラーカバー・Cピラー部のグラフィックスは非採用となっている。
「RZ」に設定の限定ボディカラーであるマットストームグレーメタリックは2019年型の24台から27台へと販売台数が増やされた。なお、2020年型では「RZ"Horizon blue edition"」と同じマットブラック塗装の19インチ鍛造アルミホイールが装備される。
2021年8月6日
日本での初代発売から35周年を記念した特別仕様車「RZ"35th Anniversary Edition"」・「SZ-R"35th Anniversary Edition"」が発表された。
「RZ」・「SZ-R」をベースに、共通で、マットブラック塗装の19インチ鍛造アルミホイール、35周年記念カーボンオーナメント（助手席側インストルメントパネル）が装備されるほか、「RZ"35th Anniversary Edition"」は本革シートとおくだけ充電を、「SZ-R"35th Anniversary Edition"」はキャリパーをレッド塗装としたスポーツブレーキ、マットブラック塗装のドアミラー、「アルカンターラ」+本革シート表皮、スポーツペダル（アクセルペダル・ブレーキペダル）がそれぞれ特別装備される。
ボディカラーは「RZ"35th Anniversary Edition"」は特別設定色のマットストームグレーメタリックを設定、「SZ-R"35th Anniversary Edition"」はライトニングイエロー（メーカーオプション）を含む5色が設定される。内装色は特別設定となり、「RZ"35th Anniversary Edition"」はレッド、「SZ-R"35th Anniversary Edition"」はイグニッションレッドとなる。
各仕様共に35台の限定販売となるため、発表当日から8月31日までWeb限定で商談申込の受け付けを行い、同年9月7日に抽選の上で順次商談を開始し、12月頃に発売される計画となる。
2022年4月28日
日本仕様車の一部改良モデルの概要を発表。従来設定されていなかったマニュアルトランスミッション車を「RZ」に追加設定されることとなった。同年夏頃から商談受付、同年秋頃から日本へのデリバリーが順次開始される予定である。
これに伴い、RZグレードの形式番号が「DB02→DB06」へ再び変更された。
2022年7月20日
日本仕様車に特別仕様車「RZ"Matte White Edition"」を設定することが発表された。
専用ボディカラー「マットアバランチホワイトメタリック」を採用するとともに、タンの内装色と本革シート表皮を採用。助手席前に"Matte White Edition"専用カーボンオーナメントを装着し、おくだけ充電と充電用USB端子（2.1A）も特別装備された。本仕様車は50台限定の抽選販売の形態を採り、専用Webサイトから発表日から約1か月間の期間限定で抽選の申し込みを受け付け、9月より順次商談が開始される。
また、前述した一部改良モデルの店頭での商談受付を開始したことも併せて発表された。発売は特別仕様車を含め、10月頃からの予定であることがアナウンスされた。
2022年10月28日
GT4の性能をさらに向上させたGRスープラ GT4 EVOを発表した。 ABSセッティングの変更、KWのアブソーバーとスタビライザーバーの仕様を変更している。 2023年1月、IMSAミシュラン・パイロット・チャレンジの第1戦でデビューする予定。
2023年4月28日
日本仕様車に特別仕様車「RZ"Plasma Orange 100 Edition"」が発表された。
カスタマーモータースポーツ専用モデル「GR Supra GT4」の生産100台到達を記念したモデルで、「RZ」のAT車をベースに、ボディカラーに特別設定のプラズマオレンジが採用されたほか、シートをブラックのアルカンターラ本革、アルミホイールをマットブラック塗装の鍛造、フロントのブレーキキャリパーをGRロゴ入りのブラック塗装にそれぞれ変え、助手席前方にカーボンオーナメントの装飾が装着される。
100台の限定販売となるため、同年5月8日から6月4日まで「GR Garage」店頭（中古車専門店の袋井店を除く）で抽選申込の受付を行い、抽選を経て同年6月下旬より順次商談を開始、秋以降の販売が計画されている。
2023年6月21日※現地時間
トヨタの北米法人によって特別仕様車「45th Anniversary Edition」が発表された。北米市場でのA40型セリカスープラ発売から45周年を記念したモデルである。「RZ」をベースにしており、専用の塗装色「ミカン ブラスト」とサイドに専用のデカールで彩られる。また、「RZ」には純正で装着される10本スポークホイールと、ダウンフォースが調節可能な専用デザインの大型リアウィングが装着される。北米では900台限定で販売される予定である。
2023年12月2日
トヨタのドイツ法人によって、エッセンモーターショー2023で特別仕様車「GT4 100th Edition Tribute」が初公開された。これは「GR Supra GT4」の欧州生産100台を記念したモデルである。「GR Supra GT4」をベースに、グレーやゴールド、オレンジ、レッドを組み合わせた専用のボディカラーが採用されており、ボディに「100th」と書かれた専用リバリーがプリントされている。
2024年11月28日
2025年を以て生産を終了することを発表し、同日に「A90 final edition」を発表。

## モータースポーツ活動

### A70系
世界ラリー選手権（WRC）でグループB規定およびグループS構想が急遽廃止された際、グループA規定のST165型セリカGT-FOURが登場するまでのつなぎとして、1987年と1988年にスープラが参戦した。FRレイアウトであることから元来ラリー向きの車両ではなく、マシン熟成の時間も取れないという苦境の中、サファリラリーでは3位の表彰台を獲得した。
WRC以外のラリーイベントも参戦し、1987年にビョルン・ワルデガルドが香港ー北京ラリーで総合優勝を飾っている。
全日本ツーリングカー選手権（JTC）には1987年から参戦を開始した。デビュー戦では優勝を飾ったが、その後はレギュレーション変更によって重量増加がなされたため、フォード・シエラや日産・スカイラインに対抗できず、1990年限りで撤退した。
北米のIMSAではトヨタのセミワークスであったオール・アメリカン・レーサーズ（AAR）が採用し、GTUクラスで10勝を挙げている。1991年にはオーストラリアで初開催されたバサースト12時間耐久レースに参戦し、フォード・レーザーや三菱・ギャランなどを破って初代優勝車となった。

### A80系
全日本GT選手権およびSUPER GTのGT500クラスで、日産・スカイラインGT-Rやホンダ・NSXと長きにわたる戦いを繰り広げた。2002年に市販車が生産を終了した後も、2006年にレクサス・SCに交代するまで活躍し、1997年トムスのミハエル・クルム/ペドロ・デ・ラ・ロサ組、2001年セルモの竹内浩典/立川祐路組、2002年チームルマンの飯田章/脇阪寿一組、2005年セルモの立川祐路/高木虎之介組と4度チャンピオンに輝いている。エンジンは1994年のデビュー2戦のみ市販車と同様の2JZ-GTE型であったが、翌1995年からは直列4気筒ターボの3S-GTE型に、2003年からはV型8気筒自然吸気エンジンの3UZ-FE（排気量は参戦年度により異なる）に変更された。またサスペンションなどは参戦当初において、トヨタ・TS010のパーツを流用したものに変更された。
耐久レースでは1995年と1996年に、SARDがスープラLM-GTでル・マン24時間レースに参戦した。2000年にはタイヤメーカーのFALKENがニュルブルクリンク24時間に参戦し、一時は総合3位を走行したがクラッシュによりリタイアを喫した。2007年のスーパー耐久第3戦・十勝24時間レースでは、2005年のSUPER GTで使用された車両をベースにレース用ハイブリッドシステムを搭載したスープラHV-Rが参戦し、総合優勝を果たした。これはトヨタ史上初のハイブリッドレーシングカーによるレース優勝でもあった。
また、本来はフロントヘビーでドリフト走行には向かない車両であるが、A80系スープラの愛好家として知られる織戸学のRS☆Rスープラが2005年から2011年にかけて全日本プロドリフト選手権（D1GP）に参戦し、2011年には唯一となる勝利を挙げた。2020年現在も玉川艶哉がA80系スープラで参戦している。変わったところでは、2008年のD1ストリートリーガルにセリカのフロント部を移植したA80系スープラが、松井有紀夫のドライブで参戦している。

### DB型GRスープラ
市販車の発表前からモータースポーツに絡めたプロモーションが積極的に行われており、2018年にはTMGがデザインしたLM-GTE仕様やNASCARエクスフィニティ・シリーズ仕様、2019年初頭にはGT500仕様、グループGT4仕様、D1グランプリ仕様と、市販車の発売前に5種類のレーシングカー仕様やそのコンセプトカーが公式発表された。また市販車のプロトタイプも、2018年10月のVLN（ニュル耐久シリーズ）に「スープラA90」としてエントリーし、モリゾウ（豊田章男）を含む3人のテストドライバーがドライブしクラス2位で完走した。
市販直後の2019年6月には、TOYOTA GAZOO Racingがニュルブルクリンク24時間のSP8Tクラスに投入した。ドライバーはモリゾウを含むテストドライバー中心の顔ぶれだったが、総合41位、クラス3位で完走を果たしている。この年、フォーミュラ・ドリフトにも参戦している。
また近年発展を遂げているe-Motorsportにも公式に参入し、グランツーリスモシリーズとの提携で『GR Supra GT Cup』を開催している。
2020年からはSUPER GTやスーパー耐久への参戦を開始し、韓国SUPERRACE CHAMPIONSHIPの最上位クラスであるSAMSUNG FIRE & MARINE INSUREANCE 6000(SUPER6000)のカウルモチーフに指定された。さらにTMG製グループGT4仕様の販売が開始されるなど、本格的にTOYOTA GAZOO Racingのアイコンとしての活動を開始した。
GT500仕様ではレギュレーションの都合上、2019年までレクサス・LC500に搭載されていたRI4AG型エンジンを引き継いで搭載していたが（2023年まで）、同規定で指定されているFR+直列4気筒ターボというレイアウトを市販車でも用いているのは3車中GRスープラのみである。トムスにより2023年までに2度王座を獲得している。なお2024年からは改良型のRI4BGに切り替わっている。
GT300クラスではaprがJAF-GT規定の下に各チームと共同開発した、V型8気筒自然吸気の2UR-G型エンジンを搭載するGRスープラが複数参戦し、2023年に埼玉トヨペット Green Braveがタイトルを獲得している。

### ギャラリー

#### A80型まで

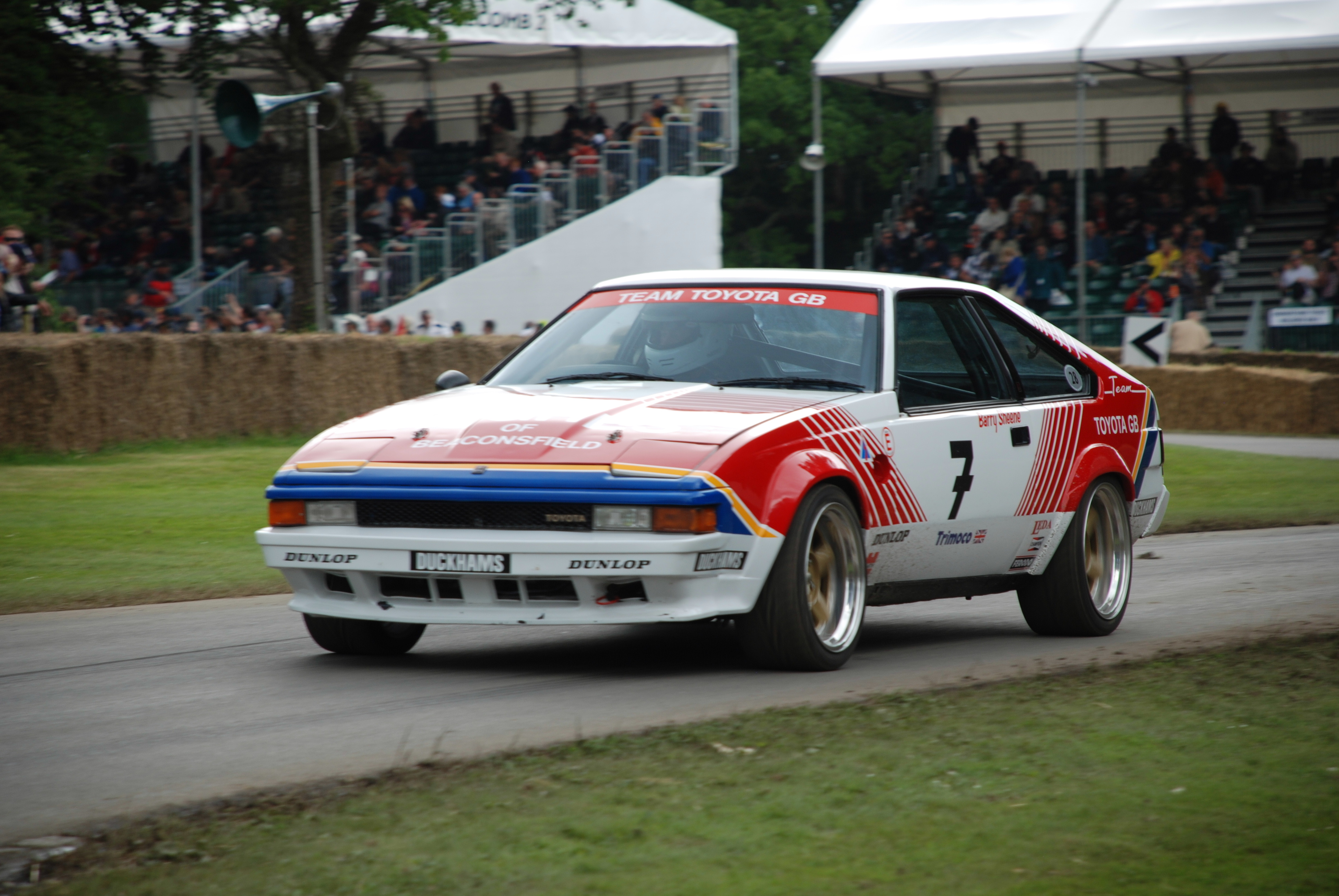
BTCCのチーム・トヨタGBのスープラ（1985年）A60
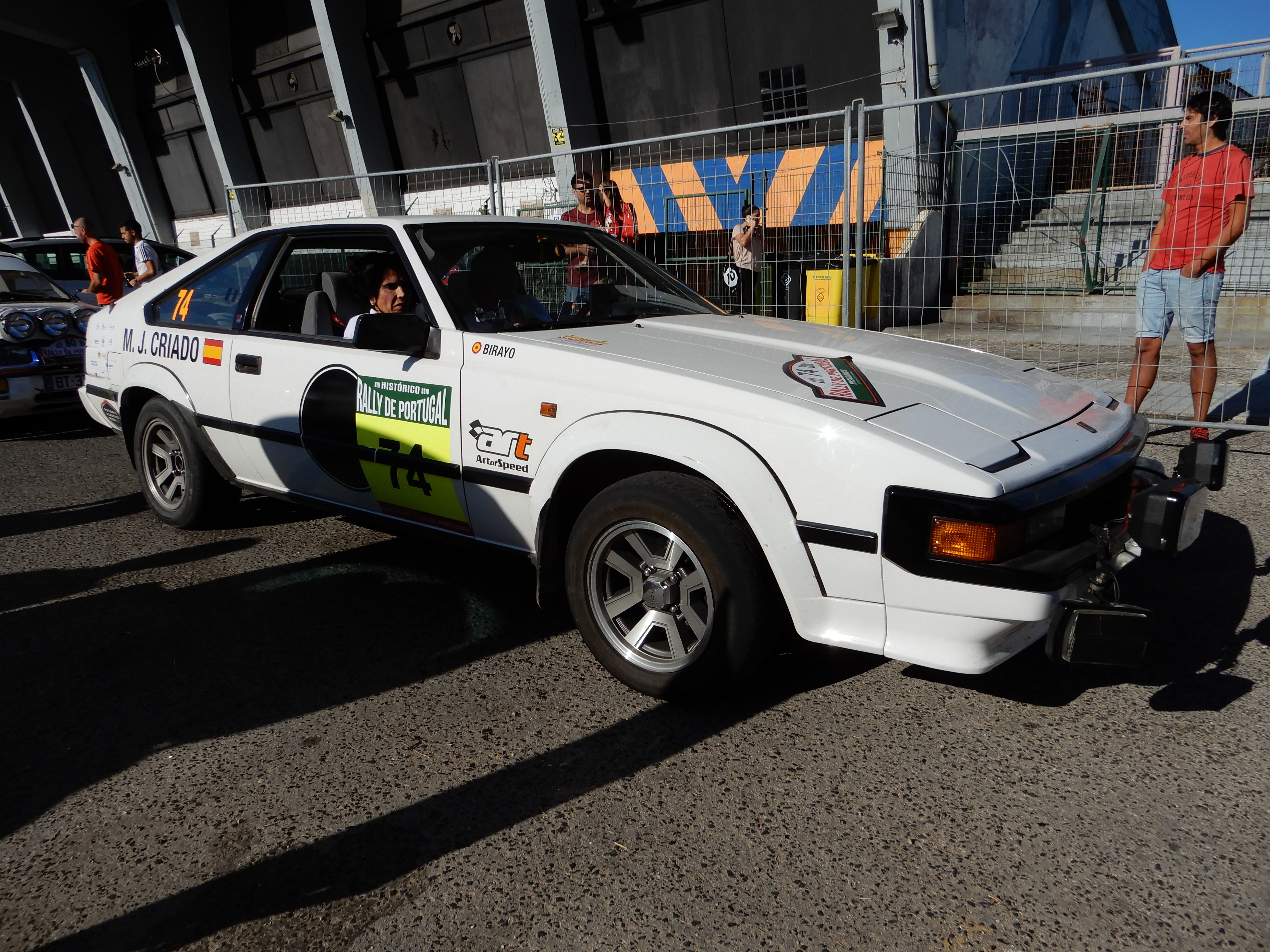
ラリー・デ・ポルトガル・ヒストリック仕様（2018年）A60
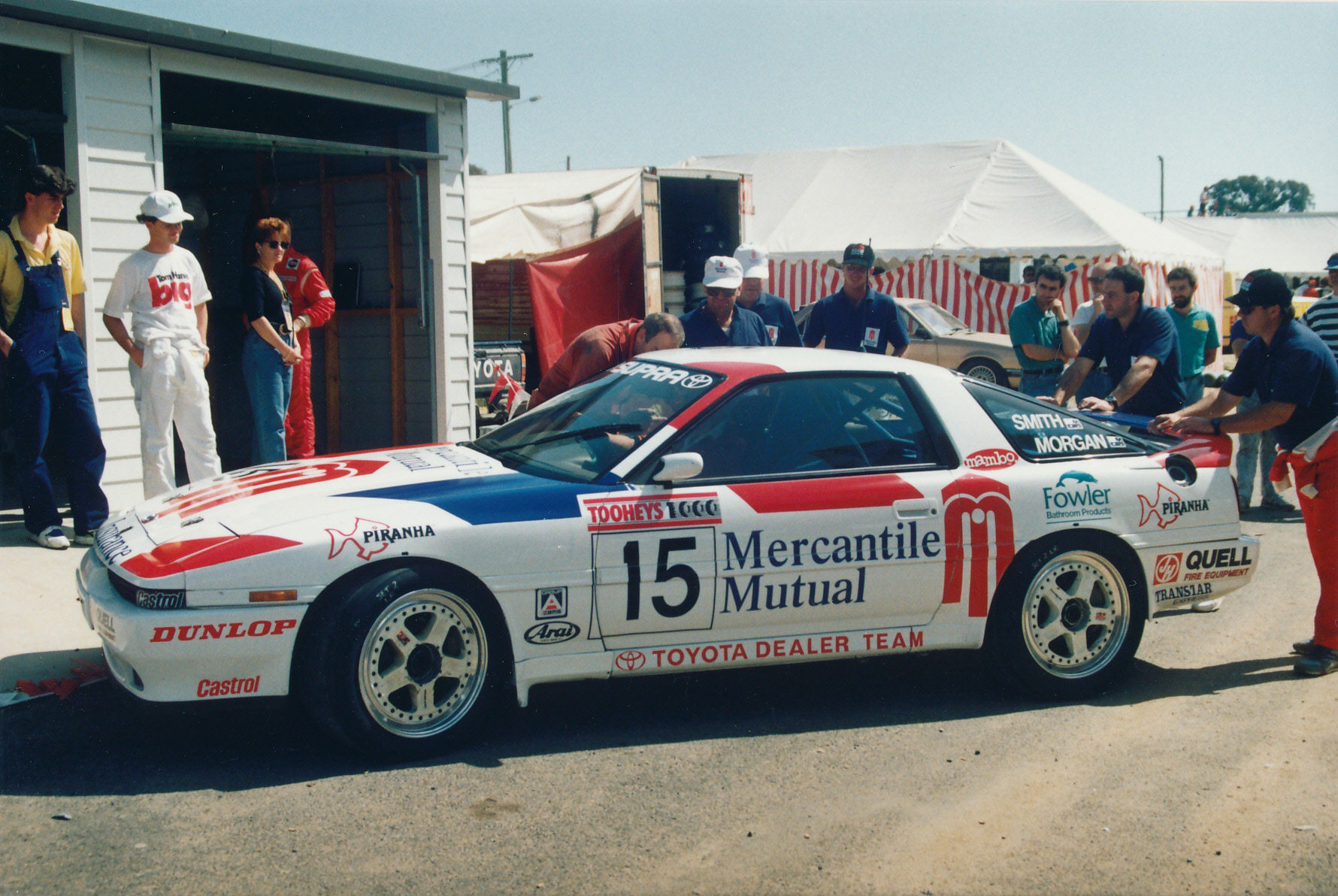
バサースト12時間耐久レース仕様（1991年）A70
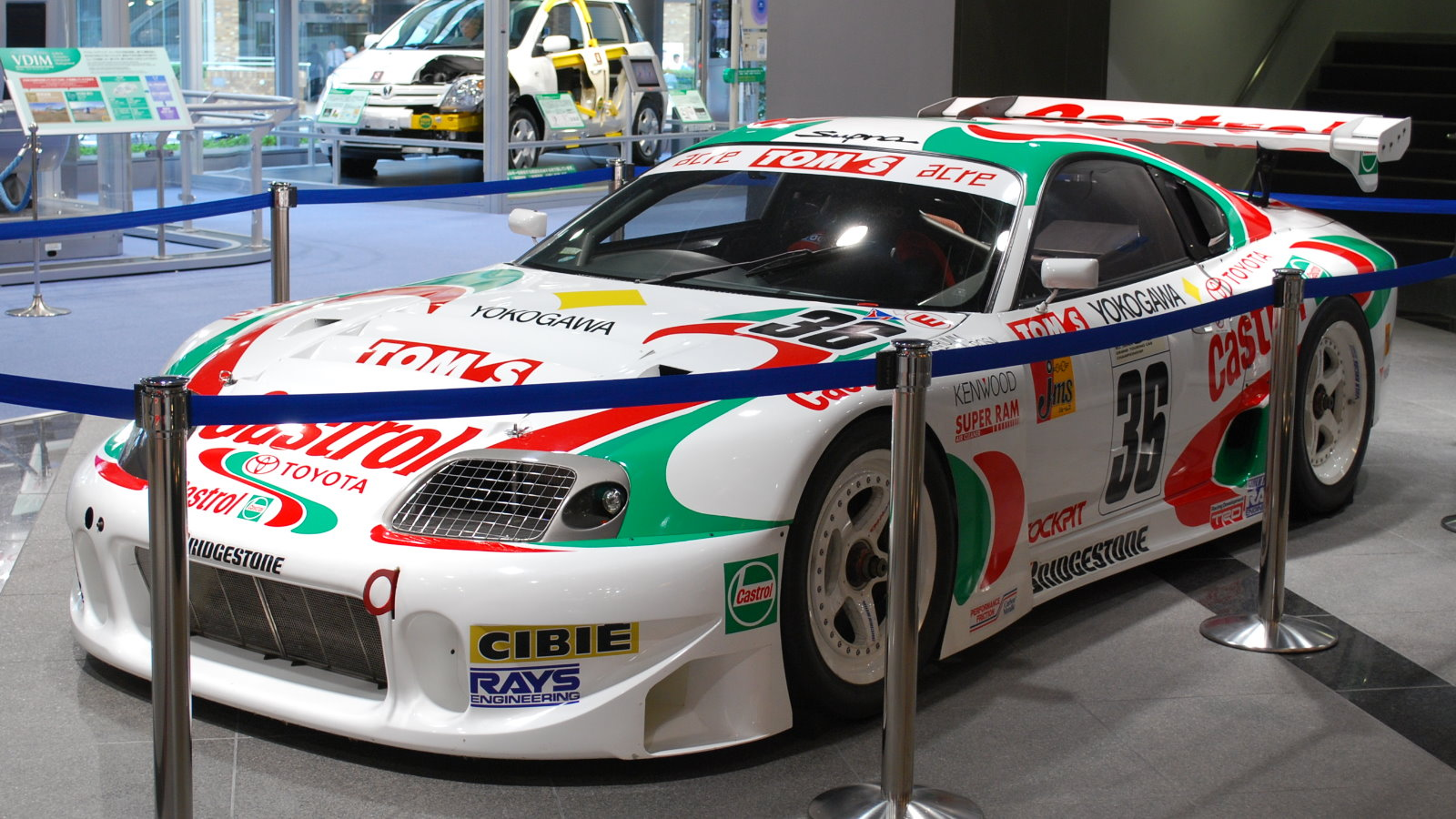
JGTCのカストロールTOM'S・スープラ（1997年）A80
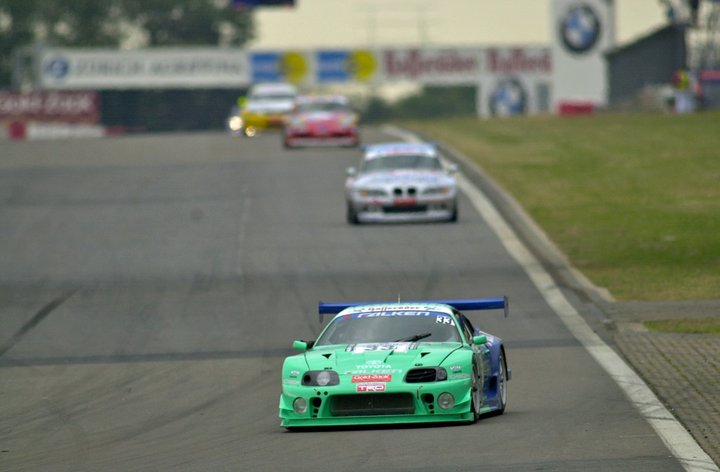
ニュルブルクリンク24時間レースのファルケン・スープラ（2000年）A80
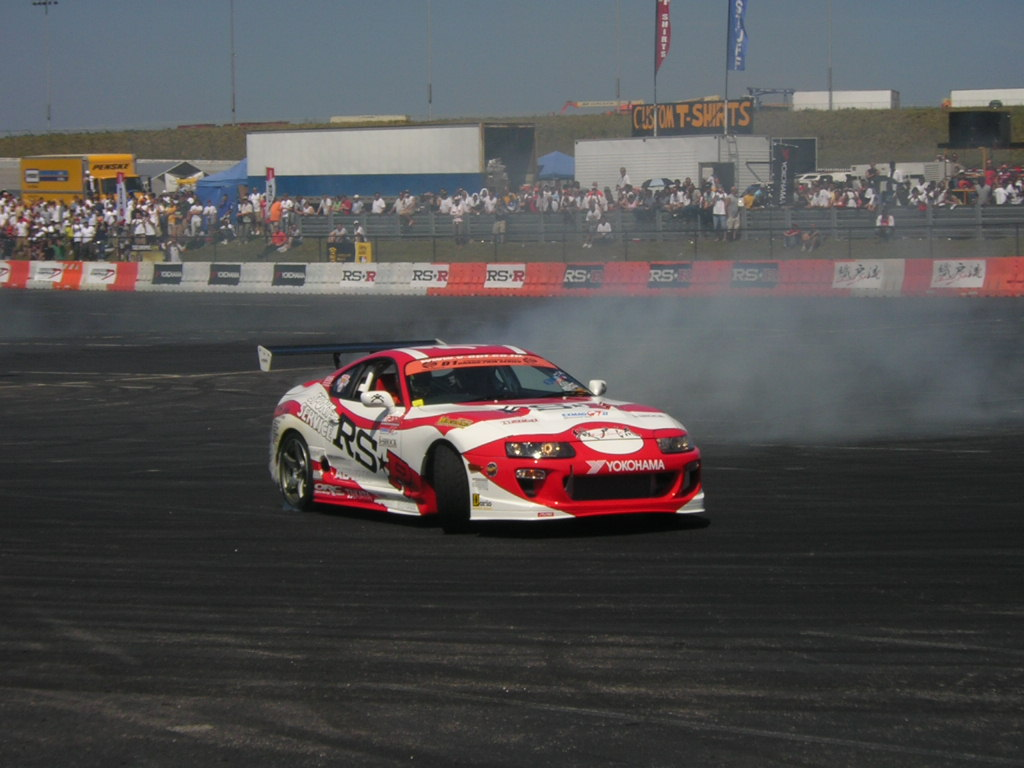
D1に参戦する織戸学のスープラ（2004年）A80
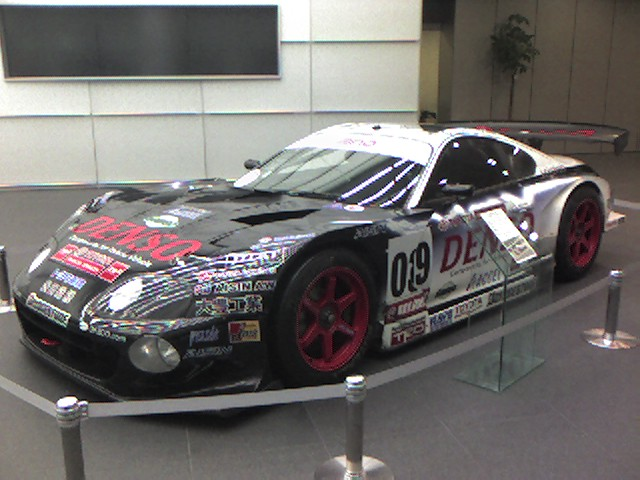
十勝24時間レースのスープラHV-R（2007年）A80
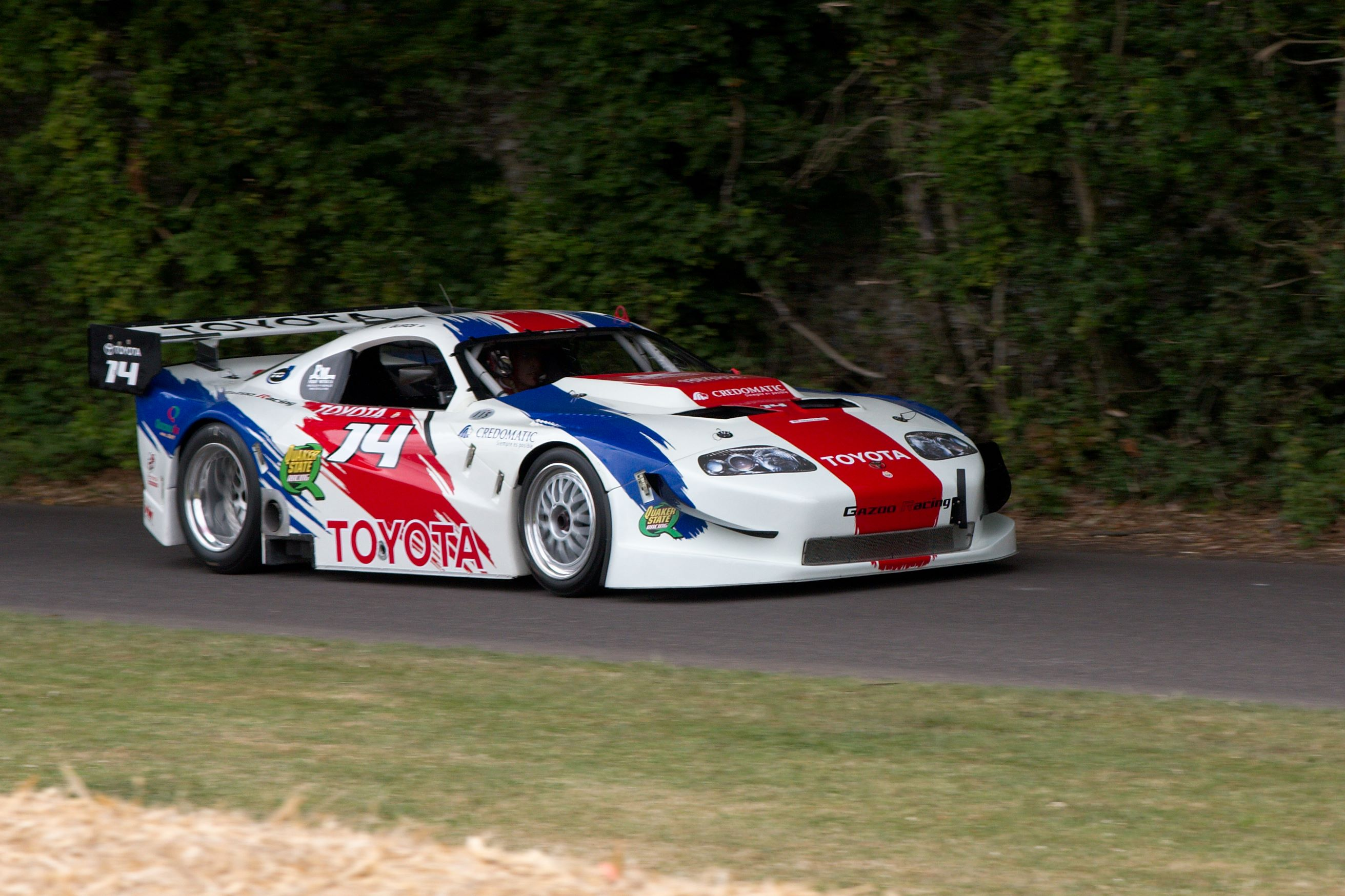
FoSにて、V8エンジン・900馬力のスープラ（2010年）A80

#### DB型

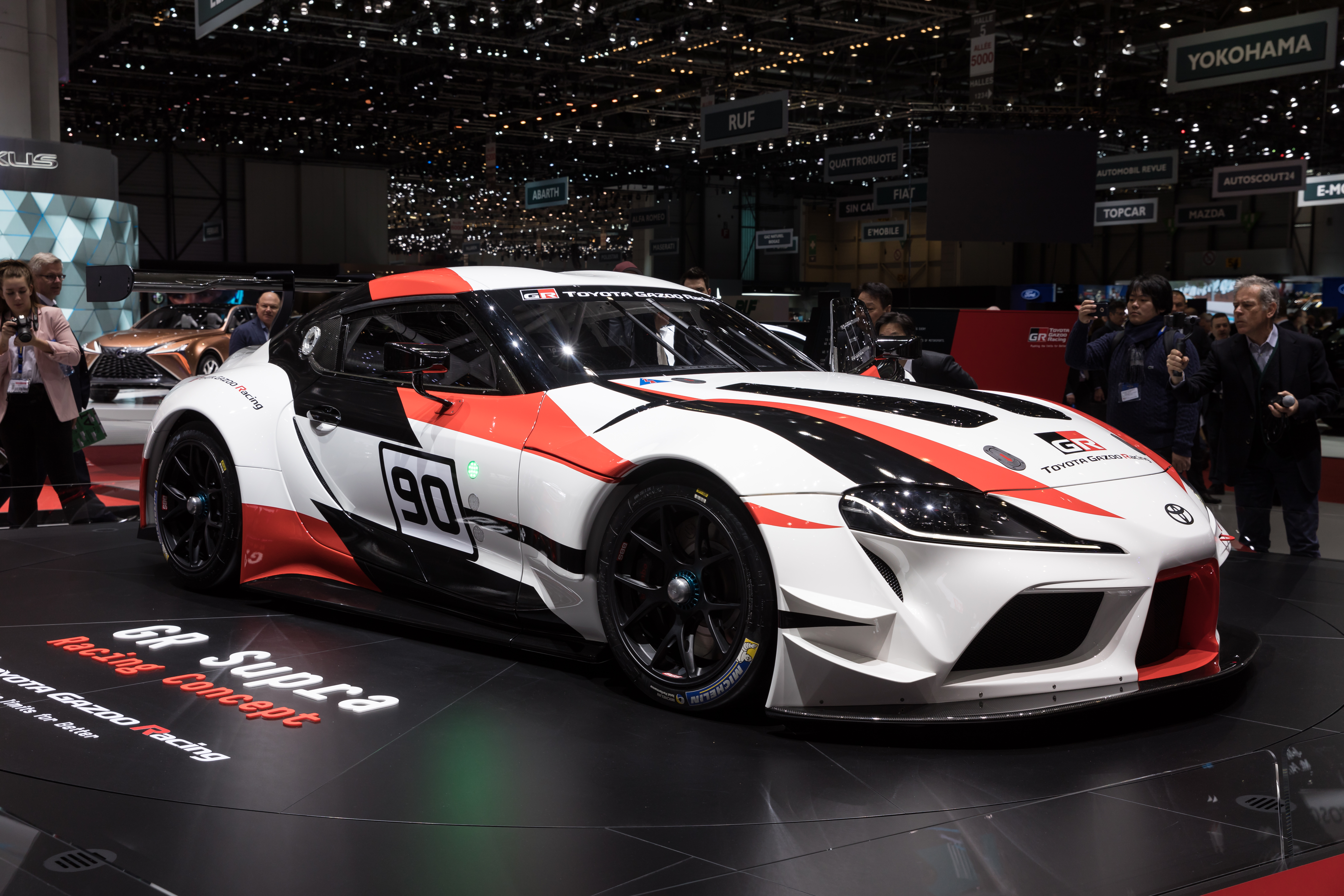
GRスープラ レーシングコンセプト（2018年）
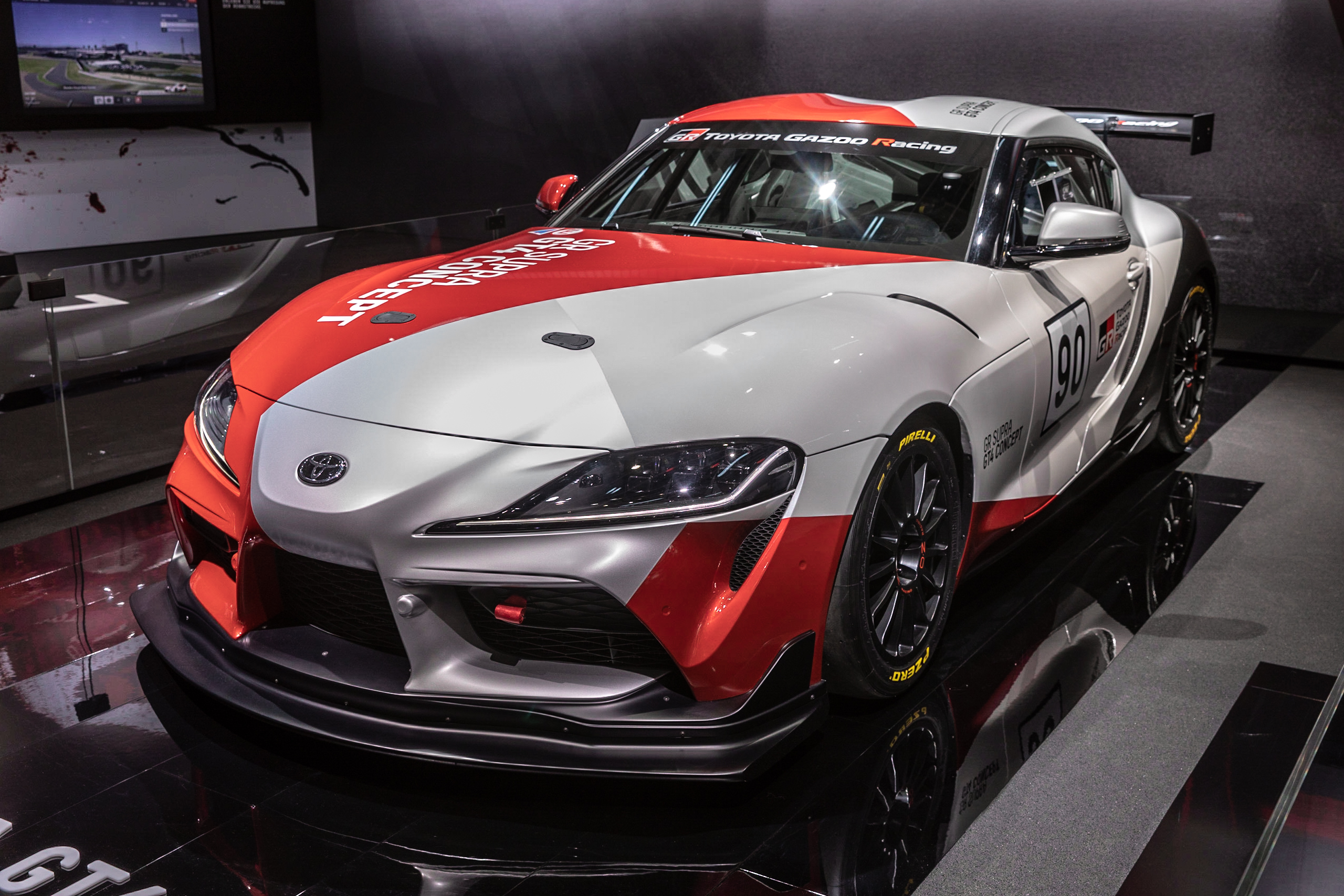
GRスープラ GT4 コンセプト（2019年）
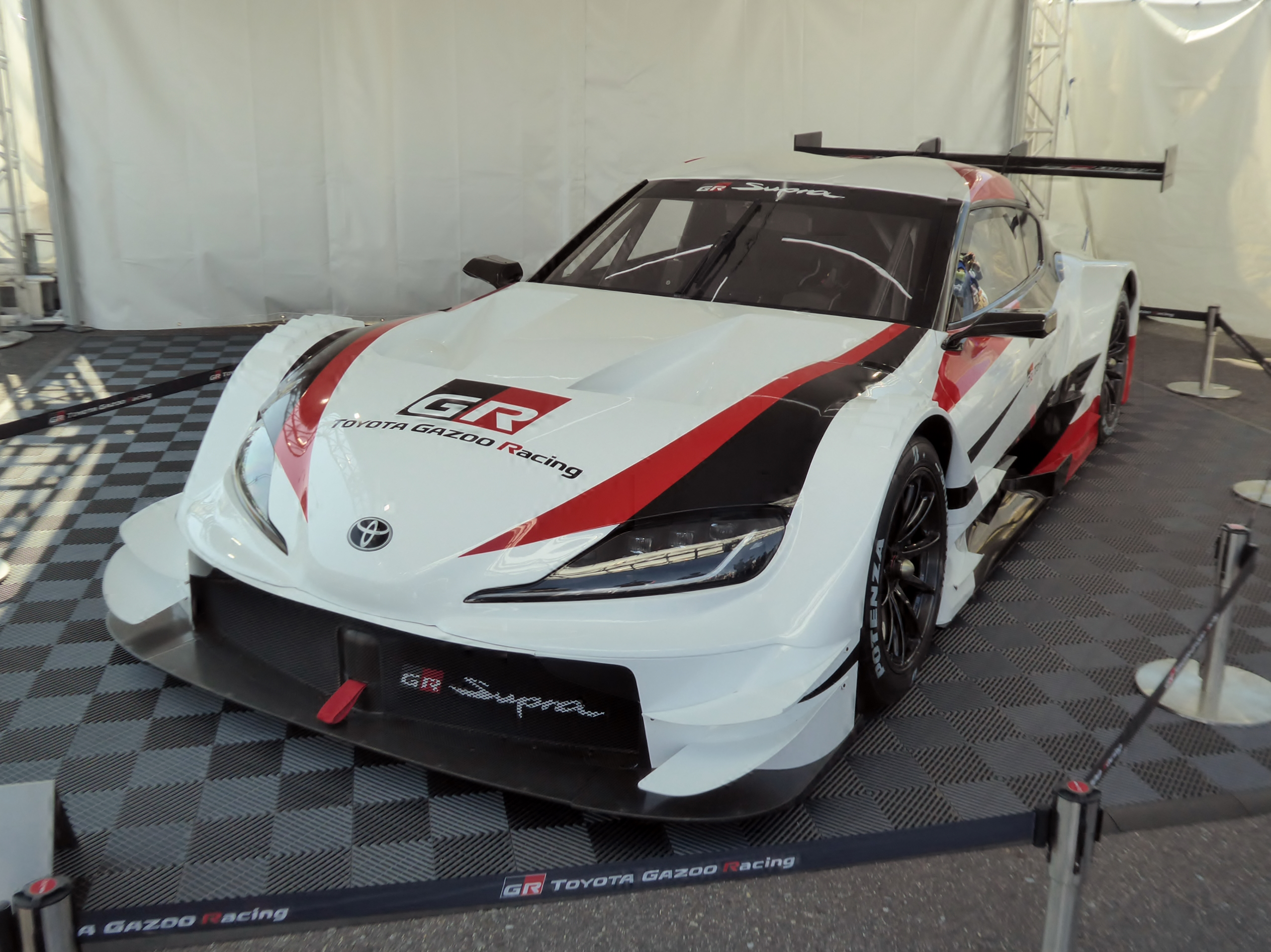
GRスープラ スーパーGTコンセプト（2019年）
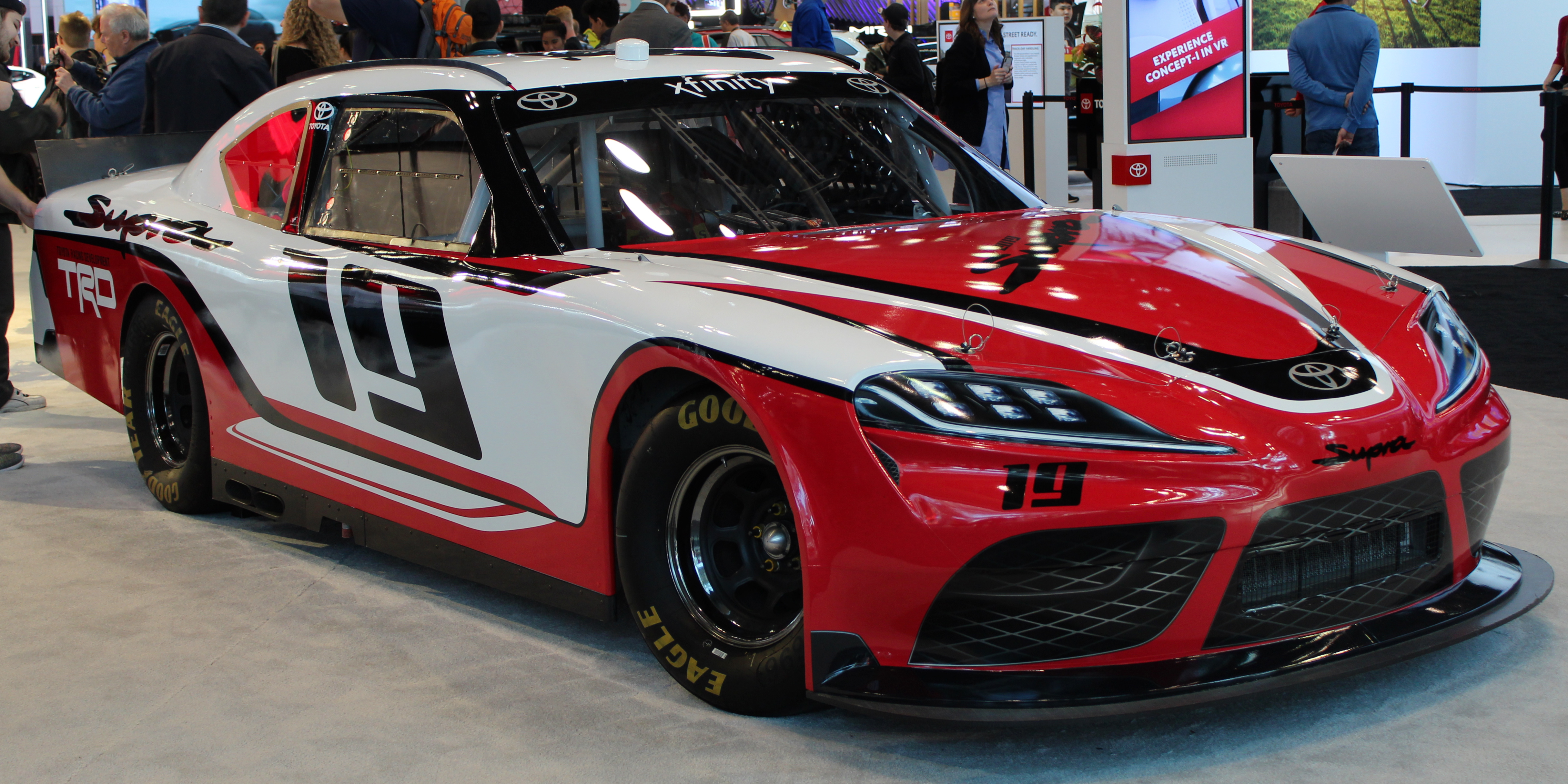
GRスープラ NASCARエクスフィニティ（2019年）
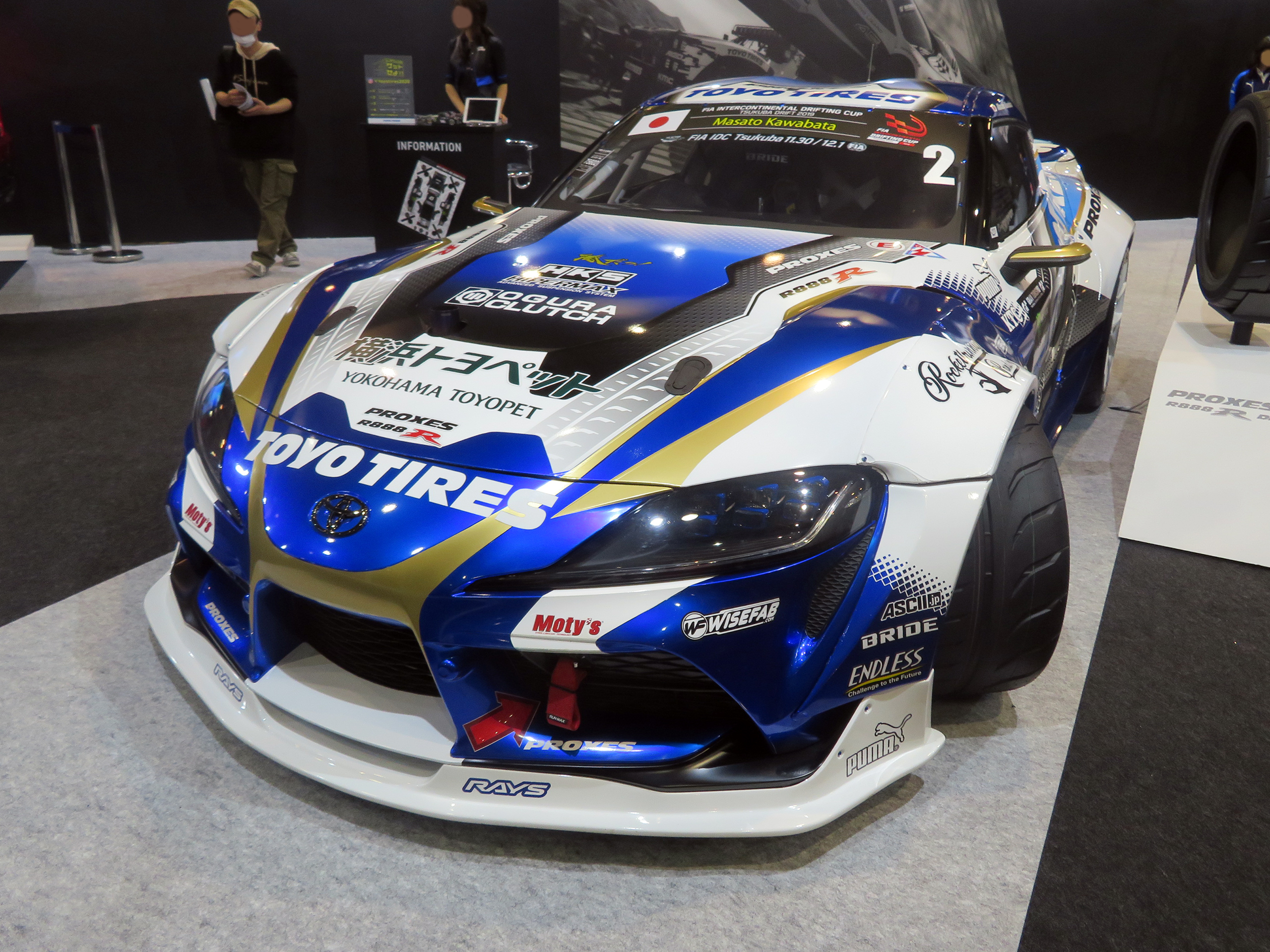
GRスープラ D1グランプリ仕様（2020年）
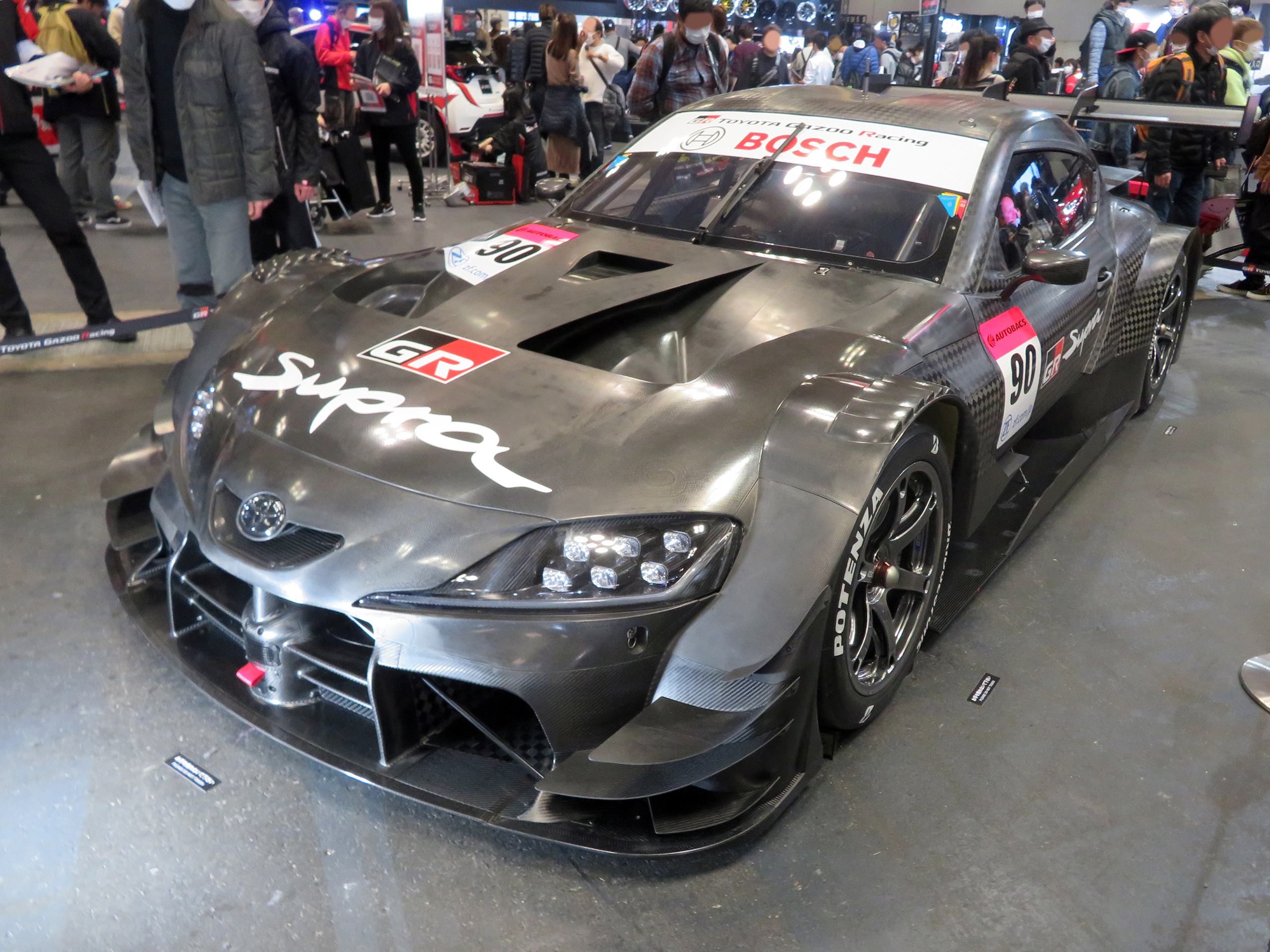
GRスープラ GT500仕様（2020年）
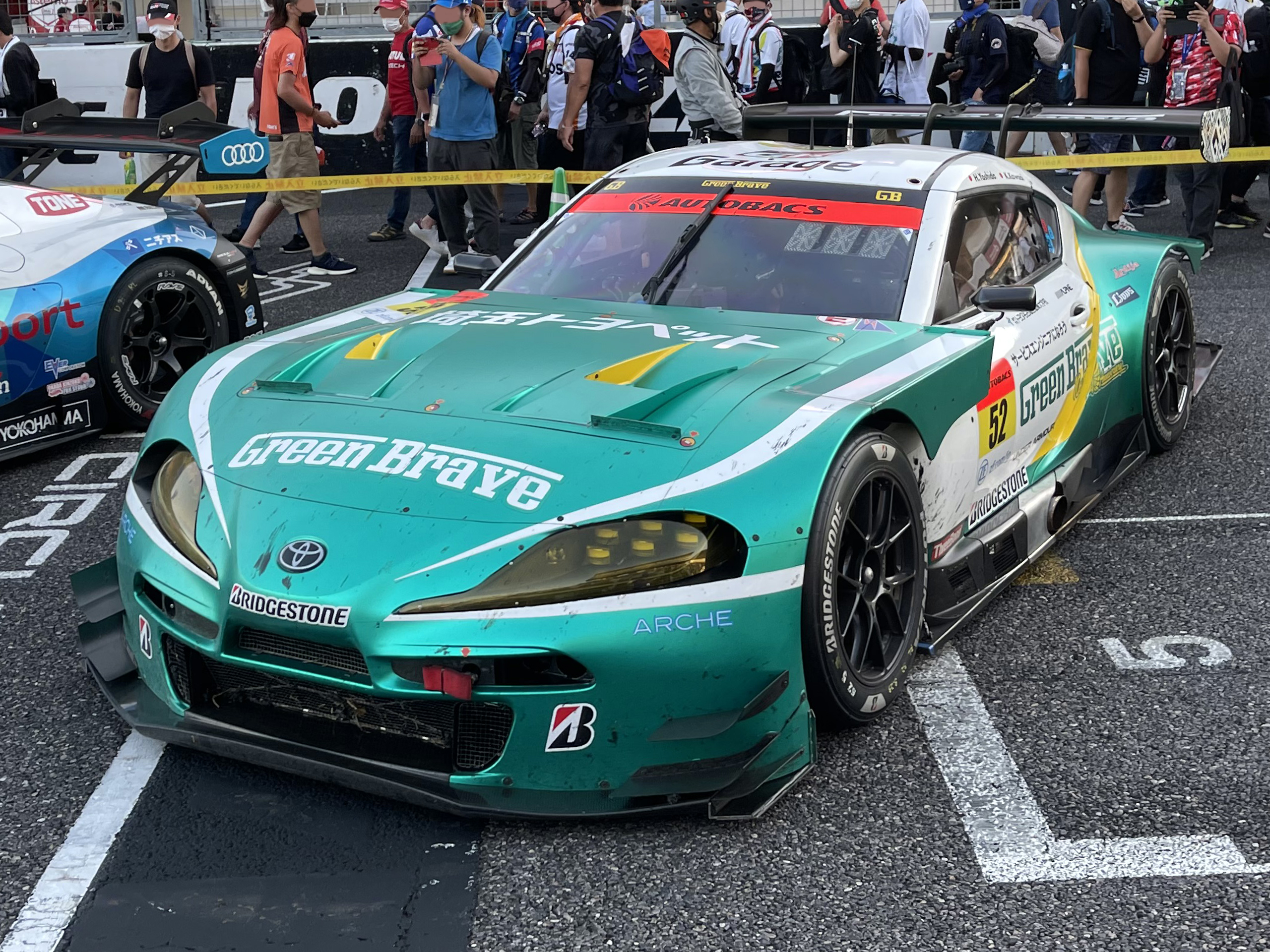
GRスープラ GT300 仕様 (2020年)
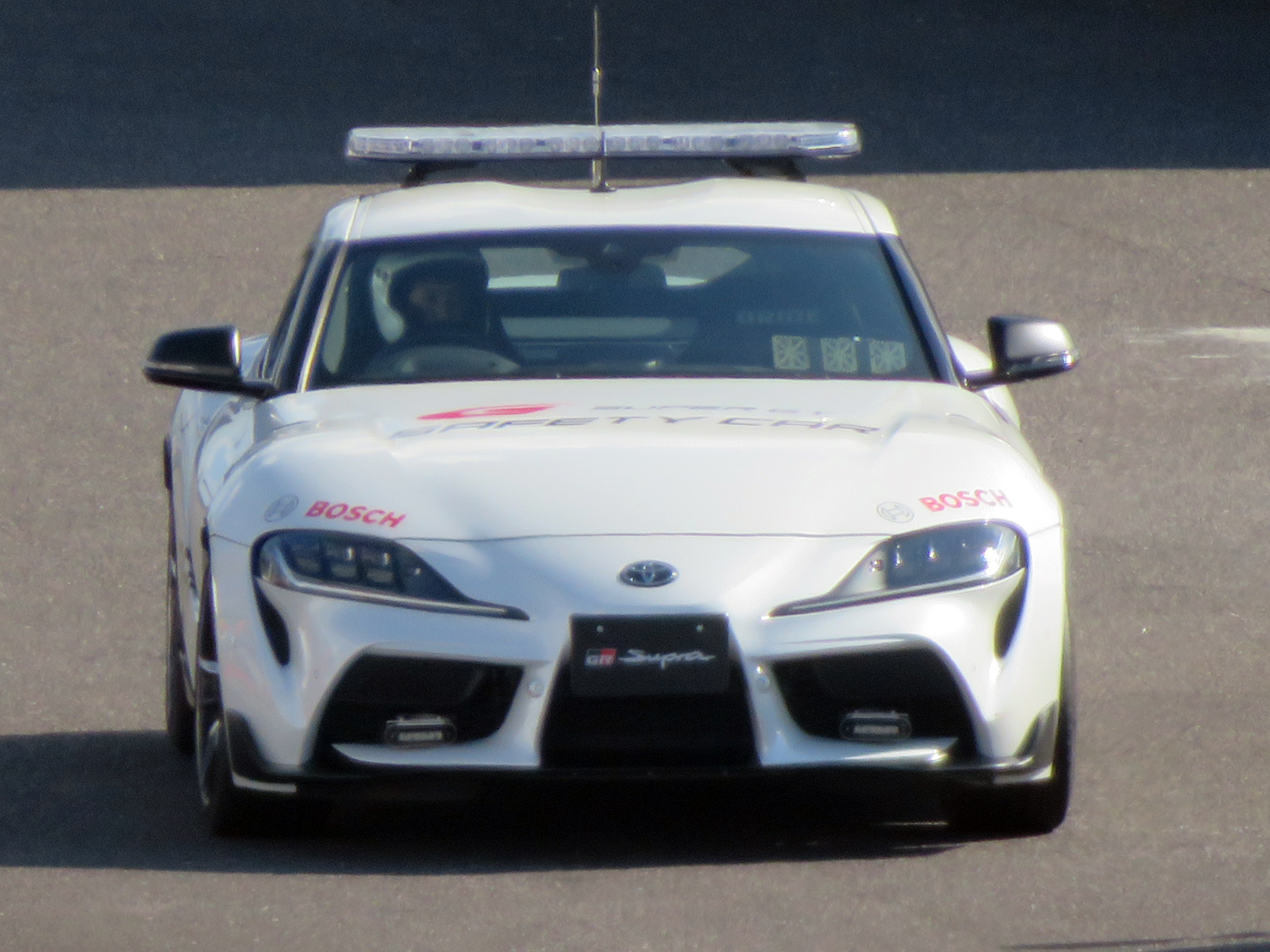
GRスープラ SUPER GTセーフティカー (2020年)
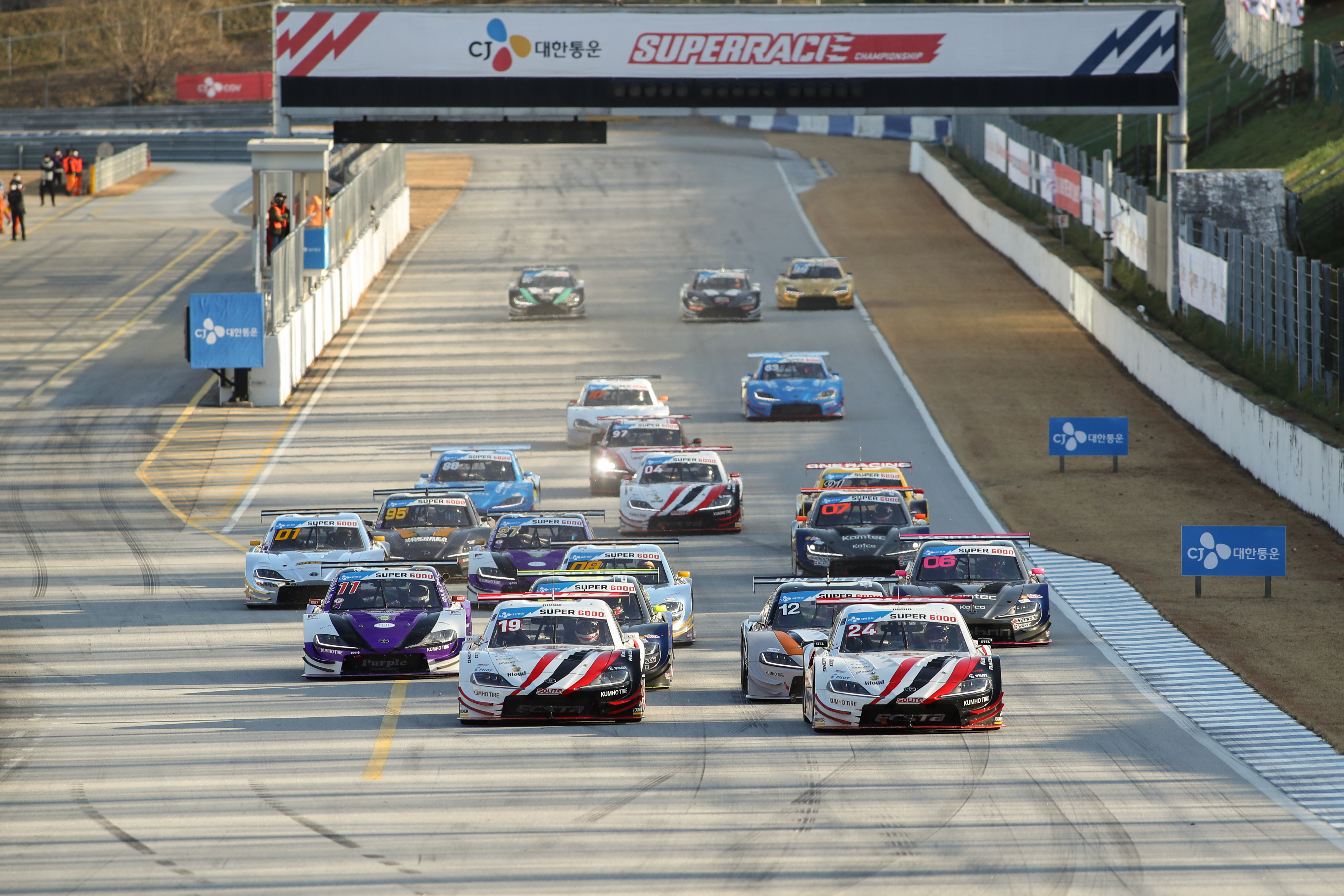
GRスープラ SUPERRACE CHAMPIONSHIPカウルモチーフ 車両 DB(2020年)
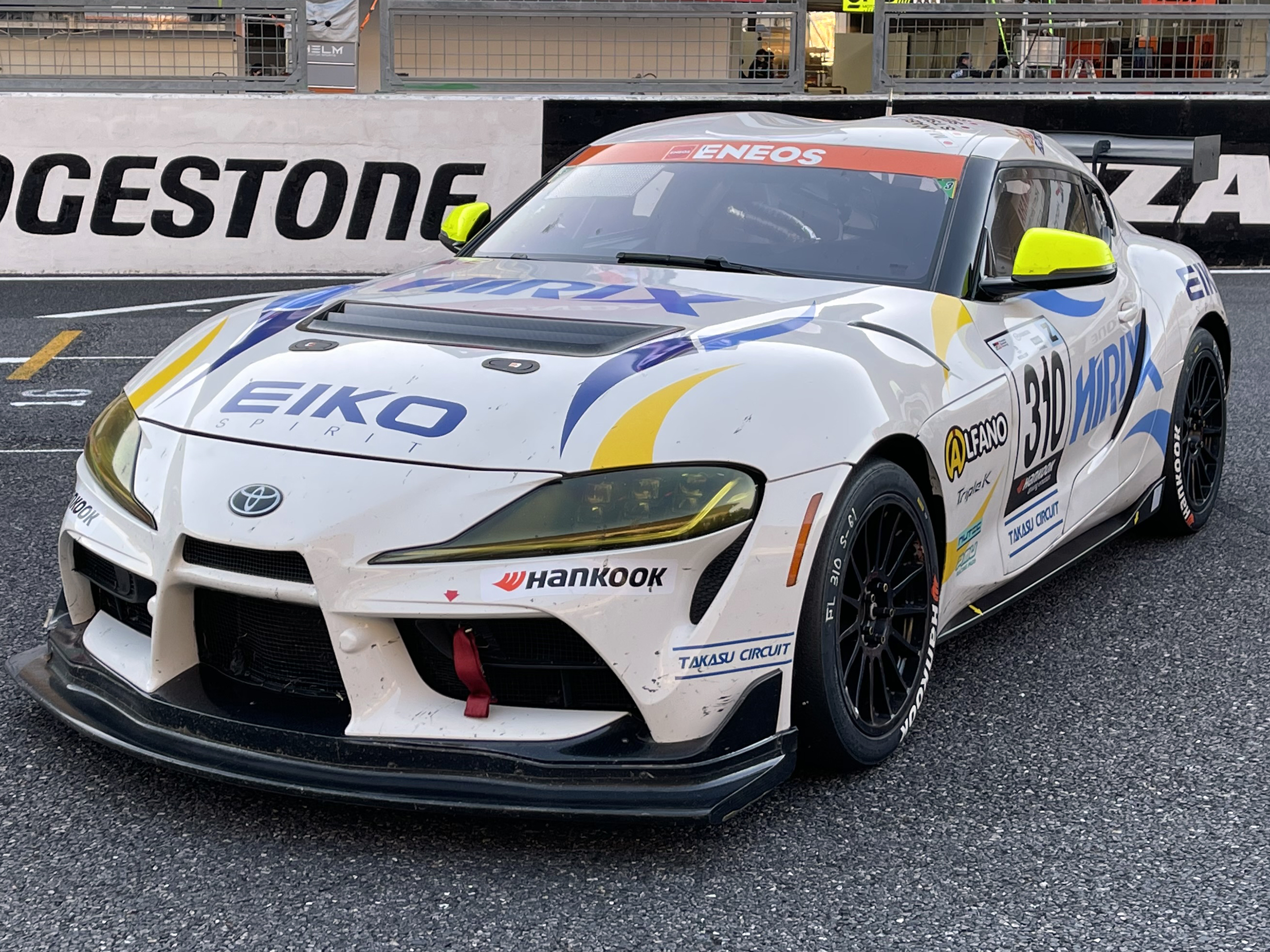
GRスープラ GT4 仕様 (2022年)
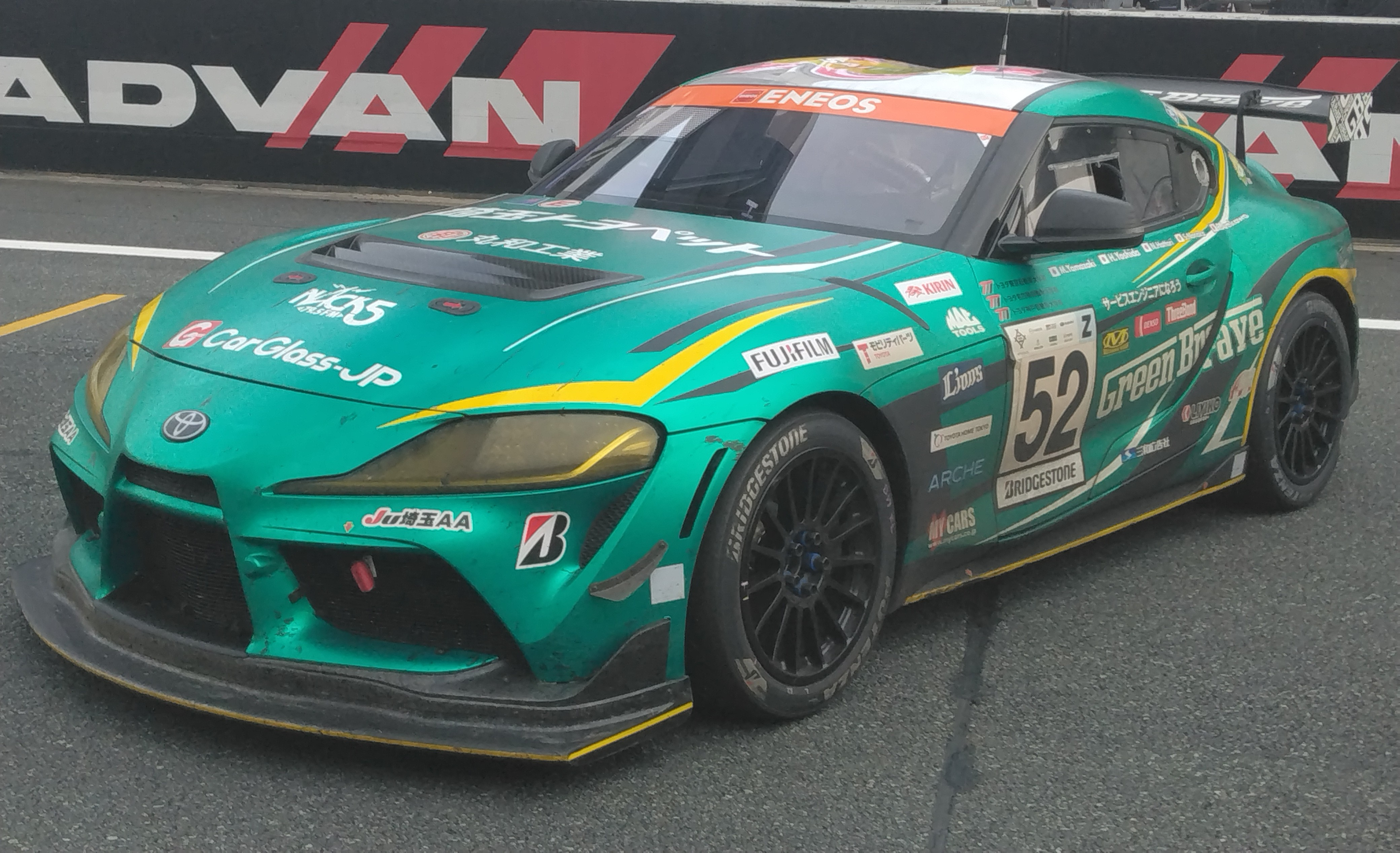
GRスープラ GT4 EVO2 (2025年)

## 車名の由来
- ラテン語で「至上かつ最高」「上へ」「超えて」といった意味を持つ[注 12]。